# ATP Vittorie italiane - singolare maschile
In questa pagina sono riportati le statistiche e i record realizzati in singolare maschile dai tennisti italiani nelle finali dei tornei dell’ATP Tour (era Open), nelle prove del Grande Slam e nelle ATP Finals, nonché le posizioni raggiunte nel ranking ATP.

## Tornei ATP vinti

### Lista dei tornei vinti
Ultimo aggiornamento: 26 luglio 2025
| Legenda tornei           |
| Vinti: 105               |
| ATP Tour 250: 80         |
| ATP Tour 500: 12         |
| ATP Tour Masters 1000: 7 |
| Grande Slam: 5           |
| ATP Tour Finals: 1       |
| Giochi Olimpici: -       |
| Al meglio dei 5 set: 16  |
| Al meglio dei 3 set: 89  |
| (LL): Lucky Loser        |
| (PR): Ranking Protetto   |
| (Q): Qualificato         |
| (WC): Wild Card          |

| N°  | Data       | Vincitore                 | Rank     | Torneo              | Categoria                                        | Punteggio                | Finalista                     | Rank     | Superficie      |
| --- | ---------- | ------------------------- | -------- | ------------------- | ------------------------------------------------ | ------------------------ | ----------------------------- | -------- | --------------- |
| 1   | 08-08-1971 | Adriano Panatta           | n.d.     | Senigallia          | ATP Tour 250 (Grand Prix Group D)                | 6–3, 7–5, 6–1            | Martin Mulligan (ITA)         | n.d.     | Terra rossa     |
| 2   | 12-05-1973 | Adriano Panatta (2)       | n.d.     | Bournemouth         | ATP Tour 500 (Grand Prix Group B)                | 6–8, 7–5, 6–3, 8–6       | Ilie Năstase (ROU)            | n.d.     | Terra rossa     |
| 3   | 13-05-1974 | Adriano Panatta (3)       | 16       | Firenze             | ATP Tour 250 (2) (Grand Prix Group C)            | 6–3, 6–1                 | Paolo Bertolucci (ITA)        | 14       | Terra rossa     |
| 4   | 13-05-1975 | Paolo Bertolucci          | 48       | Firenze (2)         | ATP Tour 250 (3) (Grand Prix Group C)            | 6–3, 6–4                 | Georges Goven (FRA)           | 88       | Terra rossa     |
| 5   | 12-07-1975 | Adriano Panatta (4)       | 28       | Kitzbühel           | ATP Tour 250 (4) (Grand Prix Group B)            | 2–6, 6–2, 7–5, 6–4       | Jan Kodeš (CSK)               | 20       | Terra rossa     |
| 6   | 09-11-1975 | Adriano Panatta (5)       | 19       | Stoccolma           | ATP Tour Masters 1000 (Grand Prix Group AA)      | 4–6, 6–3, 7–5            | Jimmy Connors (USA)           | 1        | Sintetico (i)   |
| 7   | 04-04-1976 | Paolo Bertolucci (2)      | 44       | Barcellona          | ATP Tour 250 (5) (Grand Prix One-Star)           | 6–1, 3–6, 6–1, 7–5       | Jun Kuki (JPN)                | 161      | Terra rossa     |
| 8   | 12-04-1976 | Corrado Barazzutti        | 32       | Nizza               | ATP Tour 250 (6) (Grand Prix One-Star)           | 6–2, 2–6, 5–7, 7–6, 8–6  | Jan Kodeš (2) (CSK)           | 19       | Terra rossa     |
| 9   | 10-05-1976 | Paolo Bertolucci (3)      | 45       | Firenze (3)         | ATP 250 (7) (Grand Prix One-Star)                | 6–7, 2–6, 6–3, 6–2, 10–8 | Patrick Proisy (FRA)          | 43       | Terra rossa     |
| 10  | 30-05-1976 | Adriano Panatta (6)       | 9        | Roma                | ATP Tour Masters 1000 (2) (Grand Prix Five-Star) | 2–6, 7–6(5), 6–2, 7–6(1) | Guillermo Vilas (ARG)         | 4        | Terra rossa     |
| 11  | 13-06-1976 | Adriano Panatta (7)       | 6        | Roland Garros       | Grande Slam (Grand Prix Triple Crown)            | 6–1, 6–4, 4–6, 7–6(3)    | Harold Solomon (USA)          | 17       | Terra rossa     |
| 12  | 11-07-1976 | Tonino Zugarelli          | 140      | Båstad              | ATP Tour 250 (8) (Grand Prix Three-Star)         | 4–6, 7–5, 6–2            | Corrado Barazzutti (ITA)      | 21       | Terra rossa     |
| 13  | 18-04-1977 | Adriano Panatta (8)       | 7        | Houston             | ATP Tour 250 (9) (WCT serie regolare)            | 7–6(4), 6(3)–7, 6–1      | Vitas Gerulaitis (USA)        | 17       | Terra verde     |
| 14  | 24-04-1977 | Paolo Bertolucci (4)      | 41       | Firenze (4)         | ATP Tour 250 (10) (Grand Prix One-Star)          | 6–4, 6–1, 7–5            | John Feaver (GBR)             | 108      | Terra rossa     |
| 15  | 24-04-1977 | Corrado Barazzutti (2)    | 22       | Charlotte           | ATP Tour 250 (11) (WCT serie regolare)           | 7–6(6), 6–0              | Eddie Dibbs (USA)             | 8        | Terra verde     |
| 16  | 15-05-1977 | Paolo Bertolucci (5)      | 40       | Amburgo             | ATP Tour 500 (2) (Grand Prix Four-Star)          | 6–3, 4–6, 6–2, 6–3       | Manuel Orantes (ESP)          | 4        | Terra rossa     |
| 17  | 19-06-1977 | Paolo Bertolucci (6)      | 22       | Berlino             | ATP Tour 250 (12) (Grand Prix One-Star)          | 6–4, 5–7, 4–6, 6–2, 6–4  | Jiří Hřebec (CSK)             | 69       | Terra rossa     |
| 18  | 10-07-1977 | Corrado Barazzutti (3)    | 20       | Båstad (2)          | ATP Tour 250 (13) (Grand Prix Two-Star)          | 7–6, 6–7, 6–2            | Balázs Taróczy (HUN)          | 37       | Terra rossa     |
| 19  | 06-11-1977 | Corrado Barazzutti (4)    | 16       | Parigi              | ATP Tour 250 (14) (Grand Prix One-Star)          | 7–6, 7–6, 6–7, 3–6, 6–4  | Brian Gottfried (USA)         | 3        | Cemento (i)     |
| 20  | 29-10-1978 | Adriano Panatta (9)       | 26       | Tokyo               | ATP Tour 250 (15) (Grand Prix One-Star)          | 6–3, 6–3                 | Pat Du Pré (USA)              | 55       | Terra rossa     |
| 21  | 09-03-1980 | Corrado Barazzutti (5)    | 32       | Il Cairo            | ATP Tour 250 (16) (Grand Prix - Regular Series)  | 6–4, 6–0                 | Paolo Bertolucci (2) (ITA)    | 158      | Terra rossa     |
| 22  | 18-05-1980 | Adriano Panatta (10)      | 52       | Firenze (5)         | ATP Tour 250 (17) (Grand Prix - Regular Series)  | 6–2, 2–6, 6–4            | Raúl Ramírez (MEX)            | 40       | Terra rossa     |
| 23  | 05-04-1981 | Gianni Ocleppo            | 84       | Linz                | ATP Tour 250 (18) (Grand Prix - Regular Series)  | 7–5, 6–1                 | Mark Edmonson (AUS)           | 102      | Cemento (i)     |
| 24  | 13-05-1984 | Francesco Cancellotti     | 81       | Firenze (6)         | ATP Tour 250 (19) (Grand Prix - Regular Series)  | 6–3, 6–3                 | Jimmy Brown (USA)             | 44       | Terra rossa     |
| 25  | 16-09-1984 | Francesco Cancellotti (2) | 37       | Palermo             | ATP Tour 250 (20) (Grand Prix - Regular Series)  | 6–0, 6–3                 | Miloslav Mečíř (CSK)          | 73       | Terra rossa     |
| 26  | 21-04-1985 | Claudio Panatta           | 120      | Bari                | ATP Tour 250 (21) (Grand Prix - Regular Series)  | 6–2, 1–6, 7–6            | Lawson Duncan (USA)           | 127      | Terra rossa     |
| 27  | 13-07-1986 | Paolo Canè                | 94       | Bordeaux            | ATP Tour 250 (22) (Grand Prix - Regular Series)  | 6–4, 1–6, 7–5            | Kent Carlsson (SWE)           | 28       | Terra rossa     |
| 28  | 17-08-1986 | Simone Colombo            | 123      | Saint-Vincent       | ATP Tour 250 (23) (Grand Prix - Regular Series)  | 2–6, 6–3, 7–6(2)         | Paul McNamee (AUS)            | 46       | Terra rossa     |
| 29  | 12-04-1987 | Claudio Pistolesi         | 150      | Bari (2)            | ATP Tour 250 (24) (Grand Prix - Regular Series)  | 6–7(10), 7–5, 6–3        | Francesco Cancellotti (ITA)   | 218 (WC) | Terra rossa     |
| 30  | 22-05-1988 | Massimiliano Narducci     | 134      | Firenze (7)         | ATP Tour 250 (25) (Grand Prix - Regular Series)  | 3–6, 6–1, 6–4            | Claudio Panatta (ITA)         | 253 (WC) | Terra rossa     |
| 31  | 06-08-1989 | Paolo Canè (2)            | 34       | Båstad (3)          | ATP Tour 250 (26) (Grand Prix - Regular Series)  | 7–6(4), 7–6(5)           | Bruno Orešar (YUG)            | 95       | Terra rossa     |
| 32  | 03-03-1991 | Omar Camporese            | 42       | Rotterdam           | ATP Tour 250 (27) (ATP World Series)             | 3–6, 7–6(4), 7–6(4)      | Ivan Lendl (CSK)              | 3        | Sintetico (i)   |
| 33  | 26-05-1991 | Paolo Canè (3)            | 224 (WC) | Bologna             | ATP Tour 250 (28) (ATP World Series)             | 5–7, 6–3, 7–5            | Jan Gunnarsson (SWE)          | 132      | Terra rossa     |
| 34  | 29-09-1991 | Gianluca Pozzi            | 136      | Brisbane            | ATP Tour 250 (29) (ATP World Series)             | 6–3, 7–6(4)              | Aaron Krickstein (USA)        | 50       | Cemento         |
| 35  | 09-02-1992 | Omar Camporese (2)        | 24       | Milano              | ATP Tour 250 (30) (ATP World Series)             | 3–6, 6–3, 6–4            | Goran Ivanišević (HRV)        | 13       | Sintetico (i)   |
| 36  | 01-03-1992 | Stefano Pescosolido       | 47       | Scottsdale          | ATP Tour 250 (31) (ATP World Series)             | 6–0, 1–6, 6–4            | Brad Gilbert (USA)            | 25       | Cemento         |
| 37  | 17-10-1993 | Stefano Pescosolido (2)   | 103      | Tel Aviv            | ATP Tour 250 (32) (ATP World Series)             | 7–6(5), 7–5              | Amos Mansdorf (ISR)           | 26       | Cemento         |
| 38  | 06-02-1994 | Renzo Furlan              | 69       | San Jose            | ATP Tour 250 (33) (ATP World Series)             | 3–6, 6–3, 7–5            | Michael Chang (USA)           | 9        | Cemento (i)     |
| 39  | 20-03-1994 | Renzo Furlan (2)          | 45       | Casablanca          | ATP Tour 250 (34) (ATP World Series)             | 6–4, 6–2                 | Karim Alami (MAR)             | 137      | Terra rossa     |
| 40  | 29-03-1998 | Andrea Gaudenzi           | 57       | Casablanca (2)      | ATP Tour 250 (35) (ATP World Series)             | 6–4, 5–7, 6–4            | Alex Calatrava (ESP)          | 110      | Terra rossa     |
| 41  | 27-05-2001 | Andrea Gaudenzi (2)       | 120 (WC) | Sankt Pölten        | ATP Tour 250 (36) (ATP International Series)     | 6–0, 7–5                 | Markus Hipfl (AUT)            | 93 (WC)  | Terra rossa     |
| 42  | 15-07-2001 | Andrea Gaudenzi (3)       | 78       | Båstad (4)          | ATP Tour 250 (37) (ATP International Series)     | 7–5, 6–3                 | Bohdan Ulihrach (CZE)         | 43       | Terra rossa     |
| 43  | 03-02-2002 | Davide Sanguinetti        | 87       | Milano (2)          | ATP Tour 250 (38) (ATP International Series)     | 7–6(2), 4–6, 6–1         | Roger Federer (SUI)           | 13       | Sintetico (i)   |
| 44  | 10-03-2002 | Davide Sanguinetti (2)    | 60       | Delray Beach        | ATP Tour 250 (39) (ATP International Series)     | 6–4, 4–6, 6–4            | Andy Roddick (USA)            | 13       | Cemento         |
| 45  | 23-05-2004 | Filippo Volandri          | 61       | Sankt Pölten (2)    | ATP Tour 250 (40) (ATP International Series)     | 6–1, 6–4                 | Xavier Malisse (BEL)          | 65       | Terra rossa     |
| 46  | 30-04-2006 | Daniele Bracciali         | 68       | Casablanca (3)      | ATP Tour 250 (41) (ATP International Series)     | 6–1, 6–4                 | Nicolás Massú (CHL)           | 37       | Terra rossa     |
| 47  | 01-10-2006 | Filippo Volandri (2)      | 38       | Palermo (2)         | ATP Tour 250 (42) (ATP International Series)     | 5–7, 6–1, 6–3            | Nicolás Lapentti (ECU)        | 84       | Terra rossa     |
| 48  | 18-06-2011 | Andreas Seppi             | 51       | Eastbourne          | ATP Tour 250 (43) (ATP World Tour 250 series)    | 7–6(5), 3–6, 5–3 rit.    | Janko Tipsarević (SRB)        | 30       | Erba            |
| 49  | 06-05-2012 | Andreas Seppi (2)         | 46       | Belgrado            | ATP Tour 250 (44) (ATP World Tour 250 series)    | 6–3, 6–2                 | Benoît Paire (FRA)            | 96       | Terra rossa     |
| 50  | 21-10-2012 | Andreas Seppi (3)         | 25       | Mosca               | ATP Tour 250 (45) (ATP World Tour 250 series)    | 3–6, 7–6(3), 6–3         | Thomaz Bellucci (BRA)         | 41       | Cemento (i)     |
| 51  | 14-07-2013 | Fabio Fognini             | 31       | Stoccarda           | ATP Tour 250 (46) (ATP World Tour 250 series)    | 5–7, 6–4, 6–4            | Philipp Kohlschreiber (GER)   | 25       | Terra rossa     |
| 52  | 21-07-2013 | Fabio Fognini (2)         | 25       | Amburgo (2)         | ATP Tour 500 (3) (ATP World Tour 500 series)     | 4–6, 7–6(8), 6–2         | Federico Delbonis (ARG)       | 114 (Q)  | Terra rossa     |
| 53  | 09-02-2014 | Fabio Fognini (3)         | 15       | Viña del Mar        | ATP Tour 250 (47) (ATP World Tour 250 series)    | 6–2, 6–4                 | Leonardo Mayer (ARG)          | 91       | Terra rossa     |
| 54  | 23-07-2016 | Paolo Lorenzi             | 48       | Kitzbühel (2)       | ATP Tour 250 (48) (ATP World Tour 250 series)    | 6–3, 6–4                 | Nikoloz Basilašvili (GEO)     | 123      | Terra rossa     |
| 55  | 24-07-2016 | Fabio Fognini (4)         | 39       | Umago               | ATP Tour 250 (49) (ATP World Tour 250 series)    | 6–4, 6–1                 | Andrej Martin (SVK)           | 124      | Terra rossa     |
| 56  | 30-07-2017 | Fabio Fognini (5)         | 31 (WC)  | Gstaad              | ATP Tour 250 (50) (ATP World Tour 250 series)    | 6–4, 7–5                 | Yannick Hanfmann (GER)        | 170 (Q)  | Terra rossa     |
| 57  | 04-03-2018 | Fabio Fognini (6)         | 20       | San Paolo           | ATP Tour 250 (51) (ATP World Tour 250 series)    | 1–6, 6–1, 6–4            | Nicolás Jarry (CHL)           | 73       | Terra rossa (i) |
| 58  | 29-04-2018 | Marco Cecchinato          | 92 (LL)  | Budapest            | ATP Tour 250 (52) (ATP World Tour 250 series)    | 7–5, 6–4                 | John Millman (AUS)            | 94       | Terra rossa     |
| 59  | 22-07-2018 | Fabio Fognini (7)         | 15       | Båstad (5)          | ATP Tour 250 (53) (ATP World Tour 250 series)    | 6–3, 3–6, 6–1            | Richard Gasquet (FRA)         | 29       | Terra rossa     |
| 60  | 22-07-2018 | Marco Cecchinato (2)      | 27       | Umago (2)           | ATP Tour 250 (54) (ATP World Tour 250 series)    | 6–2, 7–6(4)              | Guido Pella (ARG)             | 72       | Terra rossa     |
| 61  | 29-07-2018 | Matteo Berrettini         | 84       | Gstaad (2)          | ATP Tour 250 (55) (ATP World Tour 250 series)    | 7–6(9), 6–4              | Roberto Bautista Agut (ESP)   | 17       | Terra rossa     |
| 62  | 05-08-2018 | Fabio Fognini (8)         | 15       | Los Cabos           | ATP Tour 250 (56) (ATP World Tour 250 series)    | 6–4, 6–2                 | Juan Martín del Potro (ARG)   | 4        | Cemento         |
| 63  | 17-02-2019 | Marco Cecchinato (3)      | 18       | Buenos Aires        | ATP Tour 250 (57)                                | 6–1, 6–2                 | Diego Schwartzman (ARG)       | 19       | Terra rossa     |
| 64  | 21-04-2019 | Fabio Fognini (9)         | 18       | Monte Carlo         | ATP Tour Masters 1000 (3)                        | 6–3, 6–4                 | Dušan Lajović (SRB)           | 48       | Terra rossa     |
| 65  | 28-04-2019 | Matteo Berrettini (2)     | 55       | Budapest (2)        | ATP Tour 250 (58)                                | 4–6, 6–3, 6–1            | Filip Krajinović (SRB)        | 105      | Terra rossa     |
| 66  | 16-06-2019 | Matteo Berrettini (3)     | 30       | Stoccarda (2)       | ATP Tour 250 (59)                                | 6–4, 7–6(11)             | Félix Auger-Aliassime (CAN)   | 21       | Erba            |
| 67  | 29-06-2019 | Lorenzo Sonego            | 75       | Adalia              | ATP Tour 250 (60)                                | 6(5)–7, 7–6(5), 6–1      | Miomir Kecmanović (SRB)       | 82       | Erba            |
| 68  | 14-11-2020 | Jannik Sinner             | 44       | Sofia               | ATP Tour 250 (61)                                | 6–4, 3–6, 7–6(3)         | Vasek Pospisil (CAN)          | 74       | Cemento (i)     |
| 69  | 07-02-2021 | Jannik Sinner (2)         | 36       | Melbourne           | ATP Tour 250 (62)                                | 7–6(4), 6–4              | Stefano Travaglia (ITA)       | 71       | Cemento         |
| 70  | 11-04-2021 | Lorenzo Sonego (2)        | 33       | Cagliari            | ATP Tour 250 (63)                                | 2–6, 7–6(5), 6–4         | Laslo Đere (SRB)              | 57       | Terra rossa     |
| 71  | 25-04-2021 | Matteo Berrettini (4)     | 10       | Belgrado (2)        | ATP Tour 250 (64)                                | 6–1, 3–6, 7–6(0)         | Aslan Karacev (RUS)           | 28       | Terra rossa     |
| 72  | 20-06-2021 | Matteo Berrettini (5)     | 9        | Queen's             | ATP Tour 500 (4)                                 | 6–4, 6(5)–7, 6–3         | Cameron Norrie (GBR)          | 41       | Erba            |
| 73  | 08-08-2021 | Jannik Sinner (3)         | 24       | Washington          | ATP Tour 500 (5)                                 | 7–5, 4–6, 7–5            | Mackenzie McDonald (USA)      | 107      | Cemento         |
| 74  | 03-10-2021 | Jannik Sinner (4)         | 14       | Sofia (2)           | ATP Tour 250 (65)                                | 6–3, 6–4                 | Gaël Monfils (FRA)            | 20       | Cemento (i)     |
| 75  | 24-10-2021 | Jannik Sinner (5)         | 13       | Anversa             | ATP Tour 250 (66)                                | 6–2, 6–2                 | Diego Schwartzman (2) (ARG)   | 14       | Cemento (i)     |
| 76  | 12-06-2022 | Matteo Berrettini (6)     | 10       | Stoccarda (3)       | ATP Tour 250 (67)                                | 6–4, 5–7, 6–3            | Andy Murray (GBR)             | 68       | Erba            |
| 77  | 19-06-2022 | Matteo Berrettini (7)     | 10       | Queen's (2)         | ATP Tour 500 (6)                                 | 7–5, 6–4                 | Filip Krajinović (2) (SRB)    | 48       | Erba            |
| 78  | 24-07-2022 | Lorenzo Musetti           | 62       | Amburgo (3)         | ATP Tour 500 (7)                                 | 6–4, 6(6)–7, 6–4         | Carlos Alcaraz (ESP)          | 6        | Terra rossa     |
| 79  | 31-07-2022 | Jannik Sinner (6)         | 10       | Umago (3)           | ATP Tour 250 (68)                                | 6(5)–7, 6–1, 6–1         | Carlos Alcaraz (2) (ESP)      | 5        | Terra rossa     |
| 80  | 25-09-2022 | Lorenzo Sonego (3)        | 65       | Metz                | ATP Tour 250 (69)                                | 7–6(3), 6–3              | Aleksandr Bublik (KAZ)        | 44       | Cemento (i)     |
| 81  | 23-10-2022 | Lorenzo Musetti (2)       | 24       | Napoli              | ATP Tour 250 (70)                                | 7–6(5), 6–2              | Matteo Berrettini (ITA)       | 16       | Cemento         |
| 82  | 12-02-2023 | Jannik Sinner (7)         | 17       | Montpellier         | ATP Tour 250 (71)                                | 7–6(3), 6–3              | Maxime Cressy (USA)           | 51       | Cemento (i)     |
| 83  | 13-08-2023 | Jannik Sinner (8)         | 8        | Toronto             | ATP Tour Masters 1000 (4)                        | 6–4, 6–1                 | Alex de Minaur (AUS)          | 18       | Cemento         |
| 84  | 04-10-2023 | Jannik Sinner (9)         | 7        | Pechino             | ATP Tour 500 (8)                                 | 7–6(2), 7–6(2)           | Daniil Medvedev (RUS)         | 3        | Cemento         |
| 85  | 29-10-2023 | Jannik Sinner (10)        | 4        | Vienna              | ATP Tour 500 (9)                                 | 7–6(7), 4–6, 6–3         | Daniil Medvedev (2) (RUS)     | 3        | Cemento (i)     |
| 86  | 28-01-2024 | Jannik Sinner (11)        | 4        | Australian Open     | Grande Slam (2)                                  | 3–6, 3–6, 6–4, 6–4, 6–3  | Daniil Medvedev (3) (RUS)     | 3        | Cemento         |
| 87  | 11-02-2024 | Luciano Darderi           | 136 (Q)  | Cordoba             | ATP Tour 250 (72)                                | 6–1, 6–4                 | Facundo Bagnis (ARG)          | 207 (Q)  | Terra rossa     |
| 88  | 18-02-2024 | Jannik Sinner (12)        | 4        | Rotterdam (2)       | ATP Tour 500 (10)                                | 7–5, 6–4                 | Alex de Minaur (2) (AUS)      | 11       | Cemento (i)     |
| 89  | 31-03-2024 | Jannik Sinner (13)        | 3        | Miami               | ATP Tour Masters 1000 (5)                        | 6–3, 6–1                 | Grigor Dimitrov (BUL)         | 12       | Cemento         |
| 90  | 07-04-2024 | Matteo Berrettini (8)     | 135 (PR) | Marrakech           | ATP Tour 250 (73)                                | 7–5, 6–2                 | Roberto Carballés Baena (ESP) | 64       | Terra rossa     |
| 91  | 23-06-2024 | Jannik Sinner (14)        | 1        | Halle               | ATP Tour 500 (11)                                | 7–6(8), 7–6(2)           | Hubert Hurkacz (POL)          | 9        | Erba            |
| 92  | 21-07-2024 | Matteo Berrettini (9)     | 82       | Gstaad (3)          | ATP Tour 250 (74)                                | 6–3, 6–1                 | Quentin Halys (FRA)           | 192 (Q)  | Terra rossa     |
| 93  | 27-07-2024 | Matteo Berrettini (10)    | 50       | Kitzbühel (3)       | ATP Tour 250 (75)                                | 7–5, 6–3                 | Hugo Gaston (FRA)             | 91       | Terra rossa     |
| 94  | 19-08-2024 | Jannik Sinner (15)        | 1        | Cincinnati          | ATP Tour Masters 1000 (6)                        | 7–6(4), 6–2              | Frances Tiafoe (USA)          | 27       | Cemento         |
| 95  | 24-08-2024 | Lorenzo Sonego (4)        | 58       | Winston-Salem       | ATP Tour 250 (76)                                | 6–0, 6–3                 | Alex Michelsen (USA)          | 52       | Cemento         |
| 96  | 08-09-2024 | Jannik Sinner (16)        | 1        | US Open             | Grande Slam (3)                                  | 6–3, 6–4, 7–5            | Taylor Fritz (USA)            | 12       | Cemento         |
| 97  | 13-10-2024 | Jannik Sinner (17)        | 1        | Shanghai            | ATP Tour Masters 1000 (7)                        | 7–6(4), 6–3              | Novak Đoković (SER)           | 4        | Cemento         |
| 98  | 17-11-2024 | Jannik Sinner (18)        | 1        | ATP Finals, Torino  | Masters/ATP Finals                               | 6–4, 6–4                 | Taylor Fritz (2) (USA)        | 5        | Cemento (i)     |
| 99  | 26-01-2025 | Jannik Sinner (19)        | 1        | Australian Open (2) | Grande Slam (4)                                  | 6–3, 7–6(4), 6–3         | Alexander Zverev (GER)        | 2        | Cemento         |
| 100 | 06-04-2025 | Flavio Cobolli            | 45       | Bucarest            | ATP Tour 250 (77)                                | 6–4, 6–4                 | Sebastián Báez (ARG)          | 36       | Terra rossa     |
| 101 | 06-04-2025 | Luciano Darderi (2)       | 57       | Marrakech (2)       | ATP Tour 250 (78)                                | 7–6(3), 7–6(4)           | Tallon Griekspoor (NED)       | 37       | Terra rossa     |
| 102 | 24-05-2025 | Flavio Cobolli (2)        | 35       | Amburgo (4)         | ATP Tour 500 (12)                                | 6–2, 6–4                 | Andrej Rublëv (RUS)           | 17       | Terra rossa     |
| 103 | 13-07-2025 | Jannik Sinner (20)        | 1        | Wimbledon           | Grande Slam (5)                                  | 4–6, 6–4, 6–4, 6–4       | Carlos Alcaraz (3) (ESP)      | 2        | Erba            |
| 104 | 20-07-2025 | Luciano Darderi (3)       | 55       | Båstad (6)          | ATP Tour 250 (79)                                | 6–4, 3–6, 6–3            | Jesper de Jong (NED)          | 106      | Terra rossa     |
| 105 | 26-07-2025 | Luciano Darderi (4)       | 46       | Umago (4)           | ATP Tour 250 (80)                                | 6–3, 6–3                 | Carlos Taberner (ESP)         | 111      | Terra rossa     |

Nota: ad eccezione del torneo del Roland Garros 1976 (Grande Slam), dei Tornei di Stoccolma 1975 e Roma 1976, equipollenti all'attuale categoria ATP Tour Masters 1000, e dei tornei di Bournemouth 1973 ed Amburgo 1977, assimilabili all'attuale categoria ATP Tour 500, tutte le categorie riferite ai tornei compresi tra il 1971 e il 2006 corrispondono all'attuale livello denominato "ATP Tour 250".

### Classifiche per tornei vinti
Lista dei 29 vincitori di almeno un torneo del circuito maggiore.

#### Tornei vinti per categoria
In grassetto i giocatori in attività, in sottolineato i record.
|        | Giocatore             | Vittorie | Slam | ATP Finals | 1000 | 500 | 250 |
| ------ | --------------------- | -------- | ---- | ---------- | ---- | --- | --- |
| 1      | Jannik Sinner         | 20       | 4    | 1          | 4    | 5   | 6   |
| 2      | Adriano Panatta       | 10       | 1    | -          | 2    | 1   | 6   |
| 2      | Matteo Berrettini     | 10       | -    | -          | -    | 2   | 8   |
| 4      | Fabio Fognini         | 9        | -    | -          | 1    | 1   | 7   |
| 5      | Paolo Bertolucci      | 6        | -    | -          | -    | 1   | 5   |
| 6      | Corrado Barazzutti    | 5        | -    | -          | -    | -   | 5   |
| 7      | Lorenzo Sonego        | 4        | -    | -          | -    | -   | 4   |
| 7      | Luciano Darderi       | 4        | -    | -          | -    | -   | 4   |
| 9      | Paolo Canè            | 3        | -    | -          | -    | -   | 3   |
| 9      | Andrea Gaudenzi       | 3        | -    | -          | -    | -   | 3   |
| 9      | Andreas Seppi         | 3        | -    | -          | -    | -   | 3   |
| 9      | Marco Cecchinato      | 3        | -    | -          | -    | -   | 3   |
| 13     | Francesco Cancellotti | 2        | -    | -          | -    | -   | 2   |
| 13     | Omar Camporese        | 2        | -    | -          | -    | -   | 2   |
| 13     | Stefano Pescosolido   | 2        | -    | -          | -    | -   | 2   |
| 13     | Renzo Furlan          | 2        | -    | -          | -    | -   | 2   |
| 13     | Davide Sanguinetti    | 2        | -    | -          | -    | -   | 2   |
| 13     | Filippo Volandri      | 2        | -    | -          | -    | -   | 2   |
| 13     | Lorenzo Musetti       | 2        | -    | -          | -    | 1   | 1   |
| 13     | Flavio Cobolli        | 2        | -    | -          | -    | 1   | 1   |
| 22     | Tonino Zugarelli      | 1        | -    | -          | -    | -   | 1   |
| 22     | Gianni Ocleppo        | 1        | -    | -          | -    | -   | 1   |
| 22     | Claudio Panatta       | 1        | -    | -          | -    | -   | 1   |
| 22     | Simone Colombo        | 1        | -    | -          | -    | -   | 1   |
| 22     | Claudio Pistolesi     | 1        | -    | -          | -    | -   | 1   |
| 22     | Massimiliano Narducci | 1        | -    | -          | -    | -   | 1   |
| 22     | Gianluca Pozzi        | 1        | -    | -          | -    | -   | 1   |
| 22     | Daniele Bracciali     | 1        | -    | -          | -    | -   | 1   |
| 22     | Paolo Lorenzi         | 1        | -    | -          | -    | -   | 1   |
| Totale | 105                   | 5        | 1    | 7          | 12   | 80  |     |

#### Tornei vinti per superficie
In grassetto i giocatori in attività, in sottolineato i record.
|        | Giocatore             | Vittorie | Terra rossa outdoor | Terra rossa indoor | Cemento outdoor | Cemento indoor | Erba | Sintetico indoor | Terra verde outdoor |
| ------ | --------------------- | -------- | ------------------- | ------------------ | --------------- | -------------- | ---- | ---------------- | ------------------- |
| 1      | Jannik Sinner         | 20       | 1                   | -                  | 10              | 7              | 2    | -                | -                   |
| 2      | Adriano Panatta       | 10       | 8                   | -                  | -               | -              | -    | 1                | 1                   |
| 2      | Matteo Berrettini     | 10       | 6                   | -                  | -               | -              | 4    | -                | -                   |
| 4      | Fabio Fognini         | 9        | 7                   | 1                  | 1               | -              | -    | -                | -                   |
| 5      | Paolo Bertolucci      | 6        | 6                   | -                  | -               | -              | -    | -                | -                   |
| 6      | Corrado Barazzutti    | 5        | 3                   | -                  | -               | 1              | -    | -                | 1                   |
| 7      | Lorenzo Sonego        | 4        | 1                   | -                  | 1               | 1              | 1    | -                | -                   |
| 7      | Luciano Darderi       | 4        | 4                   | -                  | -               | -              | -    | -                | -                   |
| 9      | Paolo Canè            | 3        | 3                   | -                  | -               | -              | -    | -                | -                   |
| 9      | Andrea Gaudenzi       | 3        | 3                   | -                  | -               | -              | -    | -                | -                   |
| 9      | Andreas Seppi         | 3        | 1                   | -                  | -               | 1              | 1    | -                | -                   |
| 9      | Marco Cecchinato      | 3        | 3                   | -                  | -               | -              | -    | -                | -                   |
| 13     | Francesco Cancellotti | 2        | 2                   | -                  | -               | -              | -    | -                | -                   |
| 13     | Omar Camporese        | 2        | -                   | -                  | -               | -              | -    | 2                | -                   |
| 13     | Stefano Pescosolido   | 2        | -                   | -                  | 2               | -              | -    | -                | -                   |
| 13     | Renzo Furlan          | 2        | 1                   | -                  | 1               | -              | -    | -                | -                   |
| 13     | Davide Sanguinetti    | 2        | -                   | -                  | 1               | -              | -    | 1                | -                   |
| 13     | Filippo Volandri      | 2        | 2                   | -                  | -               | -              | -    | -                | -                   |
| 13     | Lorenzo Musetti       | 2        | 1                   | -                  | 1               | -              | -    | -                | -                   |
| 13     | Flavio Cobolli        | 2        | 2                   | -                  | -               | -              | -    | -                | -                   |
| 21     | Tonino Zugarelli      | 1        | 1                   | -                  | -               | -              | -    | -                | -                   |
| 21     | Gianni Ocleppo        | 1        | -                   | -                  | -               | 1              | -    | -                | -                   |
| 21     | Claudio Panatta       | 1        | 1                   | -                  | -               | -              | -    | -                | -                   |
| 21     | Simone Colombo        | 1        | 1                   | -                  | -               | -              | -    | -                | -                   |
| 21     | Claudio Pistolesi     | 1        | 1                   | -                  | -               | -              | -    | -                | -                   |
| 21     | Massimiliano Narducci | 1        | 1                   | -                  | -               | -              | -    | -                | -                   |
| 21     | Gianluca Pozzi        | 1        | -                   | -                  | -               | 1              | -    | -                | -                   |
| 21     | Daniele Bracciali     | 1        | 1                   | -                  | -               | -              | -    | -                | -                   |
| 21     | Paolo Lorenzi         | 1        | 1                   | -                  | -               | -              | -    | -                | -                   |
| Totale | 105                   | 61       | 1                   | 17                 | 12              | 8              | 4    | 2                |                     |

### Classifica per numero di tornei vinti in una stagione
In grassetto i giocatori in attività.
| Tornei vinti          | Giocatore          | Stagione |
| --------------------- | ------------------ | -------- |
| 8                     | Jannik Sinner      | 2024     |
| 4                     | Jannik Sinner      | 2021     |
| 4                     | Jannik Sinner      | 2023     |
| 3                     | Paolo Bertolucci   | 1977     |
| 3                     | Corrado Barazzutti | 1977     |
| 3                     | Fabio Fognini      | 2018     |
| 3                     | Matteo Berrettini  | 2024     |
| 3                     | Luciano Darderi    | 2025     |
| 2                     |                    |          |
| Adriano Panatta       | 1975               |          |
| Adriano Panatta       | 1976               |          |
| Paolo Bertolucci      | 1976               |          |
| Francesco Cancellotti | 1984               |          |
| Renzo Furlan          | 1994               |          |
| Andrea Gaudenzi       | 2001               |          |
| Davide Sanguinetti    | 2002               |          |
| Andreas Seppi         | 2012               |          |
| Fabio Fognini         | 2013               |          |
| Marco Cecchinato      | 2018               |          |
| Matteo Berrettini     | 2019               |          |
| Matteo Berrettini     | 2021               |          |
| Lorenzo Musetti       | 2022               |          |
| Matteo Berrettini     | 2022               |          |
| Flavio Cobolli        | 2025               |          |
| Jannik Sinner         | 2025               |          |

### Distribuzione geografica e per superficie
| Paese ospitante      | Vittorie italiane | Terra rossa | Terra verde | Terra rossa (i) | Cemento | Cemento (i) | Erba | Sintetico (i) |
| -------------------- | ----------------- | ----------- | ----------- | --------------- | ------- | ----------- | ---- | ------------- |
| Italia               | 20                | 16          |             |                 | 1       | 1           |      | 2             |
| Stati Uniti          | 10                |             | 2           |                 | 7       | 1           |      |               |
| Germania/RFT         | 9                 | 6           |             |                 |         |             | 3    |               |
| Austria              | 7                 | 5           |             |                 |         | 2           |      |               |
| Svezia               | 7                 | 6           |             |                 |         |             |      | 1             |
| Francia              | 6                 | 3           |             |                 |         | 3           |      |               |
| Gran Bretagna        | 5                 | 1           |             |                 |         |             | 4    |               |
| Marocco              | 5                 | 5           |             |                 |         |             |      |               |
| Australia            | 4                 |             |             |                 | 4       |             |      |               |
| Croazia              | 4                 | 4           |             |                 |         |             |      |               |
| Svizzera             | 3                 | 3           |             |                 |         |             |      |               |
| Argentina            | 2                 | 2           |             |                 |         |             |      |               |
| Bulgaria             | 2                 |             |             |                 |         | 2           |      |               |
| Cina                 | 2                 |             |             |                 | 2       |             |      |               |
| Paesi Bassi          | 2                 |             |             |                 |         | 1           |      | 1             |
| Serbia               | 2                 | 2           |             |                 |         |             |      |               |
| Ungheria             | 2                 | 2           |             |                 |         |             |      |               |
| Belgio               | 1                 |             |             |                 |         | 1           |      |               |
| Brasile              | 1                 |             |             | 1               |         |             |      |               |
| Canada               | 1                 |             |             |                 | 1       |             |      |               |
| Cile                 | 1                 | 1           |             |                 |         |             |      |               |
| Egitto               | 1                 | 1           |             |                 |         |             |      |               |
| Giappone             | 1                 | 1           |             |                 |         |             |      |               |
| Israele              | 1                 |             |             |                 | 1       |             |      |               |
| Messico              | 1                 |             |             |                 | 1       |             |      |               |
| Principato di Monaco | 1                 | 1           |             |                 |         |             |      |               |
| Romania              | 1                 | 1           |             |                 |         |             |      |               |
| Russia               | 1                 |             |             |                 |         | 1           |      |               |
| Spagna               | 1                 | 1           |             |                 |         |             |      |               |
| Turchia              | 1                 |             |             |                 |         |             | 1    |               |
| Totale               | 105               | 61          | 2           | 1               | 17      | 12          | 8    | 4             |

### Vittorie ottenute per torneo
| Firenze                    | 7 |
| Båstad                     | 6 |
| Amburgo                    | 4 |
| Umago                      | 4 |
| Casablanca                 | 3 |
| Gstaad                     | 3 |
| Kitzbühel                  | 3 |
| Stoccarda                  | 3 |
| Australian Open            | 2 |
| Bari                       | 2 |
| Belgrado                   | 2 |
| Budapest                   | 2 |
| Marrakech                  | 2 |
| Milano                     | 2 |
| Palermo                    | 2 |
| Queen's Club Championships | 2 |
| Rotterdam                  | 2 |
| Sankt Pölten               | 2 |
| Sofia                      | 2 |
| Adalia                     | 1 |
| Anversa                    | 1 |
| ATP Finals (Torino)        | 1 |
| Barcellona                 | 1 |
| Berlino                    | 1 |
| Bologna                    | 1 |
| Bordeaux                   | 1 |
| Bournemouth                | 1 |
| Brisbane                   | 1 |
| Bucarest                   | 1 |
| Buenos Aires               | 1 |
| Cagliari                   | 1 |
| Charlotte                  | 1 |
| Cincinnati                 | 1 |
| Cordoba                    | 1 |
| Delray Beach               | 1 |
| Eastbourne                 | 1 |
| Halle                      | 1 |
| Houston                    | 1 |
| Il Cairo                   | 1 |
| Linz                       | 1 |
| Los Cabos                  | 1 |
| Melbourne                  | 1 |
| Metz                       | 1 |
| Miami                      | 1 |
| Monte Carlo                | 1 |
| Montpellier                | 1 |
| Mosca                      | 1 |
| Napoli                     | 1 |
| Nizza                      | 1 |
| Parigi                     | 1 |
| Pechino                    | 1 |
| Roland Garros              | 1 |
| Internazionali d'Italia    | 1 |
| Saint Vincent              | 1 |
| San Jose                   | 1 |
| San Paolo                  | 1 |
| Scottsdale                 | 1 |
| Senigallia                 | 1 |
| Shanghai                   | 1 |
| Stoccolma                  | 1 |
| Tel Aviv                   | 1 |
| Tokyo                      | 1 |
| Toronto                    | 1 |
| US Open                    | 1 |
| Vienna                     | 1 |
| Viña del Mar               | 1 |
| Washington                 | 1 |
| Wimbledon                  | 1 |
| Winston-Salem              | 1 |

## Precocità

### I più giovani vincitori di tornei ATP su qualsiasi superficie
In grassetto i giocatori in attività.
| N° | Nome                  | Età                         |
| -- | --------------------- | --------------------------- |
| 1  | Jannik Sinner         | 19 anni, 2 mesi, 30 giorni  |
| 2  | Claudio Pistolesi     | 19 anni, 7 mesi, 18 giorni  |
| 3  | Lorenzo Musetti       | 20 anni, 4 mesi, 21 giorni  |
| 4  | Stefano Pescosolido   | 20 anni, 8 mesi, 21 giorni  |
| 5  | Adriano Panatta       | 21 anni, 30 giorni          |
| 6  | Francesco Cancellotti | 21 anni, 2 mesi, 21 giorni  |
| 7  | Paolo Canè            | 21 anni, 3 mesi, 10 giorni  |
| 8  | Luciano Darderi       | 21 anni, 11 mesi, 25 giorni |
| 9  | Matteo Berrettini     | 22 anni, 3 mesi, 23 giorni  |
| 10 | Filippo Volandri      | 22 anni, 8 mesi, 18 giorni  |
| 11 | Omar Camporese        | 22 anni, 10 mesi, 4 giorni  |
| 12 | Flavio Cobolli        | 22 anni, 11 mesi            |
| 13 | Simone Colombo        | 22 anni, 11 mesi, 20 giorni |
| 14 | Renzo Furlan          | 23 anni, 9 mesi, 1 giorno   |
| 15 | Paolo Bertolucci      | 23 anni, 9 mesi, 22 giorni  |
| 16 | Gianni Ocleppo        | 23 anni, 11 mesi, 29 giorni |
| 17 | Lorenzo Sonego        | 24 anni, 1 mese, 18 giorni  |
| 18 | Massimiliano Narducci | 24 anni, 3 mesi, 3 giorni   |
| 19 | Corrado Barazzutti    | 24 anni, 4 mesi, 20 giorni  |
| 20 | Andrea Gaudenzi       | 24 anni, 8 mesi, 9 giorni   |
| 21 | Claudio Panatta       | 25 anni, 2 mesi, 19 giorni  |
| 22 | Marco Cecchinato      | 25 anni, 7 mesi, 7 giorni   |
| 23 | Fabio Fognini         | 26 anni, 1 mese, 21 giorni  |
| 24 | Gianluca Pozzi        | 26 anni, 3 mesi, 20 giorni  |
| 25 | Tonino Zugarelli      | 26 anni, 6 mesi, 2 giorni   |
| 26 | Andreas Seppi         | 27 anni, 4 mesi, 4 giorni   |
| 27 | Daniele Bracciali     | 28 anni, 3 mesi, 28 giorni  |
| 28 | Davide Sanguinetti    | 29 anni, 5 mesi, 19 giorni  |
| 29 | Paolo Lorenzi         | 34 anni, 7 mesi, 19 giorni  |

### I più giovani vincitori di tornei ATP per superficie
| Superficie      | Giocatore          | Età                         |
| --------------- | ------------------ | --------------------------- |
| Cemento (i)     | Jannik Sinner      | 19 anni, 2 mesi, 30 giorni  |
| Cemento         | Jannik Sinner      | 19 anni, 5 mesi, 22 giorni  |
| Terra rossa     | Claudio Pistolesi  | 19 anni, 7 mesi, 18 giorni  |
| Sintetico       | Omar Camporese     | 22 anni, 10 mesi, 04 giorni |
| Erba            | Jannik Sinner      | 22 anni, 10 mesi, 07 giorni |
| Terra verde     | Corrado Barazzutti | 24 anni, 2 mesi, 05 giorni  |
| Terra rossa (i) | Fabio Fognini      | 30 anni, 9 mesi, 11 giorni  |

### I più giovani vincitori di tornei ATP per categoria
| Categoria             | Giocatore     | Età                         |
| --------------------- | ------------- | --------------------------- |
| ATP Tour 250          | Jannik Sinner | 19 anni, 2 mesi, 30 giorni  |
| ATP Tour 500          | Jannik Sinner | 19 anni, 11 mesi, 23 giorni |
| ATP Tour Masters 1000 | Jannik Sinner | 21 anni, 11 mesi, 28 giorni |
| Grande Slam           | Jannik Sinner | 22 anni, 5 mesi, 12 giorni  |
| ATP Finals            | Jannik Sinner | 23 anni, 3 mesi, 1 giorno   |

### I più giovani plurivincitori di tornei ATP
| 2 titoli  | Jannik Sinner | 19 anni, 5 mesi, 22 giorni  |
| 3 titoli  | Jannik Sinner | 19 anni, 11 mesi, 23 giorni |
| 4 titoli  | Jannik Sinner | 20 anni, 1 mese, 18 giorni  |
| 5 titoli  | Jannik Sinner | 20 anni, 2 mesi, 8 giorni   |
| 6 titoli  | Jannik Sinner | 20 anni, 11 mesi, 15 giorni |
| 7 titoli  | Jannik Sinner | 21 anni, 5 mesi, 27 giorni  |
| 8 titoli  | Jannik Sinner | 21 anni, 11 mesi, 28 giorni |
| 9 titoli  | Jannik Sinner | 22 anni, 1 mese, 19 giorni  |
| 10 titoli | Jannik Sinner | 22 anni, 2 mesi, 13 giorni  |

## Finali ATP
Ultimo aggiornamento: 18 agosto 2025
| Legenda tornei (105–126)      |
| Grande Slam (5–2)             |
| ATP Finals (1–1)              |
| ATP Tour Masters 1000 (7–9)   |
| ATP Tour 500 (12–20)          |
| ATP Tour 250 (80–94)          |
| Terra rossa (61–80)           |
| Cemento (17–14)               |
| Cemento (i) (12–13)           |
| Erba (8–7)                    |
| Sintetico (i) (4–8)           |
| Terra verde (2–1)             |
| Terra rossa (i) (1–3)         |
| Finali Derby tra italiani (8) |

| N°  | Data       | Risultato | Torneo             | Superficie      | Vincitore (Nazionalità)             | Finalista (Nazionalità)       | Punteggio                        |
| --- | ---------- | --------- | ------------------ | --------------- | ----------------------------------- | ----------------------------- | -------------------------------- |
| 1   | 08-08-1971 | V         | Senigallia         | Terra rossa     | Adriano Panatta(ITA)                | Martin Mulligan (ITA)         | 6–3, 7–5, 6–1                    |
| 2   | 08-08-1971 | S         | Senigallia         | Terra rossa     | Adriano Panatta (ITA)               | Martin Mulligan (ITA)         | 6–3, 7–5, 6–1                    |
| 3   | 11-06-1972 | S         | Amburgo            | Terra rossa     | Manuel Orantes (ESP)                | Adriano Panatta (ITA)         | 6–3, 9–8, 6–0                    |
| 4   | 22-07-1972 | S         | Gstaad             | Terra rossa     | Andrés Gimeno (ESP)                 | Adriano Panatta (ITA)         | 7–5, 9–8, 6–4                    |
| 5   | 01-04-1973 | S         | Valencia           | Terra rossa     | Manuel Orantes (ESP)                | Adriano Panatta (ITA)         | 6–4, 6–4, 6–3                    |
| 6   | 08-04-1973 | S         | Barcellona         | Terra rossa     | Ilie Năstase (ROU)                  | Adriano Panatta (ITA)         | 6–1, 3–6, 6–1, 6–2               |
| 7   | 15-04-1973 | S         | Nizza              | Terra rossa     | Manuel Orantes (ESP)                | Adriano Panatta (ITA)         | 7–6, 5–7, 4–6, 7–6, 12–10        |
| 8   | 29-04-1973 | S         | Madrid             | Terra rossa     | Ilie Năstase (ROU)                  | Adriano Panatta (ITA)         | 6–3, 7–6, 5–7, 6–1               |
| 9   | 06-05-1973 | S         | Firenze            | Terra rossa     | Ilie Năstase (ROU)                  | Adriano Panatta (ITA)         | 6–3, 3–6, 0–6, 7–6, 6–4          |
| 10  | 12-05-1973 | V         | Bournemouth        | Terra rossa     | Adriano Panatta (ITA)               | Ilie Năstase (ROU)            | 6–8, 7–5, 6–3, 8–6               |
| 11  | 12-05-1974 | V         | Firenze            | Terra rossa     | Adriano Panatta (ITA)               | Paolo Bertolucci (ITA)        | 6–3, 6–1                         |
| 12  | 12-05-1974 | S         | Firenze            | Terra rossa     | Adriano Panatta (ITA)               | Paolo Bertolucci (ITA)        | 6–3, 6–1                         |
| 13  | 26-05-1974 | S         | Bournemouth        | Terra rossa     | Ilie Năstase (ROU)                  | Paolo Bertolucci (ITA)        | 6–1, 6–3, 6–2                    |
| 14  | 14-07-1974 | S         | Båstad             | Terra rossa     | Björn Borg (SWE)                    | Adriano Panatta (ITA)         | 6–3, 6–0, 6(2)–7, 6–3            |
| 15  | 11-05-1975 | V         | Firenze            | Terra rossa     | Paolo Bertolucci (ITA)              | Georges Goven (FRA)           | 6–3, 6–4                         |
| 16  | 13-07-1975 | V         | Kitzbühel          | Terra rossa     | Adriano Panatta (ITA)               | Jan Kodeš (CSK)               | 2–6, 6–2, 7–5, 6–4               |
| 17  | 12-10-1975 | S         | Madrid             | Terra rossa     | Jan Kodes (CSK)                     | Adriano Panatta (ITA)         | 5–7, 2–6, 7–6, 6–2, 6–3          |
| 18  | 19-10-1975 | S         | Barcellona         | Terra rossa     | Björn Borg (SWE)                    | Adriano Panatta (ITA)         | 1–6, 7–6(5), 6–3, 6–2            |
| 19  | 02-11-1975 | S         | Manila             | Cemento         | Ross Case (AUS)                     | Corrado Barazzutti (ITA)      | 6–2, 6–1                         |
| 20  | 09-11-1975 | V         | Stoccolma          | Sintetico (i)   | Adriano Panatta (ITA)               | Jimmy Connors (USA)           | 4–6, 6–3, 7–5                    |
| 21  | 16-11-1975 | S         | Buenos Aires       | Terra rossa     | Guillermo Vilas (ARG)               | Adriano Panatta (ITA)         | 6–1, 6–4, 6–4                    |
| 22  | 04-04-1976 | V         | Barcellona         | Terra rossa     | Paolo Bertolucci (ITA)              | Jun Kuki (JPN)                | 6–1, 3–6, 6–1, 7–6               |
| 23  | 12-04-1976 | V         | Nizza              | Terra rossa     | Corrado Barazzutti (ITA)            | Jan Kodeš (CSK)               | 6–2, 2–6, 5–7, 7–6, 8–6          |
| 24  | 09-05-1976 | V         | Firenze            | Terra rossa     | Paolo Bertolucci (ITA)              | Patrick Proisy (FRA)          | 6–7, 2–6, 6–3, 6–2, 10–8         |
| 25  | 30-05-1976 | V         | Roma               | Terra rossa     | Adriano Panatta (ITA)               | Guillermo Vilas (ARG)         | 2–6, 7–6(5), 6–2, 7–6(1)         |
| 26  | 13-06-1976 | V         | Roland Garros      | Terra rossa     | Adriano Panatta (ITA)               | Harold Solomon (USA)          | 6–1, 6–4, 4–6, 7–6(3)            |
| 27  | 11-07-1976 | S         | Gstaad             | Terra rossa     | Raúl Ramírez (MEX)                  | Adriano Panatta (ITA)         | 7–5, 6–7, 6–1, 6–3               |
| 28  | 11-07-1976 | V         | Båstad             | Terra rossa     | Tonino Zugarelli (ITA)              | Corrado Barazzutti (ITA)      | 4–6, 7–5, 6–2                    |
| 29  | 11-07-1976 | S         | Båstad             | Terra rossa     | Tonino Zugarelli (ITA)              | Corrado Barazzutti (ITA)      | 4–6, 7–5, 6–2                    |
| 30  | 07-11-1976 | S         | Tokyo              | Terra rossa     | Roscoe Tanner (USA)                 | Corrado Barazzutti (ITA)      | 6–3, 6–2                         |
| 31  | 10-04-1977 | S         | Monte Carlo        | Terra rossa     | Björn Borg (SWE)                    | Corrado Barazzutti (ITA)      | 6–3, 7–5, 6–0                    |
| 32  | 18-04-1977 | V         | Houston            | Terra verde     | Adriano Panatta (ITA)               | Vitas Gerulaitis (USA)        | 7–6(4), 6–7(3), 6–1              |
| 33  | 24-04-1977 | V         | Firenze            | Terra rossa     | Paolo Bertolucci (ITA)              | John Feaver (GBR)             | 6–4, 6–1, 7–5                    |
| 34  | 24-04-1977 | V         | Charlotte          | Terra verde     | Corrado Barazzutti (ITA)            | Eddie Dibbs (USA)             | 7–6(6), 6–0                      |
| 35  | 15-05-1977 | V         | Amburgo            | Terra rossa     | Paolo Bertolucci (ITA)              | Manuel Orantes (ESP)          | 6–3, 4–6, 6–2, 6–3               |
| 36  | 22-05-1977 | S         | Roma               | Terra rossa     | Vitas Gerulaitis (USA)              | Tonino Zugarelli (ITA)        | 6–2, 7–6, 3–6, 7–6               |
| 37  | 19-06-1977 | V         | Berlino            | Terra rossa     | Paolo Bertolucci (ITA)              | Jiří Hřebec (CSK)             | 6–4, 5–7, 4–6, 6–2, 6–4          |
| 38  | 10-07-1977 | V         | Båstad             | Terra rossa     | Corrado Barazzutti (ITA)            | Balázs Taróczy (HUN)          | 7–6, 6–7, 6–2                    |
| 39  | 06-11-1977 | V         | Parigi             | Cemento (i)     | Corrado Barazzutti (ITA)            | Brian Gottfried (USA)         | 7–6, 7–6, 6–7, 3–6, 6–4          |
| 40  | 30-04-1978 | S         | Las Vegas          | Cemento         | Harold Solomon (USA)                | Corrado Barazzutti (ITA)      | 6–1, 3–0 RET                     |
| 41  | 28-05-1978 | S         | Roma               | Terra rossa     | Björn Borg (SWE)                    | Adriano Panatta (ITA)         | 1–6, 6–3, 6–1, 4–6, 6–3          |
| 42  | 23-07-1978 | S         | Båstad             | Terra rossa     | Björn Borg (SWE)                    | Corrado Barazzutti (ITA)      | 6–1, 6–2                         |
| 43  | 30-09-1978 | S         | Bournemouth        | Terra rossa     | José Higueras (ESP)                 | Paolo Bertolucci (ITA)        | 6–2, 6–1, 6–3                    |
| 44  | 04-11-1978 | V         | Tokyo              | Terra rossa     | Adriano Panatta (ITA)               | Pat Du Pré (USA)              | 6–3, 6–3                         |
| 45  | 25-11-1978 | S         | Bologna            | Sintetico (i)   | Peter Fleming (USA)                 | Adriano Panatta (ITA)         | 6–2, 7–6(5)                      |
| 46  | 23-09-1979 | S         | Palermo            | Terra rossa     | Björn Borg (SWE)                    | Corrado Barazzutti (ITA)      | 6–4, 6–0, 6–4                    |
| 47  | 04-11-1979 | S         | Parigi             | Cemento (i)     | Harold Solomon (USA)                | Corrado Barazzutti (ITA)      | 6–3, 2–6, 6–3, 6–4               |
| 48  | 25-11-1979 | S         | Bologna            | Sintetico (i)   | Butch Walts (USA)                   | Gianni Ocleppo (ITA)          | 6–3, 6–2                         |
| 49  | 09-03-1980 | V         | Il Cairo           | Terra rossa     | Corrado Barazzutti (ITA)            | Paolo Bertolucci (ITA)        | 6–4, 6–0                         |
| 50  | 09-03-1980 | S         | Il Cairo           | Terra rossa     | Corrado Barazzutti (ITA)            | Paolo Bertolucci (ITA)        | 6–4, 6–0                         |
| 51  | 23-03-1980 | S         | Metz               | Sintetico (i)   | Gene Mayer (USA)                    | Gianni Ocleppo (ITA)          | 6–3, 6–3, 6–0                    |
| 52  | 18-05-1980 | V         | Firenze            | Terra rossa     | Adriano Panatta (ITA)               | Raúl Ramírez (MEX)            | 6–2, 2–6, 6–4                    |
| 53  | 28-09-1980 | S         | Bordeaux           | Terra rossa     | Mario Martinez (BOL)                | Gianni Ocleppo (ITA)          | 6–0, 7–5, 7–5                    |
| 54  | 28-09-1980 | S         | Ginevra            | Terra rossa     | Balázs Taróczy (HUN)                | Adriano Panatta (ITA)         | 6–3, 6–2                         |
| 55  | 04-11-1980 | S         | Parigi             | Cemento (i)     | Brian Gottfried (USA)               | Adriano Panatta (ITA)         | 4–6, 6–3, 6–1, 7–6               |
| 56  | 23-11-1980 | S         | Bologna            | Sintetico (i)   | Tomáš Šmíd (CSK)                    | Paolo Bertolucci (ITA)        | 7–5, 6–2                         |
| 57  | 05-04-1981 | V         | Linz               | Cemento (i)     | Gianni Ocleppo (ITA)                | Mark Edmondson (AUS)          | 7–5, 6–1                         |
| 58  | 19-06-1981 | S         | Venezia            | Terra rossa     | Mario Martinez (BOL)                | Paolo Bertolucci (ITA)        | 6–4, 6–4                         |
| 59  | 28-02-1982 | S         | Il Cairo           | Terra rossa     | Brad Drewett (AUS)                  | Claudio Panatta (ITA)         | 6–3, 6–3                         |
| 60  | 15-05-1983 | S         | Firenze            | Terra rossa     | Jimmy Arias (USA)                   | Francesco Cancellotti (ITA)   | 6–1, 6–4                         |
| 61  | 13-05-1984 | V         | Firenze            | Terra rossa     | Francesco Cancellotti (ITA)         | Jimmy Brown (USA)             | 6–3, 6–3                         |
| 62  | 16-09-1984 | V         | Palermo            | Terra rossa     | Francesco Cancellotti (ITA)         | Miloslav Mečíř (CSK)          | 6–0, 6–3                         |
| 63  | 23-09-1984 | S         | Bordeaux           | Terra rossa     | José Higueras (ESP)                 | Francesco Cancellotti (ITA)   | 7–6(6), 6–1                      |
| 64  | 21-04-1985 | V         | Bari               | Terra rossa     | Claudio Panatta (ITA)               | Lawson Duncan (USA)           | 6–2, 1–6, 7–6                    |
| 65  | 16-06-1985 | S         | Bologna            | Terra rossa     | Thierry Tulasne (FRA)               | Claudio Panatta (ITA)         | 6–2, 6–0                         |
| 66  | 15-06-1986 | S         | Bologna            | Terra rossa     | Martín Jaite (ARG)                  | Paolo Canè (ITA)              | 6–2, 4–6, 6–4                    |
| 67  | 13-07-1986 | V         | Bordeaux           | Terra rossa     | Paolo Canè (ITA)                    | Kent Carlsson (SWE)           | 6–4, 1–6, 7–5                    |
| 68  | 17-08-1986 | V         | Saint–Vincent      | Terra rossa     | Simone Colombo (ITA)                | Paul McNamee (AUS)            | 2–6, 6–3, 7–6(2)                 |
| 69  | 12-04-1987 | V         | Bari               | Terra rossa     | Claudio Pistolesi (ITA)             | Francesco Cancellotti (ITA)   | 6(10)–7, 7–5, 6–3                |
| 70  | 12-04-1987 | S         | Bari               | Terra rossa     | Claudio Pistolesi (ITA)             | Francesco Cancellotti (ITA)   | 6(10)–7, 7–5, 6–3                |
| 71  | 24-05-1987 | S         | Firenze            | Terra rossa     | Andrej Česnokov (URS)               | Alessandro De Minicis (ITA)   | 6–1, 6–3                         |
| 72  | 16-08-1987 | S         | Saint–Vincent      | Terra rossa     | Pedro Rebolledo (CHL)               | Francesco Cancellotti (ITA)   | 7–6(3), 4–6, 6–3                 |
| 73  | 22-05-1988 | V         | Firenze            | Terra rossa     | Massimiliano Narducci (ITA)         | Claudio Panatta (ITA)         | 3–6, 6–1, 6–4                    |
| 74  | 22-05-1988 | S         | Firenze            | Terra rossa     | Massimiliano Narducci (ITA)         | Claudio Panatta (ITA)         | 3–6, 6–1, 6–4                    |
| 75  | 17-07-1988 | S         | Båstad             | Terra rossa     | Marcelo Filippini (URY)             | Francesco Cancellotti (ITA)   | 2–6, 6–4, 6–4                    |
| 76  | 06-08-1989 | V         | Båstad             | Terra rossa     | Paolo Canè (ITA)                    | Bruno Orešar (YUG)            | 7–6(4), 7–6(5)                   |
| 77  | 01-10-1989 | S         | Palermo            | Terra rossa     | Guillermo Pérez Roldán (ARG)        | Paolo Canè (ITA)              | 6–1, 6–4                         |
| 78  | 26-08-1990 | S         | San Marino         | Terra rossa     | Guillermo Pérez Roldán (ARG)        | Omar Camporese (ITA)          | 6–3, 6–3                         |
| 79  | 10-02-1991 | S         | Milano             | Sintetico (i)   | Aleksandr Vladimirovič Volkov (URS) | Cristiano Caratti (ITA)       | 6–1, 7–5                         |
| 80  | 03-03-1991 | V         | Rotterdam          | Sintetico (i)   | Omar Camporese (ITA)                | Ivan Lendl (CSK)              | 3–6, 7–6(4), 7–6(4)              |
| 81  | 26-05-1991 | V         | Bologna            | Terra rossa     | Paolo Canè (ITA)                    | Jan Gunnarsson (SWE)          | 5–7, 6–3, 7–5                    |
| 82  | 29-09-1991 | V         | Brisbane           | Cemento         | Gianluca Pozzi (ITA)                | Aaron Krickstein (USA)        | 6–3, 7–6(4)                      |
| 83  | 09-02-1992 | V         | Milano             | Sintetico (i)   | Omar Camporese (ITA)                | Goran Ivanišević (YUG)        | 3–6, 6–3, 6–4                    |
| 84  | 24-02-1992 | V         | Scottsdale         | Cemento         | Stefano Pescosolido (ITA)           | Brad Gilbert (USA)            | 6–0, 1–6, 6–4                    |
| 85  | 24-05-1992 | S         | Bologna            | Terra rossa     | Jaime Oncins (BRA)                  | Renzo Furlan (ITA)            | 6–2, 6–4                         |
| 86  | 14-06-1992 | S         | Firenze            | Terra rossa     | Thomas Muster (AUT)                 | Renzo Furlan (ITA)            | 6–3, 1–6, 6–1                    |
| 87  | 25-10-1992 | S         | Vienna             | Sintetico (i)   | Petr Korda (CSK)                    | Gianluca Pozzi (ITA)          | 6–3, 6–2, 5–7, 6–1               |
| 88  | 15-08-1993 | S         | San Marino         | Terra rossa     | Thomas Muster (AUT)                 | Renzo Furlan (ITA)            | 7–5, 7–5                         |
| 89  | 19-09-1993 | S         | Bordeaux           | Terra rossa     | Sergi Bruguera (ESP)                | Diego Nargiso (ITA)           | 7–5, 6–2                         |
| 90  | 17-10-1993 | V         | Tel Aviv           | Cemento         | Stefano Pescosolido (ITA)           | Amos Mansdorf (ISR)           | 7–6(5), 7–5                      |
| 91  | 06-02-1994 | V         | San Jose           | Cemento (i)     | Renzo Furlan (ITA)                  | Michael Chang (USA)           | 3–6, 6–3, 7–5                    |
| 92  | 20-03-1994 | V         | Casablanca         | Terra rossa     | Renzo Furlan (ITA)                  | Karim Alami (MAR)             | 6–4, 6–2                         |
| 93  | 24-07-1994 | S         | Stoccarda          | Terra rossa     | Alberto Berasategui (ESP)           | Andrea Gaudenzi (ITA)         | 7–5, 6–3, 7–6(5)                 |
| 94  | 12-02-1995 | S         | Dubai              | Cemento         | Wayne Ferreira (ZAF)                | Andrea Gaudenzi (ITA)         | 6–3, 6–3                         |
| 95  | 13-08-1995 | S         | San Marino         | Terra rossa     | Thomas Muster (AUT)                 | Andrea Gaudenzi (ITA)         | 6–2, 6–0                         |
| 96  | 22-10-1995 | S         | Pechino            | Sintetico (i)   | Michael Chang (USA)                 | Renzo Furlan (ITA)            | 7–5, 6–3                         |
| 97  | 14-04-1996 | S         | Estoril            | Terra rossa     | Thomas Muster (AUT)                 | Andrea Gaudenzi (ITA)         | 7–6(4), 6–4                      |
| 98  | 23-03-1997 | S         | San Pietroburgo    | Sintetico (i)   | Thomas Johansson (SWE)              | Renzo Furlan (ITA)            | 6–3, 6–4                         |
| 99  | 28-09-1997 | S         | Bucarest           | Terra rossa     | Richard Fromberg (AUS)              | Andrea Gaudenzi (ITA)         | 6–1, 7–6(2)                      |
| 100 | 29-03-1998 | V         | Casablanca         | Terra rossa     | Andrea Gaudenzi (ITA)               | Álex Calatrava (ESP)          | 6–4, 5–7, 6–4                    |
| 101 | 10-05-1998 | S         | Coral Springs      | Terra verde     | Andrew Ilie (AUS)                   | Davide Sanguinetti (ITA)      | 7–5, 6–4                         |
| 102 | 14-06-1998 | S         | Queen's            | Erba            | Scott Draper (AUS)                  | Laurence Tieleman (ITA)       | 7–6(5), 6–4                      |
| 103 | 23-07-1998 | S         | Kitzbühel          | Terra rossa     | Albert Costa (ESP)                  | Andrea Gaudenzi (ITA)         | 6–2, 1–6, 6–2, 3–6, 6–1          |
| 104 | 17-09-2000 | S         | Tashkent           | Cemento         | Marat Safin (RUS)                   | Davide Sanguinetti (ITA)      | 6–3, 6–4                         |
| 105 | 01-10-2000 | S         | Palermo            | Terra rossa     | Olivier Rochus (BEL)                | Diego Nargiso (ITA)           | 7–6(14), 6–1                     |
| 106 | 25-02-2001 | S         | Memphis            | Cemento (i)     | Mark Philippoussis (AUS)            | Davide Sanguinetti (ITA)      | 6–3, 6(5)–7, 6–3                 |
| 107 | 27-05-2001 | V         | Sankt Pölten       | Terra rossa     | Andrea Gaudenzi (ITA)               | Markus Hipfl (AUT)            | 6–0, 7–5                         |
| 108 | 15-07-2001 | V         | Båstad             | Terra rossa     | Andrea Gaudenzi (ITA)               | Bohdan Ulihrach (CSK)         | 7–5, 6–3                         |
| 109 | 03-02-2002 | V         | Milano             | Sintetico (i)   | Davide Sanguinetti (ITA)            | Roger Federer (CHE)           | 7–6(2), 4–6, 6–1                 |
| 110 | 10-03-2002 | V         | Delray Beach       | Cemento         | Davide Sanguinetti (ITA)            | Andy Roddick (USA)            | 6–4, 4–6, 6–4                    |
| 111 | 16-02-2003 | S         | San Jose           | Cemento (i)     | Andre Agassi (USA)                  | Davide Sanguinetti (ITA)      | 6–3, 6–1                         |
| 112 | 07-07-2003 | S         | Umago              | Terra rossa     | Carlos Moyá (ESP)                   | Filippo Volandri (ITA)        | 6–4, 3–6, 7–5                    |
| 113 | 23-05-2004 | V         | Sankt Pölten       | Terra rossa     | Filippo Volandri (ITA)              | Xavier Malisse (BEL)          | 6–1, 6–4                         |
| 114 | 25-07-2004 | S         | Umago              | Terra rossa     | Guillermo Cañas (ARG)               | Filippo Volandri (ITA)        | 7–5, 6–3                         |
| 115 | 03-10-2004 | S         | Palermo            | Terra rossa     | Tomáš Berdych (CZE)                 | Filippo Volandri (ITA)        | 6–3, 6–3                         |
| 116 | 02-10-2005 | S         | Palermo            | Terra rossa     | Igor' Andreev (RUS)                 | Filippo Volandri (ITA)        | 0–6, 6–1, 6–3                    |
| 117 | 19-02-2006 | S         | Buenos Aires       | Terra rossa     | Carlos Moyá (ESP)                   | Filippo Volandri (ITA)        | 7–6(6), 6–4                      |
| 118 | 01-05-2006 | V         | Casablanca         | Terra rossa     | Daniele Bracciali (ITA)             | Nicolás Massú (CHL)           | 6–1, 6–4                         |
| 119 | 17-09-2006 | S         | Bucarest           | Terra rossa     | Jürgen Melzer (AUT)                 | Filippo Volandri (ITA)        | 6–1, 7–5                         |
| 120 | 01-10-2006 | V         | Palermo            | Terra rossa     | Filippo Volandri (ITA)              | Nicolás Lapentti (ECU)        | 5–7, 6–1, 6–3                    |
| 121 | 25-02-2007 | S         | Buenos Aires       | Terra rossa     | Juan Mónaco (ARG)                   | Alessio Di Mauro (ITA)        | 6–1, 6–2                         |
| 122 | 15-04-2007 | S         | Valencia           | Terra rossa     | Nicolás Almagro (ESP)               | Potito Starace (ITA)          | 4–6, 6–2, 6–1                    |
| 123 | 15-07-2007 | S         | Gstaad             | Terra rossa     | Paul-Henri Mathieu (FRA)            | Andreas Seppi (ITA)           | 6(1)–7, 6–4, 7–5                 |
| 124 | 29-07-2007 | S         | Kitzbühel          | Terra rossa     | Juan Mónaco (ARG)                   | Potito Starace (ITA)          | 5–7, 6–3, 6–4                    |
| 125 | 04-05-2008 | S         | Monaco             | Terra rossa     | Fernando González (CHL)             | Simone Bolelli (ITA)          | 7–6(4), 6(4)–7, 6–3              |
| 126 | 01-08-2010 | S         | Umago              | Terra rossa     | Juan Carlos Ferrero (ESP)           | Potito Starace (ITA)          | 6–4, 6–4                         |
| 127 | 10-04-2011 | S         | Casablanca         | Terra rossa     | Pablo Andújar (ESP)                 | Potito Starace (ITA)          | 6–1, 6–2                         |
| 128 | 18-06-2011 | V         | Eastbourne         | Erba            | Andreas Seppi (ITA)                 | Janko Tipsarević (SRB)        | 7–6(5), 3–6, 5–3 RET             |
| 129 | 19-02-2012 | S         | San Paolo          | Terra rossa (i) | Nicolás Almagro (ESP)               | Filippo Volandri (ITA)        | 6–3, 4–6, 6–4                    |
| 130 | 29-04-2012 | S         | Bucarest           | Terra rossa     | Gilles Simon (FRA)                  | Fabio Fognini (ITA)           | 6–4, 6–3                         |
| 131 | 06-05-2012 | V         | Belgrado           | Terra rossa     | Andreas Seppi (ITA)                 | Benoît Paire (FRA)            | 6–3, 6–2                         |
| 132 | 24-06-2012 | S         | Eastbourne         | Erba            | Andy Roddick (USA)                  | Andreas Seppi (ITA)           | 6–3, 6–2                         |
| 133 | 23-09-2012 | S         | San Pietroburgo    | Cemento (i)     | Martin Kližan (SVK)                 | Fabio Fognini (ITA)           | 6–2, 6–3                         |
| 134 | 23-09-2012 | S         | Metz               | Cemento (i)     | Jo-Wilfried Tsonga (FRA)            | Andreas Seppi (ITA)           | 6–1, 6–2                         |
| 135 | 21-10-2012 | V         | Mosca              | Cemento (i)     | Andreas Seppi (ITA)                 | Thomaz Bellucci (BRA)         | 3–6, 7–6(3), 6–3                 |
| 136 | 14-07-2013 | V         | Stoccarda          | Terra rossa     | Fabio Fognini (ITA)                 | Philipp Kohlschreiber (DEU)   | 5–7, 6–4, 6–4                    |
| 137 | 21-07-2013 | V         | Amburgo            | Terra rossa     | Fabio Fognini (ITA)                 | Federico Delbonis (ARG)       | 4–6, 7–6(8), 6–2                 |
| 138 | 28-07-2013 | S         | Umago              | Terra rossa     | Tommy Robredo (ESP)                 | Fabio Fognini (ITA)           | 6–0, 6–3                         |
| 139 | 09-02-2014 | V         | Viña del Mar       | Terra rossa     | Fabio Fognini (ITA)                 | Leonardo Mayer (ARG)          | 6–2, 6–4                         |
| 140 | 16-02-2014 | S         | Buenos Aires       | Terra rossa     | David Ferrer (ESP)                  | Fabio Fognini (ITA)           | 6–4, 6–3                         |
| 141 | 02-03-2014 | S         | San Paolo          | Terra rossa (i) | Federico Delbonis (ARG)             | Paolo Lorenzi (ITA)           | 4–6, 6–3, 6–4                    |
| 142 | 04-04-2014 | S         | Monaco             | Terra rossa     | Martin Kližan (SVK)                 | Fabio Fognini (ITA)           | 2–6, 6–1, 6–2                    |
| 143 | 08-02-2015 | S         | Zagabria           | Cemento (i)     | Guillermo García López (ESP)        | Andreas Seppi (ITA)           | 7–6(4), 6–3                      |
| 144 | 15-02-2015 | S         | San Paolo          | Terra rossa (i) | Pablo Cuevas (URY)                  | Luca Vanni (ITA)              | 6–4, 3–6, 7–6(4)                 |
| 145 | 22-02-2015 | S         | Rio de Janeiro     | Terra rossa     | David Ferrer (ESP)                  | Fabio Fognini (ITA)           | 6–2, 6–3                         |
| 146 | 21-06-2015 | S         | Halle              | Erba            | Roger Federer (CHE)                 | Andreas Seppi (ITA)           | 7–6(1), 6–4                      |
| 147 | 02-08-2015 | S         | Amburgo            | Terra rossa     | Rafael Nadal (ESP)                  | Fabio Fognini (ITA)           | 7–5, 7–5                         |
| 148 | 23-07-2016 | V         | Kitzbühel          | Terra rossa     | Paolo Lorenzi (ITA)                 | Nikoloz Basilašvili (GEO)     | 6–3, 6–4                         |
| 149 | 24-17-2016 | V         | Umago              | Terra rossa     | Fabio Fognini (ITA)                 | Andrej Martin (SVK)           | 6–4, 6–1                         |
| 150 | 23-10-2016 | S         | Mosca              | Cemento (i)     | Pablo Carreño Busta (ESP)           | Fabio Fognini (ITA)           | 4–6, 6–3, 6–2                    |
| 151 | 12-02-2017 | S         | Quito              | Terra rossa     | Víctor Estrella Burgos (DOM)        | Paolo Lorenzi (ITA)           | 6(2)–7, 7–5, 7–6(6)              |
| 152 | 23-07-2017 | S         | Umago              | Terra rossa     | Andrej Rublëv (RUS)                 | Paolo Lorenzi (ITA)           | 6–4, 6–2                         |
| 153 | 30-07-2017 | V         | Gstaad             | Terra rossa     | Fabio Fognini (ITA)                 | Yannick Hanfmann (DEU)        | 6–4, 7–5                         |
| 154 | 24-09-2017 | S         | San Pietroburgo    | Cemento (i)     | Damir Džumhur (BIH)                 | Fabio Fognini (ITA)           | 3–6, 6–4, 6–2                    |
| 155 | 04-03-2018 | V         | San Paolo          | Terra rossa (i) | Fabio Fognini (ITA)                 | Nicolás Jarry (CHL)           | 1–6, 6–1, 6–4                    |
| 156 | 29-04-2018 | V         | Budapest           | Terra rossa     | Marco Cecchinato (ITA)              | John Millman (AUS)            | 7–5, 6–4                         |
| 157 | 22-07-2018 | V         | Båstad             | Terra rossa     | Fabio Fognini (ITA)                 | Richard Gasquet (FRA)         | 6–3, 3–6, 6–1                    |
| 158 | 22-07-2018 | V         | Umago              | Terra rossa     | Marco Cecchinato (ITA)              | Guido Pella (ARG)             | 6–2, 7–6(4)                      |
| 159 | 29-07-2018 | V         | Gstaad             | Terra rossa     | Matteo Berrettini (ITA)             | Roberto Bautista Agut (ESP)   | 7–6(9), 6–4                      |
| 160 | 04-08-2018 | V         | Los Cabos          | Cemento         | Fabio Fognini (ITA)                 | Juan Martín del Potro (ARG)   | 6–4, 6–2                         |
| 161 | 30-09-2018 | S         | Chengdu            | Cemento         | Bernard Tomić (AUS)                 | Fabio Fognini (ITA)           | 6–1, 3–6, 7–6(7)                 |
| 162 | 12-01-2019 | S         | Sydney             | Cemento         | Alex de Minaur (AUS)                | Andreas Seppi (ITA)           | 7–5, 7–6(5)                      |
| 163 | 17-02-2019 | V         | Buenos Aires       | Terra rossa     | Marco Cecchinato (ITA)              | Diego Schwartzman (ARG)       | 6–1, 6–2                         |
| 164 | 21-04-2019 | V         | Monte Carlo        | Terra rossa     | Fabio Fognini (ITA)                 | Dušan Lajović (SRB)           | 6–3, 6–4                         |
| 165 | 28-04-2019 | V         | Budapest           | Terra rossa     | Matteo Berrettini (ITA)             | Filip Krajinović (SRB)        | 4–6, 6–3, 6–1                    |
| 166 | 05-05-2019 | S         | Monaco             | Terra rossa     | Christian Garín (CHL)               | Matteo Berrettini (ITA)       | 6–1, 3–6, 7–6(1)                 |
| 167 | 16-06-2019 | V         | Stoccarda          | Erba            | Matteo Berrettini (ITA)             | Félix Auger-Aliassime (CAN)   | 6–4, 7–6(11)                     |
| 168 | 29-06-2019 | V         | Adalia             | Erba            | Lorenzo Sonego (ITA)                | Miomir Kecmanović (SRB)       | 6(5)–7, 7–6(5), 6–1              |
| 169 | 16-02-2020 | S         | New York           | Cemento (i)     | Kyle Edmund (GBR)                   | Andreas Seppi (ITA)           | 7–5, 6–1                         |
| 170 | 23-02-2020 | S         | Rio de Janeiro     | Terra rossa     | Cristian Garín (CHL)                | Gianluca Mager (ITA)          | 7–6(3), 7–5                      |
| 171 | 18-10-2020 | S         | Pula               | Terra rossa     | Laslo Đere (SRB)                    | Marco Cecchinato (ITA)        | 7–6(3), 7–5                      |
| 172 | 01-11-2020 | S         | Vienna             | Cemento (i)     | Andrej Rublëv (RUS)                 | Lorenzo Sonego (ITA)          | 6–4, 6–4                         |
| 173 | 14-11-2020 | V         | Sofia              | Cemento (i)     | Jannik Sinner (ITA)                 | Vasek Pospisil (CAN)          | 6–4, 3–6, 7–6(3)                 |
| 174 | 07-02-2021 | V         | Melbourne          | Cemento         | Jannik Sinner (ITA)                 | Stefano Travaglia (ITA)       | 7–6(4), 6–4                      |
| 175 | 07-02-2021 | S         | Melbourne          | Cemento         | Jannik Sinner (ITA)                 | Stefano Travaglia (ITA)       | 7–6(4), 6–4                      |
| 176 | 04-04-2021 | S         | Miami              | Cemento         | Hubert Hurkacz (POL)                | Jannik Sinner (ITA)           | 7–6(4), 6–4                      |
| 177 | 11-04-2021 | V         | Cagliari           | Terra rossa     | Lorenzo Sonego (ITA)                | Laslo Đere (SRB)              | 2–6, 7–6(5), 6–4                 |
| 178 | 25-04-2021 | V         | Belgrado           | Terra rossa     | Matteo Berrettini (ITA)             | Aslan Karacev (RUS)           | 6–1, 3–6, 7–6(0)                 |
| 179 | 09-05-2021 | S         | Madrid             | Terra rossa     | Alexander Zverev (GER)              | Matteo Berrettini (ITA)       | 6(8)–7, 6–4, 6–3                 |
| 180 | 29-05-2021 | S         | Parma              | Terra rossa     | Sebastian Korda (USA)               | Marco Cecchinato (ITA)        | 6–2, 6–4                         |
| 181 | 20-06-2021 | V         | Queen's            | Erba            | Matteo Berrettini (ITA)             | Cameron Norrie (GBR)          | 6–4, 6(5)–7, 6–3                 |
| 182 | 26-06-2021 | S         | Eastbourne         | Erba            | Alex de Minaur (AUS)                | Lorenzo Sonego (ITA)          | 4–6, 6–4, 7–6(5)                 |
| 183 | 11-07-2021 | S         | Wimbledon          | Erba            | Novak Đoković (SRB)                 | Matteo Berrettini (ITA)       | 6(4)–7, 6–4, 6–4, 6–3            |
| 184 | 08-08-2021 | V         | Washington         | Cemento         | Jannik Sinner (ITA)                 | Mackenzie McDonald (USA)      | 7–5, 4–6, 7–5                    |
| 185 | 03-10-2021 | V         | Sofia              | Cemento (i)     | Jannik Sinner (ITA)                 | Gaël Monfils (FRA)            | 6–3, 6–4                         |
| 186 | 24-10-2021 | V         | Anversa            | Cemento (i)     | Jannik Sinner (ITA)                 | Diego Schwartzman (ARG)       | 6–2, 6–2                         |
| 187 | 12-06-2022 | V         | Stoccarda          | Erba            | Matteo Berrettini (ITA)             | Andy Murray (GBR)             | 6–4, 5–7, 6–3                    |
| 188 | 19-06-2022 | V         | Queen's            | Erba            | Matteo Berrettini (ITA)             | Filip Krajinović (SRB)        | 7–5, 6–4                         |
| 189 | 24-07-2022 | S         | Gstaad             | Terra rossa     | Casper Ruud (NOR)                   | Matteo Berrettini (ITA)       | 4–6, 7–6(4), 6–2                 |
| 190 | 24-07-2022 | V         | Amburgo            | Terra rossa     | Lorenzo Musetti (ITA)               | Carlos Alcaraz (ESP)          | 6–4, 6(6)–7, 6–4                 |
| 191 | 31-07-2022 | V         | Umago              | Terra rossa     | Jannik Sinner (ITA)                 | Carlos Alcaraz (ESP)          | 6(5)–7, 6–1, 6–1                 |
| 192 | 25-09-2022 | V         | Metz               | Cemento (i)     | Lorenzo Sonego (ITA)                | Aleksandr Bublik (KAZ)        | 7–6(3), 6–3                      |
| 193 | 23-10-2022 | V         | Napoli             | Cemento         | Lorenzo Musetti (ITA)               | Matteo Berrettini (ITA)       | 7–6(5), 6–2                      |
| 194 | 23-10-2022 | S         | Napoli             | Cemento         | Lorenzo Musetti (ITA)               | Matteo Berrettini (ITA)       | 7–6(5), 6–2                      |
| 195 | 12-02-2023 | V         | Montpellier        | Cemento (i)     | Jannik Sinner (ITA)                 | Maxime Cressy (USA)           | 7–6(3), 6–3                      |
| 196 | 19-02-2023 | S         | Rotterdam          | Cemento (i)     | Daniil Medvedev (RUS)               | Jannik Sinner (ITA)           | 5–7, 6–2, 6–2                    |
| 197 | 02-04-2023 | S         | Miami              | Cemento         | Daniil Medvedev (RUS)               | Jannik Sinner (ITA)           | 7–5, 6–3                         |
| 198 | 13-08-2023 | V         | Toronto            | Cemento         | Jannik Sinner (ITA)                 | Alex de Minaur (AUS)          | 6–4, 6–1                         |
| 199 | 04-10-2023 | V         | Pechino            | Cemento         | Jannik Sinner (ITA)                 | Daniil Medvedev (RUS)         | 7–6(2), 7–6(2)                   |
| 200 | 29-10-2023 | V         | Vienna             | Cemento (i)     | Jannik Sinner (ITA)                 | Daniil Medvedev (RUS)         | 7–6(7), 4–6, 6–3                 |
| 201 | 19-11-2023 | S         | ATP Finals         | Cemento (i)     | Novak Đoković (SRB)                 | Jannik Sinner (ITA)           | 6–3, 6–3                         |
| 202 | 28-01-2024 | V         | Australian Open    | Cemento         | Jannik Sinner (ITA)                 | Daniil Medvedev (RUS)         | 3–6, 3–6, 6–4, 6–4, 6–3          |
| 203 | 11-02-2024 | V         | Cordoba            | Terra rossa     | Luciano Darderi (ITA)               | Facundo Bagnis (ARG)          | 6–1, 6–4                         |
| 204 | 18-02-2024 | V         | Rotterdam          | Cemento (i)     | Jannik Sinner (ITA)                 | Alex de Minaur (AUS)          | 7–5, 6–4                         |
| 205 | 31-03-2024 | V         | Miami              | Cemento         | Jannik Sinner (ITA)                 | Grigor Dimitrov (BUL)         | 6–3, 6–1                         |
| 206 | 06-04-2024 | V         | Marrakech          | Terra rossa     | Matteo Berrettini (ITA)             | Roberto Carballés Baena (ESP) | 7–5, 6–2                         |
| 207 | 16-06-2024 | S         | Stoccarda          | Erba            | Jack Draper (GBR)                   | Matteo Berrettini (ITA)       | 3–6, 7–6(5), 6–4                 |
| 208 | 23-06-2024 | V         | Halle              | Erba            | Jannik Sinner (ITA)                 | Hubert Hurkacz (POL)          | 7–6(8), 7–6(2)                   |
| 209 | 23-06-2024 | S         | Queen's            | Erba            | Tommy Paul (USA)                    | Lorenzo Musetti (ITA)         | 6–1, 7–6(8)                      |
| 210 | 21-07-2024 | V         | Gstaad             | Terra rossa     | Matteo Berrettini (ITA)             | Quentin Halys (FRA)           | 6–3, 6–1                         |
| 211 | 27-07-2024 | V         | Kitzbühel          | Terra rossa     | Matteo Berrettini (ITA)             | Hugo Gaston (FRA)             | 7–5, 6–3                         |
| 212 | 27-07-2024 | S         | Umago              | Terra rossa     | Francisco Cerùndolo (ARG)           | Lorenzo Musetti (ITA)         | 6–2, 4–6, 7–6(5)                 |
| 213 | 04-08-2024 | S         | Washington         | Cemento         | Sebastian Korda (USA)               | Flavio Cobolli (ITA)          | 4–6, 6–2, 6-0                    |
| 214 | 19-08-2024 | V         | Cincinnati         | Cemento         | Jannik Sinner (ITA)                 | Frances Tiafoe (USA)          | 7–6(4), 6–2                      |
| 215 | 24-08-2024 | V         | Winston-Salem      | Cemento         | Lorenzo Sonego (ITA)                | Alex Michelsen (USA)          | 6–0, 6–3                         |
| 216 | 08-09-2024 | V         | US Open            | Cemento         | Jannik Sinner (ITA)                 | Taylor Fritz (USA)            | 6–3, 6–4, 7–5                    |
| 217 | 24-09-2024 | S         | Chengdu            | Cemento         | Shang Juncheng (CHN)                | Lorenzo Musetti (ITA)         | 7–6(4), 6–1                      |
| 218 | 02-10-2024 | S         | Pechino            | Cemento         | Carlos Alcaraz (ESP)                | Jannik Sinner (ITA)           | 6(6)–7, 6–4, 7–6(3)              |
| 219 | 12-10-2024 | V         | Shanghai           | Cemento         | Jannik Sinner (ITA)                 | Novak Đoković (SER)           | 7–6(4), 6–3                      |
| 220 | 17-11-2024 | V         | ATP Finals, Torino | Cemento (i)     | Jannik Sinner (ITA)                 | Taylor Fritz (USA)            | 6–4, 6–4                         |
| 221 | 26-01-2025 | V         | Australian Open    | Cemento         | Jannik Sinner (ITA)                 | Alexander Zverev (GER)        | 6–3, 7–6(4), 6–3                 |
| 222 | 06-04-2025 | V         | Bucarest           | Terra rossa     | Flavio Cobolli (ITA)                | Sebastián Báez (ARG)          | 6–4, 6–4                         |
| 223 | 06-04-2025 | V         | Marrakech          | Terra rossa     | Luciano Darderi (ITA)               | Tallon Griekspoor (NED)       | 7–6(3), 7–6(4)                   |
| 224 | 13-04-2025 | S         | Monte Carlo        | Terra rossa     | Carlos Alcaraz (ESP)                | Lorenzo Musetti (ITA)         | 3–6, 6–1, 6–0                    |
| 225 | 18-05-2025 | S         | Roma               | Terra rossa     | Carlos Alcaraz (ESP)                | Jannik Sinner (ITA)           | 7–6(5), 6–1                      |
| 226 | 24-05-2025 | V         | Amburgo            | Terra rossa     | Flavio Cobolli (ITA)                | Andrej Rublëv (RUS)           | 6–2, 6–4                         |
| 227 | 08-06-2025 | S         | Roland Garros      | Terra rossa     | Carlos Alcaraz (ESP)                | Jannik Sinner (ITA)           | 4–6, 6(4)–7, 6–4, 7–6(3), 7–6(2) |
| 228 | 13-07-2025 | V         | Wimbledon          | Erba            | Jannik Sinner (ITA)                 | Carlos Alcaraz (ESP)          | 4–6, 6–4, 6–4, 6–4               |
| 229 | 20-07-2025 | V         | Båstad             | Terra rossa     | Luciano Darderi (ITA)               | Jesper de Jong (NED)          | 6–4, 3–6, 6–3                    |
| 230 | 26-07-2025 | V         | Umago              | Terra rossa     | Luciano Darderi (ITA)               | Carlos Taberner (ESP)         | 6–3, 6–3                         |
| 231 | 18-08-2025 | S         | Cincinnati         | Cemento         | Carlos Alcaraz (ESP)                | Jannik Sinner (ITA)           | 5–0, rit.                        |

Nota: Gli incontri effettivamente disputati sono 223, con otto finali "derby" tra giocatori italiani.

### Vittorie e Finali ATP per stagione
| Stagione | Finali | Vittorie | Vincitori diversi |
| -------- | ------ | -------- | ----------------- |
| 2025     | 11     | 7        | 3                 |
| 2024     | 19     | 13       | 4                 |
| 2023     | 7      | 4        | 1                 |
| 2022     | 8      | 6        | 4                 |
| 2021     | 13     | 7        | 3                 |
| 2020     | 5      | 1        | 1                 |
| 2019     | 7      | 5        | 4                 |
| 2018     | 7      | 6        | 3                 |
| 2017     | 4      | 1        | 1                 |
| 2016     | 3      | 2        | 2                 |
| 2015     | 5      | 0        | 0                 |
| 2014     | 4      | 1        | 1                 |
| 2013     | 3      | 2        | 1                 |
| 2012     | 7      | 2        | 1                 |
| 2011     | 2      | 1        | 1                 |
| 2010     | 1      | 0        | 0                 |
| 2009     | 0      | 0        | 0                 |
| 2008     | 1      | 0        | 0                 |
| 2007     | 4      | 0        | 0                 |
| 2006     | 4      | 2        | 2                 |
| 2005     | 1      | 0        | 0                 |
| 2004     | 3      | 1        | 1                 |
| 2003     | 2      | 0        | 0                 |
| 2002     | 2      | 2        | 1                 |
| 2001     | 3      | 2        | 1                 |
| 2000     | 2      | 0        | 0                 |
| 1999     | 0      | 0        | 0                 |
| 1998     | 4      | 1        | 1                 |
| 1997     | 2      | 0        | 0                 |
| 1996     | 1      | 0        | 0                 |
| 1995     | 3      | 0        | 0                 |
| 1994     | 3      | 2        | 1                 |
| 1993     | 3      | 1        | 1                 |
| 1992     | 5      | 2        | 2                 |
| 1991     | 4      | 3        | 3                 |
| 1990     | 1      | 0        | 0                 |
| 1989     | 2      | 1        | 1                 |
| 1988     | 3      | 1        | 1                 |
| 1987     | 4      | 1        | 1                 |
| 1986     | 3      | 2        | 2                 |
| 1985     | 2      | 1        | 1                 |
| 1984     | 3      | 2        | 1                 |
| 1983     | 1      | 0        | 0                 |
| 1982     | 1      | 0        | 0                 |
| 1981     | 2      | 1        | 1                 |
| 1980     | 8      | 2        | 2                 |
| 1979     | 3      | 0        | 0                 |
| 1978     | 6      | 1        | 1                 |
| 1977     | 9      | 7        | 3                 |
| 1976     | 9      | 6        | 4                 |
| 1975     | 7      | 3        | 2                 |
| 1974     | 4      | 1        | 1                 |
| 1973     | 6      | 1        | 1                 |
| 1972     | 2      | 0        | 0                 |
| 1971     | 2      | 1        | 1                 |
| 1970     | 0      | 0        | 0                 |
| 1969     | 0      | 0        | 0                 |
| 1968     | 0      | 0        | 0                 |

### Bilancio di vittorie (V) e sconfitte (S) in finale
Giocatori con almeno 10 finali disputate. In grassetto quelli in attività.
| N° | Giocatore          | Finali | V-S   | % V    |
| -- | ------------------ | ------ | ----- | ------ |
| 1  | Jannik Sinner      | 28     | 20–8  | 71.43% |
| 2  | Matteo Berrettini  | 16     | 10–6  | 62.5%  |
| 3  | Paolo Bertolucci   | 12     | 6–6   | 50%    |
| 4  | Fabio Fognini      | 19     | 9–10  | 47.37% |
| 5  | Aadriano Panatta   | 26     | 10–16 | 38.46% |
| 6  | Corrado Barazzutti | 13     | 5–8   | 38.46% |
| 7  | Andreas Seppi      | 10     | 3–7   | 30%    |

Giocatori con meno di 10 finali disputate
| N° | Giocatore             | Finali | V-S |
| -- | --------------------- | ------ | --- |
| 8  | Andrea Gaudenzi       | 9      | 3–6 |
| 9  | Filippo Volandri      | 9      | 2–7 |
| 10 | Francesco Cancellotti | 7      | 2–5 |
| 11 | Renzo Furlan          | 7      | 2–5 |
| 12 | Lorenzo Sonego        | 6      | 4–2 |
| 13 | Davide Sanguinetti    | 6      | 2–4 |
| 14 | Lorenzo Musetti       | 6      | 2–4 |
| 15 | Paolo Canè            | 5      | 3–2 |
| 16 | Marco Cecchinato      | 5      | 3–2 |
| 17 | Luciano Darderi       | 4      | 4–0 |
| 18 | Gianni Ocleppo        | 4      | 1–3 |
| 19 | Paolo Lorenzi         | 4      | 1–3 |
| 20 | Claudio Panatta       | 4      | 1–3 |
| 21 | Potito Starace        | 4      | 0–4 |
| 22 | Omar Camporese        | 3      | 2–1 |
| 23 | Flavio Cobolli        | 3      | 2–1 |
| 24 | Stefano Pescosolido   | 2      | 2–0 |
| 25 | Tonino Zugarelli      | 2      | 1–1 |
| 26 | Gianluca Pozzi        | 2      | 1–1 |
| 27 | Diego Nargiso         | 2      | 0–2 |
| 28 | Simone Colombo        | 1      | 1–0 |
| 29 | Massimiliano Narducci | 1      | 1–0 |
| 30 | Claudio Pistolesi     | 1      | 1–0 |
| 31 | Daniele Bracciali     | 1      | 1–0 |
| 32 | Martin Mulligan       | 1      | 0–1 |
| 33 | Alessandro De Minicis | 1      | 0–1 |
| 34 | Cristiano Caratti     | 1      | 0–1 |
| 35 | Laurence Tieleman     | 1      | 0–1 |
| 36 | Alessio Di Mauro      | 1      | 0–1 |
| 37 | Simone Bolelli        | 1      | 0–1 |
| 38 | Luca Vanni            | 1      | 0–1 |
| 39 | Gianluca Mager        | 1      | 0–1 |
| 40 | Stefano Travaglia     | 1      | 0–1 |

## Strisce vincenti

### Incontri ATP vinti (almeno 200) e disputati
In grassetto i giocatori in attività, in sottolineato i record.
| Giocatore     | Vinti | Disputati | % Vinti |
| ------------- | ----- | --------- | ------- |
| J. Sinner     | 294   | 379       | 77.57%  |
| M. Berrettini | 201   | 310       | 64.84%  |
| A. Panatta    | 408   | 653       | 62.48%  |
| C. Barazzutti | 331   | 562       | 58.9%   |
| P. Bertolucci | 205   | 353       | 58.07%  |
| F. Fognini    | 426   | 822       | 51.82%  |
| A. Gaudenzi   | 219   | 450       | 48.67%  |
| R. Furlan     | 223   | 462       | 48.27%  |
| A. Seppi      | 386   | 808       | 47.77%  |

Nota: le cifre riguardanti Corrado Barazzutti, Adriano Panatta e Paolo Bertolucci non coincidono con quelle fornite dal sito ufficiale dell'ATP, che riporta soltanto parzialmente gli incontri di Coppa Davis disputati tra il 1977 e il 1981, attribuendo 25 incontri vinti a Barazzutti, che ne vinse 39, 22 a Panatta, che se ne aggiudicò 37, e 6 a Bertolucci che ottenne 8 successi. La medesima fonte indica inoltre come "Challenger" il torneo ATP di Venezia del 1981, cui presero parte Paolo Bertolucci (finale) e Adriano Panatta (quarti di finale).

### Incontri ATP vinti per categoria di torneo
In grassetto i giocatori in attività.
| Categoria     | Vittorie | Giocatore     | Consecutive        | Giocatore                 |
| ------------- | -------- | ------------- | ------------------ | ------------------------- |
| Slam          | 86       | N.Pietrangeli | 20                 | J. Sinner                 |
| Slam era Open | 81       | J. Sinner     | 20                 | J. Sinner                 |
| ATP Finals    | 10       | J. Sinner     | 5 (serie in corso) | J. Sinner                 |
| 1000          | 95       | F. Fognini    | 15                 | J. Sinner                 |
| 500           | 66       | F. Fognini    | 24                 | J. Sinner                 |
| 250           | 184      | A. Seppi      | 11                 | A. Gaudenzi M. Berrettini |

### Incontri ATP vinti per superficie
In grassetto i giocatori in attività
| Superficie                  | Giocatore       | Incontri vinti |
| --------------------------- | --------------- | -------------- |
| Terra battuta (rossa+verde) | Adriano Panatta | 289            |
| Cemento (outdoor+indoor)    | Jannik Sinner   | 200            |
| Cemento outdoor             | Jannik Sinner   | 124            |
| Cemento indoor              | Andreas Seppi   | 78             |
| Erba                        | Andreas Seppi   | 63             |
| Sintetico                   | Adriano Panatta | 54             |

Nota: le cifre riguardanti le vittorie di Adriano Panatta si discostano rispetto a quelle fornite dal sito ufficiale ATP, che, a titolo esemplificativo, indica come "cemento" la superficie del torneo di Stoccolma del 1975 disputato sul sintetico, e riporta soltanto parzialmente gli incontri di Coppa Davis disputati tra il 1977 e il 1981.

### Incontri ATP consecutivi vinti su qualsiasi superficie
In grassetto i giocatori in attività.
| Incontri | Giocatore       | Dal Torneo  | Al Torneo               | Anno      |
| -------- | --------------- | ----------- | ----------------------- | --------- |
| 26       | Jannik Sinner   | Shanghai    | Internazionali d'Italia | 2024-2025 |
| 19       | Jannik Sinner   | Coppa Davis | Indian Wells            | 2023-2024 |
| 16       | Adriano Panatta | Coppa Davis | Nottingham              | 1976      |
| 15       | Jannik Sinner   | Cincinnati  | Pechino                 | 2024      |

### Incontri ATP consecutivi vinti su una singola superficie
In grassetto i giocatori in attività
| Superficie                 | Incontri | Giocatore         | Dal Torneo  | Al Torneo  | Anno      |
| -------------------------- | -------- | ----------------- | ----------- | ---------- | --------- |
| Cemento (outdoor e indoor) | 26       | Jannik Sinner     | Shanghai    | Cincinnati | 2024-2025 |
| Terra rossa                | 19       | Adriano Panatta   | Coppa Davis | Gstaad     | 1976      |
| Cemento outdoor            | 18       | Jannik Sinner     | Shanghai    | Cincinnati | 2024-2025 |
| Cemento (i)                | 16       | Jannik Sinner     | Coppa Davis | in corso   | 2023-     |
| Erba                       | 11       | Matteo Berrettini | Queen's     | Wimbledon  | 2021      |
| Sintetico (i)              | 9        | Omar Camporese    | Coppa Davis | Stoccarda  | 1992      |
| Terra verde                | 6        | Adriano Panatta   | Houston     | Charlotte  | 1977      |
| Terra rossa (i)            | 4        | Fabio Fognini     | San Paolo   | San Paolo  | 2018      |
| Terra rossa (i)            | 4        | Paolo Lorenzi     | San Paolo   | San Paolo  | 2014      |
| Terra rossa (i)            | 4        | Filippo Volandri  | San Paolo   | San Paolo  | 2012      |

### Set consecutivi vinti su qualsiasi superficie
In grassetto i giocatori in attività.
| Set | Giocatore             | Dal Torneo      | Al Torneo               | Anno      |
| --- | --------------------- | --------------- | ----------------------- | --------- |
| 29  | Jannik Sinner         | Shanghai        | Australian Open         | 2024-2025 |
| 21  | Matteo Berrettini     | Gstaad          | Cincinnati              | 2024      |
| 20  | Jannik Sinner         | Coppa Davis     | Australian Open         | 2023-2024 |
| 20  | Jannik Sinner         | Roland Garros   | Roland Garros           | 2025      |
| 19  | Jannik Sinner         | Australian Open | Internazionali d'Italia | 2025      |
| 16  | Francesco Cancellotti | Firenze         | Internazionali d'Italia | 1984      |
| 15  | Andrea Gaudenzi       | St. Pölten      | Båstad                  | 2001      |
| 15  | Jannik Sinner         | Anversa         | Vienna                  | 2021      |
| 15  | Jannik Sinner         | Rotterdam       | Indian Wells            | 2024      |
| 15  | Jannik Sinner         | Miami           | Monte Carlo             | 2024      |

### Set consecutivi vinti su una singola superficie
In grassetto i giocatori in attività e le serie in corso.
| Superficie                 | Set | Giocatore          | Dal Torneo      | Al Torneo       | Anno      |
| -------------------------- | --- | ------------------ | --------------- | --------------- | --------- |
| Cemento (outdoor e indoor) | 29  | Jannik Sinner      | Shanghai        | Australian Open | 2024-2025 |
| Cemento indoor             | 23  | Jannik Sinner      | Rotterdam       | in corso        | 2024-     |
| Cemento indoor             | 23  | Jannik Sinner      | Sofia           | Vienna          | 2021      |
| Terra rossa                | 22  | Matteo Berrettini  | Gstaad          | Monte Carlo     | 2024-2025 |
| Cemento outdoor            | 21  | Jannik Sinner      | Australian Open | Cincinnati      | 2025      |
| Erba                       | 12  | Matteo Berrettini  | Stoccarda       | Halle           | 2019      |
| Erba                       | 12  | Matteo Berrettini  | Wimbledon       | Wimbledon       | 2021      |
| Terra verde                | 11  | Corrado Barazzutti | US Open         | US Open         | 1977      |
| Sintetico indoor           | 7   | Davide Sanguinetti | Milano          | Coppa Davis     | 2002      |
| Terra rossa indoor         | 6   | Fabio Fognini      | San Paolo       | San Paolo       | 2018      |

## Grande Slam
Aggiornato a Wimbledon 2025

### Vittorie
7
|              | ANNO     | GIOCATORE                        | TORNEO (Amatoriale-Open) | Finalista        | Punteggio               | Superficie  |
| ------------ | -------- | -------------------------------- | ------------------------ | ---------------- | ----------------------- | ----------- |
| 1            | 1959     | Nicola Pietrangeli (tds n.3)     | Roland Garros            | Ian Vermaak      | 3–6, 6–3, 6–4, 6–1      | Terra rossa |
| 2            | 1960     | Nicola Pietrangeli (2) (tds n.6) | Roland Garros (2)        | Luis Ayala       | 3–6, 6–3, 6–4, 4–6, 6–3 | Terra rossa |
| ↓ Era Open ↓ |          |                                  |                          |                  |                         |             |
| 3            | 1976     | Adriano Panatta (tds n.8)        | Roland Garros (2-1)      | Harold Solomon   | 6–1, 6–4, 4–6, 7–6(3)   | Terra rossa |
| 4            | 2024 (2) | Jannik Sinner (tds n.4)          | Australian Open (0-1)    | Daniil Medvedev  | 3–6, 3–6, 6–4, 6–4, 6–3 | Cemento     |
| 5            | 2024 (2) | Jannik Sinner (2) (tds n.1)      | US Open (0-1)            | Taylor Fritz     | 6–3, 6–4, 7–5           | Cemento     |
| 6            | 2025 (2) | Jannik Sinner (3) (tds n.1)      | Australian Open (0-2)    | Alexander Zverev | 6–3, 7–6(4), 6–3        | Cemento     |
| 7            | 2025 (2) | Jannik Sinner (4) (tds n.1)      | Wimbledon (0-1)          | Carlos Alcaraz   | 4–6, 6–4, 6–4, 6–4      | Erba        |

### Finali
12 (7 vittorie - 5 sconfitte)
|              | ANNO     | GIOCATORE                        | TORNEO (Amatoriale-Open) | Vincitore      | Punteggio                            | Superficie  |
| ------------ | -------- | -------------------------------- | ------------------------ | -------------- | ------------------------------------ | ----------- |
| 1            | 1932     | Giorgio De Stefani (tds n.6)     | Roland Garros            | Henri Cochet   | 6–0, 6–4, 4–6, 6–3                   | Terra rossa |
| 2            | 1959     | Nicola Pietrangeli               | Roland Garros (2)        |                |                                      | Terra rossa |
| 3            | 1960     | Nicola Pietrangeli (2)           | Roland Garros (3)        | Terra rossa    |                                      |             |
| 4            | 1961     | Nicola Pietrangeli (3) (tds n.1) | Roland Garros (4)        | Manuel Santana | 4–6, 6–1, 3–6, 6–0, 6–2              | Terra rossa |
| 5            | 1964     | Nicola Pietrangeli (4) (tds n.8) | Roland Garros (5)        | Manuel Santana | 6–3, 6–1, 4–6, 7–5                   | Terra rossa |
| ↓ Era Open ↓ |          |                                  |                          |                |                                      |             |
| 6            | 1976     | Adriano Panatta                  | Roland Garros (5-1)      |                |                                      | Terra rossa |
| 7            | 2021     | Matteo Berrettini (tds n.7)      | Wimbledon (0-1)          | Novak Đoković  | 6(4)–7, 6–4, 6–4, 6–3                | Erba        |
| 8            | 2024 (2) | Jannik Sinner                    | Australian Open (0-1)    |                |                                      | Cemento     |
| 9            | 2024 (2) | Jannik Sinner (2)                | US Open (0-1)            | Cemento        |                                      |             |
| 10           | 2025 (3) | Jannik Sinner (3)                | Australian Open (0-2)    | Cemento        |                                      |             |
| 11           | 2025 (3) | Jannik Sinner (4) (tds n.1)      | Roland Garros (5-2)      | Carlos Alcaraz | 4–6, 6(4)–7, 6–4, 7–6(3), 7-(10)6(2) | Terra rossa |
| 12           | 2025 (3) | Jannik Sinner (5)                | Wimbledon (0-2)          |                |                                      | Erba        |

### Semifinali
29 (12 vittorie - 17 sconfitte)
|              | ANNO     | GIOCATORE                        | TORNEO (Amatoriale-Open) | SUPERFICIE  |
| ------------ | -------- | -------------------------------- | ------------------------ | ----------- |
| 1            | 1930     | Uberto De Morpurgo (tds n.4)     | Roland Garros            | Terra rossa |
| 2            | 1932     | Giorgio De Stefani               | Roland Garros (2)        | Terra rossa |
| 3            | 1934     | Giorgio De Stefani (2) (tds n.8) | Roland Garros (3)        | Terra rossa |
| 4            | 1955     | Beppe Merlo (tds n.7)            | Roland Garros (4)        | Terra rossa |
| 5            | 1956     | Beppe Merlo (2) (tds n.5)        | Roland Garros (5)        | Terra rossa |
| 6            | 1959     | Nicola Pietrangeli               | Roland Garros (6)        | Terra rossa |
| 7            | 1960 (3) | Nicola Pietrangeli (2)           | Roland Garros (8)        | Terra rossa |
| 8            | 1960 (3) | Orlando Sirola                   | Roland Garros (7)        | Terra rossa |
| 9            | 1960 (3) | Nicola Pietrangeli (3) (tds n.5) | Wimbledon                | Erba        |
| 10           | 1961     | Nicola Pietrangeli (4)           | Roland Garros (9)        | Terra rossa |
| 11           | 1964     | Nicola Pietrangeli (5)           | Roland Garros (10)       | Terra rossa |
| ↓ Era Open ↓ |          |                                  |                          |             |
| 12           | 1973     | Adriano Panatta (tds n.8)        | Roland Garros (10-1)     | Terra rossa |
| 13           | 1975     | Adriano Panatta (2)              | Roland Garros (10-2)     | Terra rossa |
| 14           | 1976     | Adriano Panatta (3)              | Roland Garros (10-3)     | Terra rossa |
| 15           | 1977     | Corrado Barazzutti (tds n.11)    | US Open (0-1)            | Terra verde |
| 16           | 1978     | Corrado Barazzutti (2) (tds n.7) | Roland Garros (10-4)     | Terra rossa |
| 17           | 2018     | Marco Cecchinato                 | Roland Garros (10-5)     | Terra rossa |
| 18           | 2019     | Matteo Berrettini (tds n.24)     | US Open (0-2)            | Cemento     |
| 19           | 2021     | Matteo Berrettini (2)            | Wimbledon (1-1)          | Erba        |
| 20           | 2022     | Matteo Berrettini (3) (tds n.7)  | Australian Open (0-1)    | Cemento     |
| 21           | 2023     | Jannik Sinner (tds n.8)          | Wimbledon (1-2)          | Erba        |
| 22           | 2024 (4) | Jannik Sinner (2)                | Australian Open (0-2)    | Cemento     |
| 23           | 2024 (4) | Jannik Sinner (3) (tds n.2)      | Roland Garros (10-6)     | Terra rossa |
| 24           | 2024 (4) | Lorenzo Musetti (tds n.25)       | Wimbledon (1-3)          | Erba        |
| 25           | 2024 (4) | Jannik Sinner (4)                | US Open (0-3)            | Cemento     |
| 26           | 2025 (4) | Jannik Sinner (5)                | Australian Open (0-3)    | Cemento     |
| 27           | 2025 (4) | Lorenzo Musetti (2) (tds n.8)    | Roland Garros (10-7)     | Terra rossa |
| 28           | 2025 (4) | Jannik Sinner (6)                | Roland Garros (10-8)     | Terra rossa |
| 29           | 2025 (4) | Jannik Sinner (7)                | Wimbledon (1-4)          | Erba        |

### Quarti di finale
64 (29 vittorie - 35 sconfitte)
|              | ANNO     | GIOCATORE                        | TORNEO (Amatoriale-Open) | SUPERFICIE  |
| ------------ | -------- | -------------------------------- | ------------------------ | ----------- |
| 1            | 1928     | Uberto De Morpurgo (tds n.7)     | Wimbledon                | Erba        |
| 2            | 1929     | Uberto De Morpurgo (2) (tds n.6) | Roland Garros            | Terra rossa |
| 3            | 1930     | Uberto De Morpurgo (3)           | Roland Garros (2)        | Terra rossa |
| 4            | 1931     | Giorgio De Stefani (tds n.11)    | Roland Garros (3)        | Terra rossa |
| 5            | 1932     | Giorgio De Stefani (2)           | Roland Garros (4)        | Terra rossa |
| 6            | 1934     | Giorgio De Stefani (3)           | Roland Garros (5)        | Terra rossa |
| 7            | 1935     | Giorgio De Stefani (4) (tds n.8) | Australian Open          | Erba        |
| 8            | 1947     | Gianni Cucelli (tds n.6)         | Roland Garros (6)        | Terra rossa |
| 9            | 1948 (2) | Marcello Del Bello (tds n.15)    | Roland Garros (7)        | Terra rossa |
| 10           | 1948 (2) | Gianni Cucelli (2) (tds n.8)     | Roland Garros (8)        | Terra rossa |
| 11           | 1949     | Gianni Cucelli (3) (tds n.3)     | Roland Garros (9)        | Terra rossa |
| 12           | 1953     | Fausto Gardini (tds n.8)         | Roland Garros (10)       | Terra rossa |
| 13           | 1955 (2) | Beppe Merlo (tds n.7)            | Roland Garros (11)       | Terra rossa |
| 14           | 1955 (2) | Nicola Pietrangeli               | Wimbledon (2)            | Erba        |
| 15           | 1956 (2) | Beppe Merlo (2) (tds n.5)        | Roland Garros (12)       | Terra rossa |
| 16           | 1956 (2) | Nicola Pietrangeli (2)           | Roland Garros (13)       | Terra rossa |
| 17           | 1957     | Nicola Pietrangeli (3) (tds n.5) | Australian Open (2)      | Erba        |
| 18           | 1958     | Beppe Merlo (3) (tds n.8)        | Roland Garros (14)       | Terra rossa |
| 19           | 1959     | Nicola Pietrangeli (4)           | Roland Garros (15)       | Terra rossa |
| 20           | 1960 (3) | Nicola Pietrangeli (5)           | Roland Garros (16)       | Terra rossa |
| 21           | 1960 (3) | Orlando Sirola                   | Roland Garros (17)       | Terra rossa |
| 22           | 1960 (3) | Nicola Pietrangeli (6) (tds n.5) | Wimbledon (3)            | Erba        |
| 23           | 1961     | Nicola Pietrangeli (7)           | Roland Garros (18)       | Terra rossa |
| 24           | 1962     | Nicola Pietrangeli (8) (tds n.4) | Roland Garros (19)       | Terra rossa |
| 25           | 1963     | Nicola Pietrangeli (9) (tds n.9) | Roland Garros (20)       | Terra rossa |
| 26           | 1964     | Nicola Pietrangeli (10)          | Roland Garros (21)       | Terra rossa |
| ↓ Era Open ↓ |          |                                  |                          |             |
| 27           | 1970     | Martin Mulligan                  | Roland Garros (21-1)     | Terra rossa |
| 28           | 1972     | Adriano Panatta                  | Roland Garros (21-2)     | Terra rossa |
| 29           | 1973 (2) | Paolo Bertolucci                 | Roland Garros (21-3)     | Terra rossa |
| 30           | 1973 (2) | Adriano Panatta (2) (tds n.8)    | Roland Garros (21-4)     | Terra rossa |
| 31           | 1975     | Adriano Panatta (3)              | Roland Garros (21-5)     | Terra rossa |
| 32           | 1976     | Adriano Panatta (4)              | Roland Garros (21-6)     | Terra rossa |
| 33           | 1977 (2) | Adriano Panatta (5) (tds n.2)    | Roland Garros (21-7)     | Terra rossa |
| 34           | 1977 (2) | Corrado Barazzutti (tds n.11)    | US Open                  | Terra verde |
| 35           | 1978     | Corrado Barazzutti (2) (tds n.7) | Roland Garros (21-8)     | Terra rossa |
| 36           | 1979     | Adriano Panatta (6)              | Wimbledon (3-1)          | Erba        |
| 37           | 1980     | Corrado Barazzutti (3)           | Roland Garros (21-9)     | Terra rossa |
| 38           | 1991     | Cristiano Caratti                | Australian Open (2-1)    | Cemento     |
| 39           | 1995     | Renzo Furlan                     | Roland Garros (21-10)    | Terra rossa |
| 40           | 1998     | Davide Sanguinetti               | Wimbledon (3-2)          | Erba        |
| 41           | 2011     | Fabio Fognini                    | Roland Garros (21-11)    | Terra rossa |
| 42           | 2018     | Marco Cecchinato                 | Roland Garros (21-12)    | Terra rossa |
| 43           | 2019     | Matteo Berrettini                | US Open (0-2)            | Cemento     |
| 44           | 2020     | Jannik Sinner                    | Roland Garros (21-13)    | Terra rossa |
| 45           | 2021 (3) | Matteo Berrettini (2) (tds n.9)  | Roland Garros (21-14)    | Terra rossa |
| 46           | 2021 (3) | Matteo Berrettini (3)            | Wimbledon (3-3)          | Erba        |
| 47           | 2021 (3) | Matteo Berrettini (4) (tds n.6)  | US Open (0-3)            | Cemento     |
| 48           | 2022 (5) | Matteo Berrettini (5)            | Australian Open (2-2)    | Cemento     |
| 49           | 2022 (5) | Jannik Sinner (2)                | Australian Open (2-3)    | Cemento     |
| 50           | 2022 (5) | Jannik Sinner (3) (tds n.10)     | Wimbledon (3-4)          | Erba        |
| 51           | 2022 (5) | Jannik Sinner (4) (tds n.11)     | US Open (0-4)            | Cemento     |
| 52           | 2022 (5) | Matteo Berrettini (6) (tds n.13) | US Open (0-5)            | Cemento     |
| 53           | 2023     | Jannik Sinner (5)                | Wimbledon (3-5)          | Erba        |
| 54           | 2024 (5) | Jannik Sinner (6)                | Australian Open (2-4)    | Cemento     |
| 55           | 2024 (5) | Jannik Sinner (7)                | Roland Garros (21-15)    | Terra rossa |
| 56           | 2024 (5) | Jannik Sinner (8) (tds n.1)      | Wimbledon (3-6)          | Erba        |
| 57           | 2024 (5) | Lorenzo Musetti                  | Wimbledon (3-7)          | Erba        |
| 58           | 2024 (5) | Jannik Sinner (9)                | Us Open (0-6)            | Cemento     |
| 59           | 2025 (6) | Jannik Sinner (10)               | Australian Open (2-5)    | Cemento     |
| 60           | 2025 (6) | Lorenzo Sonego                   | Australian Open (2-6)    | Cemento     |
| 61           | 2025 (6) | Lorenzo Musetti (2)              | Roland Garros (21-16)    | Terra rossa |
| 62           | 2025 (6) | Jannik Sinner (11) (tds n.1)     | Roland Garros (21-17)    | Terra rossa |
| 63           | 2025 (6) | Flavio Cobolli (tds n.22)        | Wimbledon (3-8)          | Erba        |
| 64           | 2025 (6) | Jannik Sinner (12)               | Wimbledon (3-9)          | Erba        |

### Ottavi di finale
139 (64 vittorie - 75 sconfitte)
|              | ANNO     | GIOCATORE                         | TORNEO (Amatoriale-Open) | SUPERFICIE  |
| ------------ | -------- | --------------------------------- | ------------------------ | ----------- |
| 1            | 1928     | Uberto De Morpurgo                | Wimbledon                | Erba        |
| 2            | 1929     | Uberto De Morpurgo (2)            | Roland Garros            | Terra rossa |
| 3            | 1930     | Uberto De Morpurgo (3)            | Roland Garros (2)        | Terra rossa |
| 4            | 1931     | Giorgio De Stefani                | Roland Garros (3)        | Terra rossa |
| 5            | 1932     | Giorgio De Stefani (2)            | Roland Garros (4)        | Terra rossa |
| 6            | 1933 (2) | Giorgio De Stefani (3) (tds n.5)  | Roland Garros (5)        | Terra rossa |
| 7            | 1933 (2) | Giorgio De Stefani (4)            | Wimbledon (2)            | Erba        |
| 8            | 1934     | Giorgio De Stefani (5)            | Roland Garros (6)        | Terra rossa |
| 9            | 1935 (2) | Giorgio De Stefani (6)            | Australian Open          | Erba        |
| 10           | 1935 (2) | Giorgio De Stefani (7) (tds n.6)  | Roland Garros (7)        | Terra rossa |
| 11           | 1947 (4) | Gianni Cucelli                    | Roland Garros (8)        | Terra rossa |
| 12           | 1947 (4) | Carletto Sada                     | Roland Garros (9)        | Terra rossa |
| 13           | 1947 (4) | Ferruccio Quintavalle             | Roland Garros (10)       | Terra rossa |
| 14           | 1947 (4) | Mario Belardinelli                | Roland Garros (11)       | Terra rossa |
| 15           | 1948 (2) | Marcello Del Bello                | Roland Garros (12)       | Terra rossa |
| 16           | 1948 (2) | Gianni Cucelli (2)                | Roland Garros (13)       | Terra rossa |
| 17           | 1949 (3) | Gianni Cucelli (3)                | Roland Garros (14)       | Terra rossa |
| 18           | 1949 (3) | Rolando Del Bello                 | Wimbledon (3)            | Erba        |
| 19           | 1949 (3) | Gianni Cucelli (4)                | Wimbledon (4)            | Erba        |
| 20           | 1950     | Gianni Cucelli (5)                | Roland Garros (15)       | Terra rossa |
| 21           | 1951 (2) | Fausto Gardini                    | Roland Garros (16)       | Terra rossa |
| 22           | 1951 (2) | Fausto Gardini (2)                | Wimbledon (5)            | Erba        |
| 23           | 1952 (3) | Rolando Del Bello (2) (tds n.10)  | Roland Garros (17)       | Terra rossa |
| 24           | 1952 (3) | Fausto Gardini (3)                | Roland Garros (18)       | Terra rossa |
| 25           | 1952 (3) | Gianni Cucelli (6) (tds n.13)     | Roland Garros (19)       | Terra rossa |
| 26           | 1953 (2) | Fausto Gardini (4)                | Roland Garros (20)       | Terra rossa |
| 27           | 1953 (2) | Beppe Merlo                       | Roland Garros (21)       | Terra rossa |
| 28           | 1955 (3) | Beppe Merlo (2)                   | Roland Garros (22)       | Terra rossa |
| 29           | 1955 (3) | Beppe Merlo (3)                   | Wimbledon (6)            | Erba        |
| 30           | 1955 (3) | Nicola Pietrangeli                | Wimbledon (7)            | Erba        |
| 31           | 1956 (3) | Beppe Merlo (4)                   | Roland Garros (23)       | Terra rossa |
| 32           | 1956 (3) | Nicola Pietrangeli (2)            | Roland Garros (24)       | Terra rossa |
| 33           | 1956 (3) | Nicola Pietrangeli (3)            | Wimbledon (8)            | Erba        |
| 34           | 1957 (3) | Nicola Pietrangeli (4)            | Australian Open (2)      | Erba        |
| 35           | 1957 (3) | Beppe Merlo (5) (tds n.4)         | Roland Garros (25)       | Terra rossa |
| 36           | 1957 (3) | Sergio Jacobini                   | Roland Garros (26)       | Terra rossa |
| 37           | 1958 (4) | Beppe Merlo (6)                   | Roland Garros (27)       | Terra rossa |
| 38           | 1958 (4) | Nicola Pietrangeli (5) (tds n.12) | Roland Garros (28)       | Terra rossa |
| 39           | 1958 (4) | Orlando Sirola (tds n.10)         | Roland Garros (29)       | Terra rossa |
| 40           | 1958 (4) | Nicola Pietrangeli (6)            | Wimbledon (9)            | Erba        |
| 41           | 1959 (3) | Nicola Pietrangeli (7)            | Roland Garros (30)       | Terra rossa |
| 42           | 1959 (3) | Beppe Merlo (7) (tds n.16)        | Roland Garros (31)       | Terra rossa |
| 43           | 1959 (3) | Orlando Sirola (2)                | Wimbledon (10)           | Erba        |
| 44           | 1960 (4) | Nicola Pietrangeli (8)            | Roland Garros (32)       | Terra rossa |
| 45           | 1960 (4) | Orlando Sirola (3)                | Roland Garros (33)       | Terra rossa |
| 46           | 1960 (4) | Beppe Merlo (8) (tds n.12)        | Roland Garros (34)       | Terra rossa |
| 47           | 1960 (4) | Nicola Pietrangeli (9)            | Wimbledon (11)           | Erba        |
| 48           | 1961     | Nicola Pietrangeli (10)           | Roland Garros (35)       | Terra rossa |
| 49           | 1962 (4) | Nicola Pietrangeli (11)           | Roland Garros (36)       | Terra rossa |
| 50           | 1962 (4) | Beppe Merlo (9)                   | Roland Garros (37)       | Terra rossa |
| 51           | 1962 (4) | Sergio Jacobini (2)               | Roland Garros (38)       | Terra rossa |
| 52           | 1962 (4) | Orlando Sirola (4)                | Wimbledon (12)           | Erba        |
| 53           | 1963     | Nicola Pietrangeli (12)           | Roland Garros (39)       | Terra rossa |
| 54           | 1964     | Nicola Pietrangeli (13)           | Roland Garros (40)       | Terra rossa |
| 55           | 1965 (2) | Nicola Pietrangeli (14) (tds n.3) | Roland Garros (41-0)     | Terra rossa |
| 56           | 1965 (2) | Nicola Pietrangeli (15)           | Wimbledon (13)           | Erba        |
| ↓ Era Open ↓ |          |                                   |                          |             |
| 57           | 1970 (2) | Adriano Panatta                   | Roland Garros (41-1)     | Terra rossa |
| 58           | 1970 (2) | Martin Mulligan                   | Roland Garros (41-2)     | Terra rossa |
| 59           | 1972 (2) | Adriano Panatta (2)               | Roland Garros (41-3)     | Terra rossa |
| 60           | 1972 (2) | Nicola Pietrangeli (16)           | Roland Garros (41-4)     | Terra rossa |
| 61           | 1973 (2) | Adriano Panatta (3)               | Roland Garros (41-5)     | Terra rossa |
| 62           | 1973 (2) | Paolo Bertolucci                  | Roland Garros (41-6)     | Terra rossa |
| 63           | 1975 (2) | Adriano Panatta (4)               | Roland Garros (41-7)     | Terra rossa |
| 64           | 1975 (2) | Tonino Zugarelli                  | Roland Garros (41-8)     | Terra rossa |
| 65           | 1976 (2) | Adriano Panatta (5)               | Roland Garros (41-9)     | Terra rossa |
| 66           | 1976 (2) | Corrado Barazzutti (tds n.15)     | Roland Garros (41-10)    | Terra rossa |
| 67           | 1977 (2) | Adriano Panatta (6)               | Roland Garros (41-11)    | Terra rossa |
| 68           | 1977 (2) | Corrado Barazzutti (2)            | US Open (0-1)            | Terra verde |
| 69           | 1978 (2) | Corrado Barazzutti (3)            | Roland Garros (41-12)    | Terra rossa |
| 70           | 1978 (2) | Adriano Panatta (7)               | US Open (0-2)            | Cemento     |
| 71           | 1979     | Adriano Panatta (8)               | Wimbledon (13-1)         | Erba        |
| 72           | 1980     | Corrado Barazzutti (4)            | Roland Garros (41-13)    | Terra rossa |
| 73           | 1984     | Francesco Cancellotti             | Roland Garros (41-14)    | Terra rossa |
| 74           | 1985     | Francesco Cancellotti (2)         | Roland Garros (41-15)    | Terra rossa |
| 75           | 1991     | Cristiano Caratti                 | Australian Open (2-1)    | Cemento     |
| 76           | 1992     | Omar Camporese                    | Australian Open (2-2)    | Cemento     |
| 77           | 1994 (2) | Andrea Gaudenzi                   | Roland Garros (41-16)    | Terra rossa |
| 78           | 1994 (2) | Gianluca Pozzi                    | US Open (0-3)            | Cemento     |
| 79           | 1995     | Renzo Furlan                      | Roland Garros (41-17)    | Terra rossa |
| 80           | 1996     | Renzo Furlan (2)                  | Australian Open (2-3)    | Cemento     |
| 81           | 1998     | Davide Sanguinetti                | Wimbledon (13-2)         | Erba        |
| 82           | 2000     | Gianluca Pozzi (2)                | Wimbledon (13-3)         | Erba        |
| 83           | 2005     | Davide Sanguinetti (2)            | US Open (0-4)            | Cemento     |
| 84           | 2007     | Filippo Volandri                  | Roland Garros (41-18)    | Terra rossa |
| 85           | 2011     | Fabio Fognini                     | Roland Garros (41-19)    | Terra rossa |
| 86           | 2012     | Andreas Seppi                     | Roland Garros (41-20)    | Terra rossa |
| 87           | 2013 (2) | Andreas Seppi (2)                 | Australian Open (2-4)    | Cemento     |
| 88           | 2013 (2) | Andreas Seppi (3)                 | Wimbledon (13-4)         | Erba        |
| 89           | 2014     | Fabio Fognini (2) (tds n.15)      | Australian Open (2-5)    | Cemento     |
| 90           | 2015 (2) | Andreas Seppi (4)                 | Australian Open (2-6)    | Cemento     |
| 91           | 2015 (2) | Fabio Fognini (3)                 | US Open (0-5)            | Cemento     |
| 92           | 2017 (2) | Andreas Seppi (5)                 | Australian Open (2-7)    | Cemento     |
| 93           | 2017 (2) | Paolo Lorenzi                     | US Open (0-6)            | Cemento     |
| 94           | 2018 (4) | Andreas Seppi (6)                 | Australian Open (2-8)    | Cemento     |
| 95           | 2018 (4) | Fabio Fognini (4) (tds n.25)      | Australian Open (2-9)    | Cemento     |
| 96           | 2018 (4) | Fabio Fognini (5)                 | Roland Garros (41-21)    | Terra rossa |
| 97           | 2018 (4) | Marco Cecchinato                  | Roland Garros (41-22)    | Terra rossa |
| 98           | 2019 (3) | Fabio Fognini (6) (tds n.9)       | Roland Garros (41-23)    | Terra rossa |
| 99           | 2019 (3) | Matteo Berrettini (tds n.17)      | Wimbledon (13-5)         | Erba        |
| 100          | 2019 (3) | Matteo Berrettini (2)             | US Open (0-7)            | Cemento     |
| 101          | 2020 (4) | Fabio Fognini (7) (tds n.12)      | Australian Open (2-10)   | Cemento     |
| 102          | 2020 (4) | Lorenzo Sonego                    | Roland Garros (41-24)    | Terra rossa |
| 103          | 2020 (4) | Jannik Sinner                     | Roland Garros (41-25)    | Terra rossa |
| 104          | 2020 (4) | Matteo Berrettini (3) (tds n.6)   | US Open (0-8)            | Cemento     |
| 105          | 2021 (9) | Matteo Berrettini (4) (tds n.9)   | Australian Open (2-11)   | Cemento     |
| 106          | 2021 (9) | Fabio Fognini (8) (tds n.16)      | Australian Open (2-12)   | Cemento     |
| 107          | 2021 (9) | Jannik Sinner (2) (tds n.18)      | Roland Garros (41-26)    | Terra rossa |
| 108          | 2021 (9) | Matteo Berrettini (5)             | Roland Garros (41-27)    | Terra rossa |
| 109          | 2021 (9) | Lorenzo Musetti                   | Roland Garros (41-28)    | Terra rossa |
| 110          | 2021 (9) | Matteo Berrettini (6)             | Wimbledon (13-6)         | Erba        |
| 111          | 2021 (9) | Lorenzo Sonego (2) (tds n.23)     | Wimbledon (13-7)         | Erba        |
| 112          | 2021 (9) | Matteo Berrettini (7)             | US Open (0-9)            | Cemento     |
| 113          | 2021 (9) | Jannik Sinner (3)                 | US Open (0-10)           | Cemento     |
| 114          | 2022 (6) | Matteo Berrettini (8)             | Australian Open (2-13)   | Cemento     |
| 115          | 2022 (6) | Jannik Sinner (4)                 | Australian Open (2-14)   | Cemento     |
| 116          | 2022 (6) | Jannik Sinner (5) (tds n.11)      | Roland Garros (41-29)    | Terra rossa |
| 117          | 2022 (6) | Jannik Sinner (6)                 | Wimbledon (13-8)         | Erba        |
| 118          | 2022 (6) | Jannik Sinner (7)                 | US Open (0-11)           | Cemento     |
| 119          | 2022 (6) | Matteo Berrettini (9)             | US Open (0-12)           | Cemento     |
| 120          | 2023 (7) | Jannik Sinner (8) (tds n.15)      | Australian Open (2-15)   | Cemento     |
| 121          | 2023 (7) | Lorenzo Sonego (3)                | Roland Garros (41-30)    | Terra rossa |
| 122          | 2023 (7) | Lorenzo Musetti (2) (tds n.17)    | Roland Garros (41-31)    | Terra rossa |
| 123          | 2023 (7) | Jannik Sinner (9)                 | Wimbledon (13-9)         | Erba        |
| 124          | 2023 (7) | Matteo Berrettini (10)            | Wimbledon (13-10)        | Erba        |
| 125          | 2023 (7) | Matteo Arnaldi                    | US Open (0-13)           | Cemento     |
| 126          | 2023 (7) | Jannik Sinner (10)                | US Open (0-14)           | Cemento     |
| 127          | 2024 (6) | Jannik Sinner (11)                | Australian Open (2-16)   | Cemento     |
| 128          | 2024 (6) | Matteo Arnaldi (2)                | Roland Garros (41-32)    | Terra rossa |
| 129          | 2024 (6) | Jannik Sinner (12)                | Roland Garros (41-33)    | Terra rossa |
| 130          | 2024 (6) | Jannik Sinner (13)                | Wimbledon (13-11)        | Erba        |
| 131          | 2024 (6) | Lorenzo Musetti (3)               | Wimbledon (13-12)        | Erba        |
| 132          | 2024 (6) | Jannik Sinner (14)                | US Open (0-15)           | Cemento     |
| 133          | 2025 (7) | Lorenzo Sonego (4)                | Australian Open (2-17)   | Cemento     |
| 134          | 2025 (7) | Jannik Sinner (15)                | Australian Open (2-18)   | Cemento     |
| 135          | 2025 (7) | Lorenzo Musetti (4) (tds n.8)     | Roland Garros (41-34)    | Terra rossa |
| 136          | 2025 (7) | Jannik Sinner (16)                | Roland Garros (41-35)    | Terra rossa |
| 137          | 2025 (7) | Flavio Cobolli                    | Wimbledon (13-13)        | Erba        |
| 138          | 2025 (7) | Jannik Sinner (17)                | Wimbledon (13-14)        | Erba        |
| 139          | 2025 (7) | Lorenzo Sonego (5)                | Wimbledon (13-15)        | Erba        |

### Riepilogo per giocatore
(in grassetto i risultati ottenuti nell'era Open)
| Vittorie (2-5) | Vittorie (2-5)       | Finali (5-7)         | Semifinali (11-18)   | Quarti (26-38)        | Ottavi (56-83)               |
| -------------- | -------------------- | -------------------- | -------------------- | --------------------- | ---------------------------- |
| 1              | Jannik Sinner 4      | Jannik Sinner 5      | Jannik Sinner 7      | Jannik Sinner 12      | Jannik Sinner 17             |
| 2              | Nicola Pietrangeli 2 | Nicola Pietrangeli 4 | Nicola Pietrangeli 5 | Nicola Pietrangeli 10 | Nicola Pietrangeli 16 (15-1) |
| 3              | Adriano Panatta 1    | Giorgio De Stefani 1 | Adriano Panatta 3    | Adriano Panatta 6     | Matteo Berrettini 10         |
| 4              |                      | Adriano Panatta 1    | Matteo Berrettini 3  | Matteo Berrettini 6   | Beppe Merlo 9                |
| 5              |                      | Matteo Berrettini 1  | Giorgio De Stefani 2 | Giorgio De Stefani 4  | Adriano Panatta 8            |
| 6              |                      |                      | Beppe Merlo 2        | Uberto De Morpurgo 3  | Fabio Fognini 8              |
| 7              |                      |                      | Corrado Barazzutti 2 | Gianni Cucelli 3      | Giorgio De Stefani 7         |
| 8              |                      |                      | Lorenzo Musetti 2    | Beppe Merlo 3         | Gianni Cucelli 6             |
| 9              |                      |                      | Uberto De Morpurgo 1 | Corrado Barazzutti 3  | Andreas Seppi 6              |
| 10             |                      |                      | Orlando Sirola 1     | Lorenzo Musetti 2     | Lorenzo Sonego 5             |
| 11             |                      |                      | Marco Cecchinato 1   | Marcello Del Bello 1  | Fausto Gardini 4             |
| 12             |                      |                      |                      | Fausto Gardini 1      | Orlando Sirola 4             |
| 13             |                      |                      |                      | Orlando Sirola 1      | Corrado Barazzutti 4         |
| 14             |                      |                      |                      | Martin Mulligan 1     | Lorenzo Musetti 4            |
| 15             |                      |                      |                      | Paolo Bertolucci 1    | Uberto De Morpurgo 3         |
| 16             |                      |                      |                      | Cristiano Caratti 1   | Sergio Jacobini 2            |
| 17             |                      |                      |                      | Renzo Furlan 1        | Rolando Del Bello 2          |
| 18             |                      |                      |                      | Davide Sanguinetti 1  | Francesco Cancellotti 2      |
| 19             |                      |                      |                      | Fabio Fognini 1       | Renzo Furlan 2               |
| 20             |                      |                      |                      | Marco Cecchinato 1    | Gianluca Pozzi 2             |
| 21             |                      |                      |                      | Lorenzo Sonego 1      | Davide Sanguinetti 2         |
| 22             |                      |                      |                      | Flavio Cobolli 1      | Matteo Arnaldi 2             |
| 23             |                      |                      |                      |                       | Mario Belardinelli 1         |
| 24             |                      |                      |                      |                       | Carletto Sada 1              |
| 25             |                      |                      |                      |                       | Ferruccio Quintavalle 1      |
| 26             |                      |                      |                      |                       | Marcello Del Bello 1         |
| 27             |                      |                      |                      |                       | Martin Mulligan 1            |
| 28             |                      |                      |                      |                       | Paolo Bertolucci 1           |
| 29             |                      |                      |                      |                       | Tonino Zugarelli 1           |
| 30             |                      |                      |                      |                       | Omar Camporese 1             |
| 31             |                      |                      |                      |                       | Cristiano Caratti 1          |
| 32             |                      |                      |                      |                       | Andrea Gaudenzi 1            |
| 33             |                      |                      |                      |                       | Filippo Volandri 1           |
| 34             |                      |                      |                      |                       | Paolo Lorenzi 1              |
| 35             |                      |                      |                      |                       | Marco Cecchinato 1           |
| 36             |                      |                      |                      |                       | Flavio Cobolli 1             |

### Riepilogo per torneo
In grassetto i tennisti in attività
Partecipazioni:
(giocatori con almeno 30 incontri disputati)
| Roland Garros         | Wimbledon             | US Open               | Australian Open       |
| --------------------- | --------------------- | --------------------- | --------------------- |
| Nicola Pietrangeli 20 | Nicola Pietrangeli 19 | Andreas Seppi 18      | Andreas Seppi 17      |
| Beppe Merlo 17        | Andreas Seppi 16      | Fabio Fognini 15      | Fabio Fognini 16      |
| Fabio Fognini 17      | Fabio Fognini 15      | Gianluca Pozzi 12     | Gianluca Pozzi 11     |
| Andreas Seppi 16      | Orlando Sirola 10     | Davide Sanguinetti 9  | Andrea Gaudenzi 9     |
| Adriano Panatta 14    | Gianluca Pozzi 10     | Paolo Lorenzi 9       | Davide Sanguinetti 9  |
| Simone Bolelli 13     | Davide Sanguinetti 10 | Cristiano Caratti 8   | Filippo Volandri 9    |
| Corrado Barazzutti 12 | Beppe Merlo 9         | Andrea Gaudenzi 8     | Renzo Furlan 8        |
| Tonino Zugarelli 10   | Adriano Panatta 9     | Potito Starace 8      | Paolo Lorenzi 7       |
| Orlando Sirola 9      | Filippo Volandri 9    | Adriano Panatta 7     | Lorenzo Sonego 7      |
| Potito Starace 9      | Potito Starace 9      | Matteo Berrettini 7   | Diego Nargiso 6       |
| Filippo Volandri 9    | Simone Bolelli 9      | Lorenzo Sonego 7      | Simone Bolelli 6      |
| Giorgio De Stefani 8  | Paolo Lorenzi 9       | Diego Nargiso 6       | Matteo Berrettini 6   |
| Renzo Furlan 8        | Diego Nargiso 8       | Renzo Furlan 6        | Jannik Sinner 6       |
| Andrea Gaudenzi 8     | Tonino Zugarelli 7    | Marco Cecchinato 6    | Cristiano Caratti 5   |
| Davide Sanguinetti 8  | Lorenzo Sonego 7      | Jannik Sinner 6       | Omar Camporese 5      |
| Paolo Lorenzi 8       | Giorgio De Stefani 6  | Stefano Pescosolido 5 | Stefano Pescosolido 5 |
| Giovanni Cucelli 7    | Stefano Pescosolido 6 | Simone Bolelli 5      | Marco Cecchinato 5    |
| Gianluca Pozzi 7      | Matteo Berrettini 6   | Nicola Pietrangeli 4  | Lorenzo Musetti 4     |
| Marco Cecchinato 7    | Giovanni Cucelli 5    | Corrado Barazzutti 4  | Giorgio De Stefani 1  |
| Lorenzo Sonego 7      | Corrado Barazzutti 5  | Omar Camporese 4      | Nicola Pietrangeli 1  |
| Giorgio De Stefani 6  | Renzo Furlan 5        | Lorenzo Musetti 4     | Adriano Panatta 1     |
| Jannik Sinner 6       | Cristiano Caratti 5   | Giovanni Cucelli 1    |                       |
| Omar Camporese 5      | Andrea Gaudenzi 5     | Beppe Merlo 1         |                       |
| Lorenzo Musetti 5     | Marco Cecchinato 5    |                       |                       |
| Cristiano Caratti 4   | Jannik Sinner 5       |                       |                       |
| Stefano Pescosolido 4 | Lorenzo Musetti 5     |                       |                       |
| Matteo Berrettini 4   | Omar Camporese 4      |                       |                       |
| Diego Nargiso 3       |                       |                       |                       |

(in grassetto i risultati ottenuti in era Open)
Vittorie: 7
|   | Roland Garros: 2-1   | Australian Open: 0-2 | Wimbledon: 0-1  | US Open: 0-1    |
| - | -------------------- | -------------------- | --------------- | --------------- |
| 1 | Nicola Pietrangeli 2 | Jannik Sinner 2      | Jannik Sinner 1 | Jannik Sinner 1 |
| 2 | Adriano Panatta 1    |                      |                 |                 |

Finali: 12
|   | Roland Garros: 5-2   | Wimbledon: 0-2      | Australian Open: 0-2 | US Open: 0-1    |
| - | -------------------- | ------------------- | -------------------- | --------------- |
| 1 | Nicola Pietrangeli 4 | Matteo Berrettini 1 | Jannik Sinner 2      | Jannik Sinner 1 |
| 2 | Giorgio De Stefani 1 | Jannik Sinner 1     |                      |                 |
| 3 | Adriano Panatta 1    |                     |                      |                 |
| 4 | Jannik Sinner 1      |                     |                      |                 |

Semifinali: 29
|    | Roland Garros: 10-8  | Wimbledon: 1-4       | Australian Open: 0-3 | US Open: 0-3         |
| -- | -------------------- | -------------------- | -------------------- | -------------------- |
| 1  | Nicola Pietrangeli 4 | Jannik Sinner 2      | Jannik Sinner 2      | Corrado Barazzutti 1 |
| 2  | Adriano Panatta 3    | Nicola Pietrangeli 1 | Matteo Berrettini 1  | Matteo Berrettini 1  |
| 3  | Giorgio De Stefani 2 | Matteo Berrettini 1  |                      | Jannik Sinner 1      |
| 4  | Beppe Merlo 2        | Lorenzo Musetti 1    |                      |                      |
| 5  | Jannik Sinner 2      |                      |                      |                      |
| 6  | Uberto De Morpurgo 1 |                      |                      |                      |
| 7  | Orlando Sirola 1     |                      |                      |                      |
| 8  | Corrado Barazzutti 1 |                      |                      |                      |
| 9  | Marco Cecchinato 1   |                      |                      |                      |
| 10 | Lorenzo Musetti 1    |                      |                      |                      |

Quarti di Finale: 64
|    | Roland Garros: 21-17 | Wimbledon: 3-9       | Australian Open: 2-6 | US Open: 0-6         |
| -- | -------------------- | -------------------- | -------------------- | -------------------- |
| 1  | Nicola Pietrangeli 7 | Jannik Sinner 4      | Jannik Sinner 3      | Matteo Berrettini 3  |
| 2  | Adriano Panatta 5    | Nicola Pietrangeli 2 | Giorgio De Stefani 1 | Jannik Sinner 2      |
| 3  | Giorgio De Stefani 3 | Uberto De Morpurgo 1 | Nicola Pietrangeli 1 | Corrado Barazzutti 1 |
| 4  | Gianni Cucelli 3     | Adriano Panatta 1    | Cristiano Caratti 1  |                      |
| 5  | Beppe Merlo 3        | Davide Sanguinetti 1 | Matteo Berrettini 1  |                      |
| 6  | Jannik Sinner 3      | Matteo Berrettini 1  | Lorenzo Sonego 1     |                      |
| 7  | Uberto De Morpurgo 2 | Lorenzo Musetti 1    |                      |                      |
| 8  | Corrado Barazzutti 2 | Flavio Cobolli 1     |                      |                      |
| 9  | Marcello Del Bello 1 |                      |                      |                      |
| 10 | Fausto Gardini 1     |                      |                      |                      |
| 11 | Orlando Sirola 1     |                      |                      |                      |
| 12 | Martin Mulligan 1    |                      |                      |                      |
| 13 | Paolo Bertolucci 1   |                      |                      |                      |
| 14 | Renzo Furlan 1       |                      |                      |                      |
| 16 | Fabio Fognini 1      |                      |                      |                      |
| 15 | Marco Cecchinato 1   |                      |                      |                      |
| 17 | Matteo Berrettini 1  |                      |                      |                      |
| 18 | Lorenzo Musetti 1    |                      |                      |                      |

Ottavi di Finale: 139
|    | Roland Garros: 41-35        | Wimbledon: 13-15     | Australian Open: 2-18 | US Open: 0-15        |
| -- | --------------------------- | -------------------- | --------------------- | -------------------- |
| 1  | Nicola Pietrangeli 10 (9-1) | Nicola Pietrangeli 5 | Jannik Sinner 4       | Jannik Sinner 4      |
| 2  | Beppe Merlo 8               | Jannik Sinner 4      | Andreas Seppi 4       | Matteo Berrettini 4  |
| 3  | Adriano Panatta 6           | Matteo Berrettini 3  | Fabio Fognini 4       | Corrado Barazzutti 1 |
| 4  | Giorgio De Stefani 5        | Orlando Sirola 2     | Matteo Berrettini 2   | Adriano Panatta 1    |
| 5  | Gianni Cucelli 5            | Lorenzo Sonego 2     | Giorgio De Stefani 1  | Gianluca Pozzi 1     |
| 6  | Jannik Sinner 5             | Uberto De Morpurgo 1 | Nicola Pietrangeli 1  | Davide Sanguinetti 1 |
| 7  | Fausto Gardini 3            | Giorgio De Stefani 1 | Cristiano Caratti 1   | Fabio Fognini 1      |
| 8  | Corrado Barazzutti 3        | Rolando Del Bello 1  | Omar Camporese 1      | Paolo Lorenzi 1      |
| 9  | Fabio Fognini 3             | Gianni Cucelli 1     | Renzo Furlan 1        | Matteo Arnaldi 1     |
| 10 | Lorenzo Musetti 3           | Fausto Gardini 1     | Lorenzo Sonego 1      |                      |
| 11 | Uberto De Morpurgo 2        | Beppe Merlo 1        |                       |                      |
| 12 | Orlando Sirola 2            | Adriano Panatta 1    |                       |                      |
| 13 | Sergio Jacobini 2           | Davide Sanguinetti 1 |                       |                      |
| 14 | Francesco Cancellotti 2     | Gianluca Pozzi 1     |                       |                      |
| 15 | Lorenzo Sonego 2            | Andreas Seppi 1      |                       |                      |
| 16 | Mario Belardinelli 1        | Lorenzo Musetti 1    |                       |                      |
| 17 | Ferruccio Quintavalle 1     | Flavio Cobolli 1     |                       |                      |
| 18 | Carletto Sada 1             |                      |                       |                      |
| 19 | Marcello Del Bello 1        |                      |                       |                      |
| 20 | Rolando Del Bello 1         |                      |                       |                      |
| 21 | Martin Mulligan 1           |                      |                       |                      |
| 22 | Paolo Bertolucci 1          |                      |                       |                      |
| 23 | Tonino Zugarelli 1          |                      |                       |                      |
| 24 | Andrea Gaudenzi 1           |                      |                       |                      |
| 25 | Renzo Furlan 1              |                      |                       |                      |
| 26 | Filippo Volandri 1          |                      |                       |                      |
| 27 | Andreas Seppi 1             |                      |                       |                      |
| 28 | Marco Cecchinato 1          |                      |                       |                      |
| 29 | Matteo Berrettini 1         |                      |                       |                      |
| 30 | Matteo Arnaldi 1            |                      |                       |                      |

### Riepilogo per superficie
(in grassetto i risultati ottenuti in era Open)
Vittorie: 7
| Cemento 0-3 | Cemento 0-3     | Terra rossa 2-1      | Erba 0-1        |
| ----------- | --------------- | -------------------- | --------------- |
| 1           | Jannik Sinner 3 | Nicola Pietrangeli 2 | Jannik Sinner 1 |
| 2           |                 | Adriano Panatta 1    |                 |

Finali: 12
| Terra rossa 5-2 | Terra rossa 5-2      | Cemento 0-3     | Erba 0-2            |
| --------------- | -------------------- | --------------- | ------------------- |
| 1               | Nicola Pietrangeli 4 | Jannik Sinner 3 | Matteo Berrettini 1 |
| 2               | Giorgio De Stefani 1 |                 | Jannik Sinner 1     |
| 3               | Adriano Panatta 1    |                 |                     |
| 4               | Jannik Sinner 1      |                 |                     |

Semifinali: 29
| Terra battuta 10-9 | Terra battuta 10-9   | Erba 1-4             | Cemento 0-5         |
| ------------------ | -------------------- | -------------------- | ------------------- |
| 1                  | Nicola Pietrangeli 4 | Jannik Sinner 2      | Jannik Sinner 3     |
| 2                  | Adriano Panatta 3    | Nicola Pietrangeli 1 | Matteo Berrettini 2 |
| 3                  | Giorgio De Stefani 2 | Matteo Berrettini 1  |                     |
| 4                  | Beppe Merlo 2        | Lorenzo Musetti 1    |                     |
| 5                  | Corrado Barazzutti 2 |                      |                     |
| 6                  | Jannik Sinner 2      |                      |                     |
| 7                  | Uberto De Morpurgo 1 |                      |                     |
| 8                  | Orlando Sirola 1     |                      |                     |
| 9                  | Marco Cecchinato 1   |                      |                     |
| 10                 | Lorenzo Musetti 1    |                      |                     |

Quarti di Finale: 64
| Terra battuta 21-17 | Terra battuta 21-17  | Erba 5-9             | Cemento 0-11        |
| ------------------- | -------------------- | -------------------- | ------------------- |
| 1                   | Nicola Pietrangeli 7 | Jannik Sinner 4      | Jannik Sinner 5     |
| 2                   | Adriano Panatta 5    | Nicola Pietrangeli 3 | Matteo Berrettini 4 |
| 3                   | Giorgio De Stefani 3 | Uberto De Morpurgo 1 | Cristiano Caratti 1 |
| 4                   | Gianni Cucelli 3     | Giorgio De Stefani 1 | Lorenzo Sonego 1    |
| 5                   | Beppe Merlo 3        | Adriano Panatta 1    |                     |
| 6                   | Corrado Barazzutti 3 | Davide Sanguinetti 1 |                     |
| 7                   | Jannik Sinner 3      | Matteo Berrettini 1  |                     |
| 8                   | Uberto De Morpurgo 2 | Lorenzo Musetti 1    |                     |
| 9                   | Marcello Del Bello 1 | Flavio Cobolli 1     |                     |
| 10                  | Fausto Gardini 1     |                      |                     |
| 11                  | Orlando Sirola 1     |                      |                     |
| 12                  | Martin Mulligan 1    |                      |                     |
| 13                  | Paolo Bertolucci 1   |                      |                     |
| 14                  | Renzo Furlan 1       |                      |                     |
| 15                  | Marco Cecchinato 1   |                      |                     |
| 16                  | Fabio Fognini 1      |                      |                     |
| 17                  | Matteo Berrettini 1  |                      |                     |
| 18                  | Lorenzo Musetti 1    |                      |                     |

Ottavi di Finale: 139
| Terra battuta 41-36 | Terra battuta 41-36         | Cemento 0-32         | Erba 15-15           |
| ------------------- | --------------------------- | -------------------- | -------------------- |
| 1                   | Nicola Pietrangeli 10 (9-1) | Jannik Sinner 8      | Nicola Pietrangeli 6 |
| 2                   | Beppe Merlo 8               | Matteo Berrettini 6  | Jannik Sinner 4      |
| 3                   | Adriano Panatta 6           | Fabio Fognini 5      | Matteo Berrettini 3  |
| 4                   | Giorgio De Stefani 5        | Andreas Seppi 4      | Giorgio De Stefani 2 |
| 5                   | Gianni Cucelli 5            | Adriano Panatta 1    | Orlando Sirola 2     |
| 6                   | Jannik Sinner 5             | Cristiano Caratti 1  | Lorenzo Sonego 2     |
| 7                   | Corrado Barazzutti 4        | Omar Camporese 1     | Uberto De Morpurgo 1 |
| 8                   | Fausto Gardini 3            | Gianluca Pozzi 1     | Gianni Cucelli 1     |
| 9                   | Fabio Fognini 3             | Renzo Furlan 1       | Rolando Del Bello 1  |
| 10                  | Lorenzo Musetti 3           | Davide Sanguinetti 1 | Fausto Gardini 1     |
| 11                  | Uberto De Morpurgo 2        | Paolo Lorenzi 1      | Beppe Merlo 1        |
| 12                  | Orlando Sirola 2            | Matteo Arnaldi 1     | Adriano Panatta 1    |
| 13                  | Sergio Jacobini 2           | Lorenzo Sonego 1     | Davide Sanguinetti 1 |
| 14                  | Francesco Cancellotti 2     |                      | Gianluca Pozzi 1     |
| 15                  | Lorenzo Sonego 2            |                      | Andreas Seppi 1      |
| 16                  | Carletto Sada 1             |                      | Lorenzo Musetti 1    |
| 17                  | Ferruccio Quintavalle 1     |                      | Flavio Cobolli 1     |
| 18                  | Mario Belardinelli 1        |                      |                      |
| 19                  | Marcello Del Bello 1        |                      |                      |
| 20                  | Rolando Del Bello 1         |                      |                      |
| 21                  | Martin Mulligan 1           |                      |                      |
| 22                  | Paolo Bertolucci 1          |                      |                      |
| 23                  | Tonino Zugarelli 1          |                      |                      |
| 24                  | Andrea Gaudenzi 1           |                      |                      |
| 25                  | Renzo Furlan 1              |                      |                      |
| 26                  | Filippo Volandri 1          |                      |                      |
| 27                  | Andreas Seppi 1             |                      |                      |
| 28                  | Marco Cecchinato 1          |                      |                      |
| 29                  | Matteo Berrettini 1         |                      |                      |
| 30                  | Matteo Arnaldi 1            |                      |                      |

### Bilancio vittorie-sconfitte
(giocatori con almeno 30 incontri disputati)
In grassetto i record
|    | Giocatore           | Bilancio V-S (%) | Incontri disputati | Presenze | Roland Garros      | Wimbledon           | US Open            | Australian Open     | Terra battuta  | Cemento        | Erba           |
| -- | ------------------- | ---------------- | ------------------ | -------- | ------------------ | ------------------- | ------------------ | ------------------- | -------------- | -------------- | -------------- |
| 1  | Jannik Sinner       | 81–19 (81%)      | 100                | 23       | 22–6 (28) (78.57%) | 20–4 (24) (83.33%)  | 17–5 (22) (77.27%) | 22–4 (26) (84.62%)  | 22–6 (78.57%)  | 39–9 (81.25%)  | 20–4 (83.33%)  |
| 2  | Giorgio De Stefani  | 30–13 (69.77%)   | 43                 | 15       | 20–6 (26) (76.92%) | 8–6 (14) (57.14%)   | -                  | 2–1 (3)(66.67%)     | 20–6 (76.92%)  | -              | 10–7 (58.82%)  |
| 3  | Nicola Pietrangeli  | 86–39 (68.8%)    | 125                | 44       | 50–17 (67)(74.63%) | 29–18 (47) (61.7%)  | 5–3 (8) (62.5%)    | 2–1 (3) (66.67%)    | 50–17 (74.63%) | -              | 36–22 (62.07%) |
| 4  | Matteo Berrettini   | 50–23 (68.49%)   | 73                 | 23       | 8–4 (12)(66.67%)   | 14–6 (20) (70%)     | 18–7 (25) (72%)    | 10–6 (16) (62.5%)   | 8–4 (66.67%)   | 28–13 (68.29%) | 14–6 (70%)     |
| 5  | Giovanni Cucelli    | 28–13 (68.29%)   | 41                 | 13       | 17–7 (24)(70.83%)  | 10–5 (15) (66.67%)  | 1–1 (2)(50%)       | -                   | 17–7 (70.83%)  | -              | 11–6 (64.71%)  |
| 6  | Adriano Panatta     | 62–30 (67.39%)   | 92                 | 31       | 35–13 (48)(72.92%) | 17–9 (26) (65.38%)  | 10–7 (17)(58.82%)  | 0–1 (1) (0%)        | 38–15 (71.7%)  | 5–3 (62.5%)    | 19–12 (61.29%) |
| 7  | Lorenzo Musetti     | 28–18 (60.87%)   | 46                 | 18       | 13–5 (18)(72.22%)  | 7–5 (12) (58.33%)   | 5–4 (9) (55.56%)   | 3–4 (7) (42.86%)    | 13–5 (72.22%)  | 8–8 (50%)      | 7–5 (58.33%)   |
| 8  | Orlando Sirola      | 28–19 (59.57%)   | 47                 | 19       | 13–9 (22)(59.09%)  | 15–10 (25) (60%)    | -                  | -                   | 13–9 (59.09%)  | -              | 15–10 (60%)    |
| 9  | Corrado Barazzutti  | 29–21 (58%)      | 50                 | 21       | 21–12 (33)(63.64%) | 1–5 (6) (16.67%)    | 7–4 (11)(63.64%)   | -                   | 27–14 (65.85%) | 1–1 (50%)      | 1–6 (14.29%)   |
| 10 | Beppe Merlo         | 34–26 (56.67%)   | 60                 | 27       | 26–16 (42)(61.9%)  | 8–9 (17) (47.06%)   | 0–1 (1)(0%)        | -                   | 26–16 (61.9%)  | -              | 8–10 (44.44%)  |
| 11 | Fabio Fognini       | 71–62 (53.38%)   | 133                | 63       | 27–16 (43)(62.79%) | 18–15 (33)(54.55%)  | 10–15 (25)(40%)    | 16–16 (32)(50%)     | 27–16 (62.79%) | 26–31 (45.61%) | 18–15 (54.55%) |
| 12 | Lorenzo Sonego      | 31–28 (52.54%)   | 59                 | 28       | 9–7 (16)(56.25%)   | 9–7 (16) (56.25%)   | 3–7 (10)(30%)      | 10–7 (17) (62.5%)   | 9–7 (56.25%)   | 13–14 (48.15%) | 9–7 (56.25%)   |
| 13 | Andreas Seppi       | 63–67 (48.46%)   | 130                | 67       | 12–16 (28)(42.86%) | 18–16 (34) (52.94%) | 12–18 (30) (40%)   | 21–17 (38) (55.26%) | 12–16 (42.86%) | 33–35 (48.53%) | 18–16 (52.94%) |
| 14 | Omar Camporese      | 16–18 (47.06%)   | 34                 | 18       | 5–5 (10) (50%)     | 3–4 (7) (42.86%)    | 3–4 (7)(42.86%)    | 5–5 (10)(50%)       | 5–5 (50%)      | 8–9 (47.06%)   | 3–4 (50%)      |
| 15 | Renzo Furlan        | 21–27 (43.75%)   | 48                 | 27       | 7–8 (15)(46.67%)   | 3–5 (8) (37.5%)     | 3–6 (9)(33.33%)    | 8–8 (16) (50%)      | 7–8 (46.67%)   | 11–14 (44%)    | 3–5 (37.5%)    |
| 16 | Tonino Zugarelli    | 13–17 (43.33%)   | 30                 | 18       | 11–9 (20) (55%)    | 2–7 (9) (22.22%)    | 0–1 (1) (0%)       | -                   | 11–9 (55%)     | -              | 2–8 (20%)      |
| 17 | Simone Bolelli      | 25–33 (43.1%)    | 58                 | 33       | 9–13 (22)(40.91%)  | 10–9 (19)(52.63%)   | 2–5 (7)(28.57%)    | 4–6 (10)(40%)       | 9–13 (40.91%)  | 6–11 (35.29%)  | 10–9 (52.63%)  |
| 18 | Stefano Pescosolido | 14–20 (41.18%)   | 34                 | 20       | 3–4 (7) (42.86%)   | 3–6 (9) (33.33%)    | 3–5 (8) (37.5%)    | 5–5 (10) (50%)      | 3–4 (42.86%)   | 8–10 (44.44%)  | 3–6 (33.33%)   |
| 19 | Andrea Gaudenzi     | 20–30 (40%)      | 50                 | 30       | 10–8 (18) (55.56%) | 1–5 (6) (16.67%)    | 4–8 (12) (33.33%)  | 5–9 (14) (35.71%)   | 10–8 (55.56%)  | 9–17 (34.62%)  | 1–5 (16.67%)   |
| 20 | Gianluca Pozzi      | 25–40 (38.46%)   | 65                 | 40       | 2–7 (9) (22.22%)   | 7–10 (17) (41.18%)  | 8–12 (20) (40%)    | 8–11 (19) (42.11%)  | 2–7 (22.22%)   | 16–23 (41.03%) | 7–10 (41.18%)  |
| 21 | Davide Sanguinetti  | 22–36 (37.93%)   | 58                 | 36       | 5–8 (13) (38.46%)  | 7–10 (17) (41.18%)  | 7–9 (16) (43.75%)  | 3–9 (12) (25%)      | 5–8 (38.46%)   | 10–18 (35.71%) | 7–10 (41.18%)  |
| 22 | Cristiano Caratti   | 12–22 (35.29%)   | 34                 | 22       | 1–4 (5) (20%)      | 1–5 (6) (16.67%)    | 4–8 (12) (33.33%)  | 6–5 (11) (54.55%)   | 1–4 (20%)      | 10–13 (43.48%) | 1–5 (16.67%)   |
| 23 | Marco Cecchinato    | 10–23 (30.3%)    | 33                 | 23       | 10–7 (17) (58.82%) | 0–5 (5) (0%)        | 0–6 (6) (0%)       | 0–5 (5) (0%)        | 10–7 (62.5%)   | 0–11 (0%)      | 0–5 (0%)       |
| 24 | Paolo Lorenzi       | 14–33 (29.79%)   | 47                 | 33       | 1–8 (9) (11.11%)   | 2–9 (11) (18.18%)   | 9–9 (18) (50%)     | 2–7 (9) (22.22%)    | 1–8 (11.11%)   | 11–16 (40.74%) | 2–9 (18.18%)   |
| 25 | Diego Nargiso       | 8–23 (25.81%)    | 31                 | 23       | 1–3 (4) (25%)      | 3–8 (11) (27.27%)   | 3–6 (9) (33.33%)   | 1–6 (7) (14.29%)    | 1–3 (25%)      | 4–12 (25%)     | 3–8 (27.27%)   |
| 26 | Potito Starace      | 9–33 (21.43%)    | 42                 | 33       | 6–9 (15) (40%)     | 1–9 (10) (10%)      | 2–8 (10) (20%)     | 0–7 (7) (0%)        | 6–9 (40%)      | 2–15 (11.76%)  | 1–9 (10%)      |
| 27 | Filippo Volandri    | 9–35 (20.45%)    | 44                 | 35       | 6–9 (15) (40%)     | 1–9 (10) (10%)      | 1–8 (9) (11.11%)   | 1–9 (10) (10%)      | 6–9 (40%)      | 2–17 (10.53%)  | 1–9 (10%)      |

### Le teste di serie più alte
| Torneo          | Stagione   | t.d.s. | Giocatore          |
| --------------- | ---------- | ------ | ------------------ |
| Roland Garros   | 1961       | 1      | Nicola Pietrangeli |
| Roland Garros   | 2025       | 1      | Jannik Sinner      |
| Wimbledon       | 2024, 2025 | 1      | Jannik Sinner      |
| US Open         | 2024       | 1      | Jannik Sinner      |
| Australian Open | 2025       | 1      | Jannik Sinner      |

### Precocità
| Evento          | Turno           | Giocatore          | Età                         |
| Australian Open | Vittorie (2)    | Jannik Sinner      | 22 anni, 5 mesi, 12 giorni  |
| Australian Open | Finali (2)      | Jannik Sinner      | 22 anni, 5 mesi, 12 giorni  |
| Australian Open | Semifinali (3)  | Jannik Sinner      | 22 anni, 5 mesi, 10 giorni  |
| Australian Open | Quarti (8)      | Jannik Sinner      | 20 anni, 5 mesi, 10 giorni  |
| Australian Open | Ottavi (20)     | Jannik Sinner      | 20 anni, 5 mesi, 8 giorni   |
| Roland Garros   | Vittorie (3)    | Nicola Pietrangeli | 25 anni, 8 mesi, 19 giorni  |
| Roland Garros   | Finali (7)      | Jannik Sinner      | 23 anni, 9 mesi, 23 giorni  |
| Roland Garros   | Semifinali (16) | Jannik Sinner      | 22 anni, 9 mesi, 22 giorni  |
| Roland Garros   | Quarti (36)     | Jannik Sinner      | 19 anni, 1 mese, 21 giorni  |
| Roland Garros   | Ottavi (74)     | Jannik Sinner      | 19 anni, 1 mese, 19 giorni  |
| Wimbledon       | Vittorie (1)    | Jannik Sinner      | 23 anni, 10 mesi, 28 giorni |
| Wimbledon       | Finali (2)      | Jannik Sinner      | 23 anni, 10 mesi, 28 giorni |
| Wimbledon       | Semifinali (5)  | Jannik Sinner      | 21 anni, 10 mesi, 29 giorni |
| Wimbledon       | Quarti (12)     | Jannik Sinner      | 20 anni, 10 mesi, 20 giorni |
| Wimbledon       | Ottavi (28)     | Jannik Sinner      | 20 anni, 10 mesi, 18 giorni |
| US Open         | Vittorie (1)    | Jannik Sinner      | 23 anni, 23 giorni          |
| US Open         | Finali (1)      | Jannik Sinner      | 23 anni, 23 giorni          |
| US Open         | Semifinali (3)  | Jannik Sinner      | 23 anni, 21 giorni          |
| US Open         | Quarti (6)      | Jannik Sinner      | 21 anni, 22 giorni          |
| US Open         | Ottavi (15)     | Jannik Sinner      | 20 anni, 19 giorni          |
| Assoluto        | Vittorie (7)    | Jannik Sinner      | 22 anni, 5 mesi, 12 giorni  |
| Assoluto        | Finali (12)     | Jannik Sinner      | 22 anni, 5 mesi, 12 giorni  |
| Assoluto        | Semifinali (29) | Jannik Sinner      | 21 anni, 10 mesi, 29 giorni |
| Assoluto        | Quarti (64)     | Jannik Sinner      | 19 anni, 1 mese, 21 giorni  |
| Assoluto        | Ottavi (139)    | Jannik Sinner      | 19 anni, 1 mese, 19 giorni  |

## Classifica ATP

### Top 100
Aggiornata al 7 settembre 2025.
In grassetto le strisce attive, in sottolineato i record, in corsivo i giocatori mancini.
| N° | Giocatore             | Best Rank | Data Best Rank | Migliore Chiusura Anno | Settimane | Consecutive | Data ingresso |
| -- | --------------------- | --------- | -------------- | ---------------------- | --------- | ----------- | ------------- |
| 1  | Jannik Sinner         | 1         | 10-06-2024     | 1 (2024)               | 284       | 284         | 28-10-2019    |
| 2  | Adriano Panatta       | 4         | 24-08-1976     | 7 (1976)               | 468       | 468         | 23-08-1973    |
| 3  | Matteo Berrettini     | 6         | 31-01-2022     | 7 (2021)               | 355       | 281         | 19-03-2018    |
|    | Lorenzo Musetti       | 6         | 16-06-2025     | 17 (2024)              | 233       | 233         | 22-03-2021    |
| 5  | Corrado Barazzutti    | 7         | 21-08-1978     | 10 (1978)              | 547       | 483         | 23-08-1973    |
| 6  | Fabio Fognini         | 9         | 15-07-2019     | 12 (2019)              | 823       | 708         | 12-11-2007    |
| 7  | Paolo Bertolucci      | 12        | 23-08-1973     | 20 (1973)              | 418       | 323         | 23-08-1973    |
| 8  | Marco Cecchinato      | 16        | 25-02-2019     | 20 (2018)              | 247       | 100         | 20-07-2015    |
| 9  | Flavio Cobolli        | 17        | 28-07-2025     | 32 (2024)              | 91        | 86          | 23-10-2023    |
| 10 | Andrea Gaudenzi       | 18        | 24-02-1995     | 22 (1995)              | 402       | 186         | 16-08-1993    |
|    | Andreas Seppi         | 18        | 28-01-2013     | 23 (2012)              | 810       | 519         | 16-05-2005    |
|    | Omar Camporese        | 18        | 10-02-1992     | 24 (1991)              | 230       | 230         | 22-05-1989    |
| 13 | Renzo Furlan          | 19        | 15-04-1996     | 29 (1995)              | 391       | 391         | 06-08-1990    |
| 14 | Francesco Cancellotti | 21        | 15-04-1985     | 26 (1984)              | 218       | 153         | 23-05-1983    |
|    | Lorenzo Sonego        | 21        | 04-10-2021     | 27 (2021)              | 317       | 312         | 10-09-2018    |
| 16 | Tonino Zugarelli      | 24        | 12-06-1977     | 44 (1977)              | 276       | 147         | 23-08-1973    |
| 17 | Filippo Volandri      | 25        | 17-07-2007     | 38 (2005)              | 462       | 268         | 21-04-2003    |
| 18 | Paolo Canè            | 26        | 14-08-1989     | 33 (1989)              | 203       | 100         | 16-06-1986    |
|    | Cristiano Caratti     | 26        | 22-07-1991     | 42 (1991)              | 74        | 60          | 03-12-1990    |
| 20 | Potito Starace        | 27        | 15-10-2007     | 31 (2007)              | 380       | 153         | 02-08-2004    |
| 21 | Gianni Ocleppo        | 30        | 07-12-1979     | 31 (1979)              | 264       | 164         | 28-08-1978    |
|    | Matteo Arnaldi        | 30        | 12-08-2024     | 37 (2024)              | 118       | 116         | 08-05-2023    |
| 23 | Luciano Darderi       | 32        | 05-08-2024     | 44 (2024)              | 82        | 82          | 12-02-2024    |
| 24 | Paolo Lorenzi         | 33        | 15-05-2017     | 40 (2016)              | 348       | 222         | 12-10-2009    |
| 25 | Simone Bolelli        | 36        | 23-02-2009     | 41 (2008)              | 290       | 144         | 30-04-2007    |
| 26 | Gianluca Pozzi        | 40        | 29-01-2001     | 43 (2000)              | 337       | 107         | 07-10-1991    |
| 27 | Davide Sanguinetti    | 42        | 31-10-2005     | 44 (2005)              | 394       | 178         | 14-07-1997    |
|    | Stefano Pescosolido   | 42        | 02-03-1992     | 62 (1992)              | 205       | 96          | 22-04-1991    |
| 29 | Martin Mulligan       | 44        | 01-05-1974     | 62 (1973)              | 37        | 37          | 23-08-1973    |
| 30 | Claudio Panatta       | 46        | 18-06-1984     | 68 (1983)              | 190       | 140         | 01-03-1982    |
| 31 | Daniele Bracciali     | 49        | 08-05-2006     | 65 (2006)              | 91        | 91          | 01-08-2005    |
| 32 | Stefano Travaglia     | 60        | 08-02-2021     | 78 (2021)              | 111       | 111         | 22-07-2019    |
|    | Simone Colombo        | 60        | 17-11-1986     | 96 (1986)              | 43        | 39          | 30-04-1984    |
| 34 | Gianluca Mager        | 62        | 08-11-2021     | 62 (2021)              | 51        | 23          | 24-02-2020    |
| 35 | Mattia Bellucci       | 63        | 14-07-2025     | 103 (2024)             | 34        | 33'         | 18-11-2024    |
| 36 | Diego Nargiso         | 67        | 10-10-1988     | 90 (1988)              | 88        | 20          | 29-08-1988    |
|    | Luca Nardi            | 67        | 03-03-2025     | 92 (2024)              | 72        | 32          | 18-03-2024    |
| 38 | Alessio Di Mauro      | 68        | 26-02-2007     | 90 (2006)              | 66        | 48          | 02-05-2005    |
| 39 | Thomas Fabbiano       | 70        | 18-09-2017     | 73 (2017)              | 79        | 41          | 04-04-2016    |
|    | Flavio Cipolla        | 70        | 23-04-2012     | 75 (2011)              | 75        | 70          | 20-07-2009    |
| 41 | Claudio Pistolesi     | 71        | 17-08-1987     | 97 (1987)              | 81        | 26          | 13-04-1987    |
| 42 | Salvatore Caruso      | 76        | 16-11-2020     | 76 (2020)              | 71        | 71          | 07-10-2019    |
|    | Laurence Tieleman     | 76        | 26-04-1999     | 87 (1999)              | 62        | 23          | 01-02-1999    |
| 44 | Massimiliano Narducci | 77        | 23-05-1988     | 138 (1987)             | 5         | 5           | 23-05-1988    |
| 45 | Alessandro Giannessi  | 84        | 24-07-2017     | 128 (2016)             | 10        | 8           | 19-06-2017    |
| 46 | Francesco Passaro     | 89        | 17-02-2025     | 108 (2024)             | 11        | 11          | 27-01-2025    |
| 47 | Federico Luzzi        | 92        | 11-02-2002     | 96 (2001)              | 13        | 13          | 19-11-2001    |
| 48 | Gianluca Rinaldini    | 94        | 04-10-1982     | 106 (1982)             | 6         | 6           | 20-09-1982    |
| 49 | Marzio Martelli       | 96        | 08-09-1997     | 126 (1998)             | 2         | 1           | 21-07-1997    |
| 50 | Stefano Galvani       | 99        | 02-04-2007     | 110 (2006)             | 2         | 1           | 02-04-2007    |
| 51 | Luca Vanni            | 100       | 11-05-2015     | 106 (2015)             | 2         | 1           | 11-05-2015    |
|    | Vincenzo Santopadre   | 100       | 03-05-1999     | 119 (1998)             | 1         | 1           | 03-05-1999    |

Nota: congelamento classifiche dal 23 marzo al 23 agosto 2020 (22 settimane) causa coronavirus.

### Top 50
Aggiornata al 7 settembre 2025.
In grassetto le strisce attive.
| N° | Giocatore             | Settimane | Consecutive | Ingresso   |
| -- | --------------------- | --------- | ----------- | ---------- |
| 1  | Fabio Fognini         | 525       | 477         | 18-04-2011 |
| 2  | Andreas Seppi         | 428       | 144         | 05-11-2007 |
| 3  | Adriano Panatta       | 425       | 253         | 23-08-1973 |
| 4  | Corrado Barazzutti    | 361       | 297         | 23-08-1973 |
| 5  | Matteo Berrettini     | 261       | 206         | 11-02-2019 |
| 6  | Jannik Sinner         | 256       | 256         | 12-10-2020 |
| 7  | Paolo Bertolucci      | 222       | 94          | 23-08-1973 |
| 8  | Lorenzo Sonego        | 212       | 100         | 01-07-2019 |
| 9  | Filippo Volandri      | 201       | 86          | 28-07-2003 |
| 10 | Renzo Furlan          | 176       | 86          | 20-05-1991 |
| 11 | Andrea Gaudenzi       | 173       | 126         | 25-04-1994 |
| 12 | Lorenzo Musetti       | 163       | 163         | 25-07-2022 |
| 13 | Omar Camporese        | 143       | 132         | 09-10-1989 |
| 14 | Paolo Canè            | 116       | 58          | 14-07-1986 |
| 15 | Matteo Arnaldi        | 103       | 103         | 11-09-2023 |
| 16 | Davide Sanguinetti    | 97        | 33          | 06-07-1998 |
| 17 | Potito Starace        | 93        | 52          | 11-06-2007 |
| 18 | Paolo Lorenzi         | 90        | 87          | 04-03-2013 |
| 19 | Gianni Ocleppo        | 89        | 49          | 08-10-1979 |
| 20 | Tonino Zugarelli      | 83        | 79          | 23-08-1973 |
| 21 | Francesco Cancellotti | 69        | 69          | 21-05-1984 |
| 22 | Flavio Cobolli        | 65        | 65          | 10-06-2024 |
| 23 | Simone Bolelli        | 61        | 52          | 12-05-2008 |
| 24 | Marco Cecchinato      | 58        | 58          | 11-06-2018 |
| 25 | Luciano Darderi       | 55        | 38          | 20-05-2024 |
| 26 | Cristiano Caratti     | 52        | 52          | 11-02-1991 |
| 27 | Gianluca Pozzi        | 41        | 41          | 10-07-2000 |
| 28 | Stefano Pescosolido   | 39        | 23          | 10-02-1992 |
| 29 | Claudio Panatta       | 5         | 5           | 21-05-1984 |
| 30 | Daniele Bracciali     | 3         | 2           | 08-05-2006 |
| 31 | Martin Mulligan       | 1         | 1           | 01-05-1974 |

Nota: congelamento classifiche dal 23 marzo al 23 agosto 2020 (22 settimane) causa coronavirus.

### Top 20
Aggiornata al 7 settembre 2025.
In grassetto le strisce attive.
| N° | Giocatore          | Settimane | Consecutive | Ingresso   |
| -- | ------------------ | --------- | ----------- | ---------- |
| 1  | Jannik Sinner      | 221       | 211         | 19-04-2021 |
| 2  | Fabio Fognini      | 220       | 130         | 22-07-2013 |
| 3  | Adriano Panatta    | 170       | 97          | 23-08-1973 |
| 4  | Matteo Berrettini  | 164       | 155         | 24-06-2019 |
| 5  | Corrado Barazzutti | 131       | 95          | 06-07-1976 |
| 6  | Lorenzo Musetti    | 95        | 60          | 09-01-2023 |
| 7  | Marco Cecchinato   | 33        | 32          | 15-10-2018 |
| 7  | Andrea Gaudenzi    | 33        | 23          | 13-02-1995 |
| 9  | Andreas Seppi      | 15        | 15          | 28-01-2013 |
| 10 | Paolo Bertolucci   | 10        | 7           | 23-08-1973 |
| 11 | Flavio Cobolli     | 4         | 4           | 14-07-2025 |
| 12 | Omar Camporese     | 3         | 3           | 10-02-1992 |
| 12 | Renzo Furlan       | 3         | 3           | 08-04-1996 |

Nota: congelamento classifiche dal 23 marzo al 23 agosto 2020 (22 settimane) causa coronavirus.

### Top 10
Aggiornata al 7 settembre 2025.
In grassetto le strisce attive.
| N° | Giocatore          | Settimane | Consecutive | Ingresso   |
| -- | ------------------ | --------- | ----------- | ---------- |
| 1  | Jannik Sinner      | 149       | 127         | 01-11-2021 |
| 2  | Matteo Berrettini  | 116       | 116         | 28-10-2019 |
| 3  | Adriano Panatta    | 52        | 48          | 23-08-1973 |
| 4  | Corrado Barazzutti | 44        | 40          | 20-02-1978 |
| 5  | Lorenzo Musetti    | 18        | 18          | 05-05-2025 |
| 6  | Fabio Fognini      | 9         | 8           | 10-06-2019 |

Nota: congelamento classifiche dal 23 marzo al 23 agosto 2020 (22 settimane) causa coronavirus.

### Top 5
Aggiornata al 7 settembre 2025.
In grassetto la striscia attiva.
| N° | Giocatore       | Settimane | Consecutive | Ingresso   |
| -- | --------------- | --------- | ----------- | ---------- |
| 1  | Jannik Sinner   | 101       | 101         | 02-10-2023 |
| 2  | Adriano Panatta | 11        | 11          | 10-08-1976 |

### Top 4
Aggiornata al 7 settembre 2025.
In grassetto la striscia attiva.
| N° | Giocatore       | Settimane | Consecutive | Ingresso   |
| -- | --------------- | --------- | ----------- | ---------- |
| 1  | Jannik Sinner   | 101       | 101         | 02-10-2023 |
| 2  | Adriano Panatta | 3         | 3           | 24-08-1976 |

### Top 3
Aggiornata al 7 settembre 2025 (striscia attiva).
| Giocatore     | Settimane | Consecutive | Ingresso   |
| ------------- | --------- | ----------- | ---------- |
| Jannik Sinner | 81        | 81          | 19-02-2024 |

### Top 2
Aggiornata al 7 settembre 2025 (striscia attiva).
| Giocatore     | Settimane | Consecutive | Ingresso   |
| ------------- | --------- | ----------- | ---------- |
| Jannik Sinner | 75        | 75          | 01-04-2024 |

### Numeri 1 del mondo
Aggiornata al 7 settembre 2025 (striscia attiva).
| Giocatore     | Settimane | Consecutive | Ingresso   |
| ------------- | --------- | ----------- | ---------- |
| Jannik Sinner | 65        | 65          | 10-06-2024 |

### Numeri 1 d'Italia
Aggiornata al 7 settembre 2025
In grassetto il n. 1 attuale.
| #  | Giocatore             | Settimane | Data       |
| -- | --------------------- | --------- | ---------- |
| 1  | Fabio Fognini         | 292       | 06-06-2011 |
| 2  | Adriano Panatta       | 284       | 23-08-1973 |
| 3  | Filippo Volandri      | 218       | 12-05-2003 |
| 4  | Andreas Seppi         | 215       | 12-05-2008 |
| 5  | Andrea Gaudenzi       | 214       | 04-10-1993 |
| 6  | Corrado Barazzutti    | 198       | 12-09-1977 |
| 7  | Paolo Canè            | 191       | 09-06-1986 |
| 8  | Jannik Sinner         | 162       | 11-07-2022 |
| 9  | Matteo Berrettini     | 124       | 14-10-2019 |
| 10 | Renzo Furlan          | 121       | 08-02-1993 |
| 11 | Omar Camporese        | 119       | 30-07-1990 |
| 12 | Francesco Cancellotti | 92        | 21-05-1984 |
| 12 | Davide Sanguinetti    | 92        | 18-02-2002 |
| 14 | Gianluca Pozzi        | 89        | 14-06-1999 |
| 15 | Potito Starace        | 76        | 15-10-2007 |
| 16 | Gianni Ocleppo        | 31        | 21-03-1983 |
| 17 | Paolo Lorenzi         | 29        | 01-08-2016 |
| 18 | Claudio Panatta       | 27        | 20-09-1982 |
| 19 | Paolo Bertolucci      | 22        | 06-05-1974 |
| 20 | Cristiano Caratti     | 13        | 25-02-1991 |
| 21 | Stefano Pescosolido   | 12        | 01-11-1993 |
| 22 | Daniele Bracciali     | 11        | 15-05-2006 |
| 23 | Massimiliano Narducci | 7         | 23-05-1988 |
| 23 | Laurence Tieleman     | 7         | 11-10-1999 |
| 23 | Marco Cecchinato      | 7         | 25-02-2019 |
| 26 | Diego Nargiso         | 5         | 03-10-1988 |
| 27 | Claudio Pistolesi     | 2         | 16-05-1988 |
| 27 | Simone Bolelli        | 2         | 23-02-2009 |

Nota: per i giocatori che hanno raggiunto ripetutamente la prima posizione, la data si riferisce alla prima occasione 

### Le sfide contro i numeri 1 del mondo
Ultimo aggiornamento: 1° luglio 2025
| Legenda incontri: 103 (13–90)    |
| Grande Slam: 26 (1–25)           |
| WCT Finals/ATP Finals: 3 (1–2)   |
| ATP Tour Masters 1000: 36 (6–30) |
| ATP Tour 500: 15 (1–14)          |
| ATP Tour 250: 16 (3–13)          |
| Coppa Davis: 7 (1–6)             |
| Al meglio dei 5 set: 35 (1–34)   |
| Al meglio dei 3 set: 68 (12–56)  |

In grassetto le vittorie italiane, in sottolineato gli incontri al meglio dei 5 set.
| N°  | Data       | Torneo                  | Categoria    | Turno | N° 1 ATP          | Giocatore italiano (rank)    | Risultato | Punteggio                          | Superficie    |
| --- | ---------- | ----------------------- | ------------ | ----- | ----------------- | ---------------------------- | --------- | ---------------------------------- | ------------- |
| 1   | 01-11-1973 | Parigi                  | ATP 500      | 3T    | Ilie Năstase      | Paolo Bertolucci (19)        | S         | 6–2, 6–2                           | Cemento (i)   |
| 2   | 17-05-1974 | Monaco                  | ATP 250      | QF    | Ilie Năstase      | Corrado Barazzutti (71)      | V         | 3–6, 7–6, 6–1                      | Terra rossa   |
| 3   | 25-05-1974 | Bournemouth             | ATP 500      | SF    | Ilie Năstase      | Corrado Barazzutti (71)      | S         | 9–8, 9–7                           | Terra rossa   |
| 4   | 26-05-1974 | Bournemouth             | ATP 500      | F     | Ilie Năstase      | Paolo Bertolucci (14)        | S         | 6–1, 6–3, 6–2                      | Terra rossa   |
| 5   | 09-11-1975 | Stoccolma               | Masters 1000 | F     | Jimmy Connors     | Adriano Panatta (28)         | V         | 4–6, 6–3, 7–5                      | Sintetico (i) |
| 6   | 13-04-1977 | Houston                 | ATP 250      | 1T    | Jimmy Connors (2) | Adriano Panatta (7)          | V         | 6–1, 7–5                           | Terra verde   |
| 7   | 10-05-1977 | WCT Finals              | WCT Finals   | QF    | Jimmy Connors     | Adriano Panatta (11)         | S         | 6–4, 7–5, 6–4                      | Sintetico (i) |
| 8   | 10-09-1977 | US Open                 | Grande Slam  | SF    | Jimmy Connors     | Corrado Barazzutti (24)      | S         | 7–5, 6–3, 7–5                      | Terra verde   |
| 9   | 25-01-1978 | Filadelfia              | ATP 250      | 2T    | Jimmy Connors     | Adriano Panatta (24)         | S         | 6–3, 6–2                           | Sintetico (i) |
| 10  | 24-02-1979 | Dorado Beach            | ATP 250      | RR    | Jimmy Connors     | Adriano Panatta (21)         | S         | 4–6, 6–5, 6–2                      | Cemento       |
| 11  | 10-04-1979 | Monte Carlo             | Masters 1000 | 1T    | Björn Borg        | Paolo Bertolucci (48)        | S         | 6–0, 6–1                           | Terra rossa   |
| 12  | 17-05-1979 | Amburgo                 | ATP 500      | 2T    | Björn Borg        | Gianni Ocleppo (93)          | S         | 6–3, 7–5                           | Terra rossa   |
| 13  | 19-07-1979 | Båstad                  | ATP 250      | 2T    | Björn Borg        | Tonino Zugarelli (107)       | S         | 6–0, 6–1                           | Terra rossa   |
| 14  | 23-09-1979 | Palermo                 | ATP 250      | F     | Björn Borg        | Corrado Barazzutti (33)      | S         | 6–4, 6–0, 6–4                      | Terra rossa   |
| 15  | 04-06-1980 | Roland Garros           | Grande Slam  | QF    | Björn Borg        | Corrado Barazzutti (30)      | S         | 6–0, 6–3, 6–3                      | Terra rossa   |
| 16  | 28-03-1981 | Milano                  | ATP 250      | SF    | Björn Borg        | Gianni Ocleppo (94)          | S         | 7–5, 7–6(5)                        | Sintetico (i) |
| 17  | 10-05-1985 | Forest Hills            | ATP 250      | QF    | John McEnroe      | Claudio Panatta (81)         | S         | 3–6, 6–2, 7–6(5)                   | Terra verde   |
| 18  | 07-05-1986 | Forest Hills            | ATP 250      | 1T    | Ivan Lendl        | Francesco Cancellotti (107)  | S         | 6–3, 6–4                           | Terra verde   |
| 19  | 13-05-1986 | Internazionali d'Italia | Masters 1000 | 1T    | Ivan Lendl        | Francesco Cancellotti (107)  | S         | 6–4, 6–2                           | Terra rossa   |
| 20  | 15-05-1986 | Internazionali d'Italia | Masters 1000 | 3T    | Ivan Lendl        | Paolo Canè (208)             | S         | 6–2, 6–4                           | Terra rossa   |
| 21  | 12-05-1987 | Internazionali d'Italia | Masters 1000 | 1T    | Ivan Lendl        | Claudio Panatta (128)        | S         | 6–2, 6–3                           | Terra rossa   |
| 22  | 26-06-1987 | Wimbledon               | Grande Slam  | 2T    | Ivan Lendl        | Paolo Canè (40)              | S         | 3–6, 7–6(5), 6(2)–7, 7–5, 6–1      | Erba          |
| 23  | 30-09-1988 | Palermo                 | ATP 250      | QF    | Mats Wilander     | Claudio Panatta (183)        | S         | 4–6, 6–2, 6–3                      | Terra rossa   |
| 24  | 24-03-1989 | Key Biscayne            | Masters 1000 | 3T    | Ivan Lendl        | Paolo Canè (67)              | S         | 7–5, 6–0, 6–4                      | Cemento       |
| 25  | 07-02-1990 | Milano                  | ATP 250      | 1T    | Ivan Lendl        | Diego Nargiso (132)          | S         | 6–3, 6–3                           | Sintetico (i) |
| 26  | 21-02-1990 | Stoccarda               | ATP 500      | 1T    | Ivan Lendl        | Omar Camporese (76)          | S         | 6–4, 6–2                           | Sintetico (i) |
| 27  | 01-02-1991 | Coppa Davis             | Coppa Davis  | R1    | Boris Becker      | Paolo Canè (130)             | S         | 3–6, 6–1, 6–4, 6–4                 | Sintetico (i) |
| 28  | 03-02-1991 | Coppa Davis             | Coppa Davis  | R4    | Boris Becker      | Omar Camporese (45)          | S         | 3–6, 4–6, 6–3, 6–4, 6–3            | Sintetico (i) |
| 29  | 21-02-1991 | Stoccarda               | ATP 500      | 2T    | Stefan Edberg     | Omar Camporese (44)          | S         | 6–3, 7–6(9)                        | Sintetico (i) |
| 30  | 18-02-1992 | Stoccarda               | ATP 500      | 1T    | Jim Courier       | Diego Nargiso (122)          | S         | 6–3, 6–3                           | Sintetico (i) |
| 31  | 18-03-1992 | Key Biscayne            | Masters 1000 | QF    | Jim Courier       | Diego Nargiso (100)          | S         | 6(8)–7, 6–2, 6–0                   | Cemento       |
| 32  | 30-03-1993 | Osaka                   | ATP 250      | 1T    | Jim Courier       | Stefano Pescosolido (132)    | S         | 6–2, 6–2                           | Cemento       |
| 33  | 10-05-1993 | Internazionali d'Italia | Masters 1000 | 1T    | Pete Sampras      | Renzo Furlan (50)            | S         | 6–1, 7–6(3)                        | Terra rossa   |
| 34  | 14-03-1994 | Key Biskayne            | Masters 1000 | 2T    | Pete Sampras      | Diego Nargiso (121)          | S         | 6–2, 6–2                           | Cemento       |
| 35  | 13-05-1994 | Internazionali d'Italia | Masters 1000 | QF    | Pete Sampras      | Andrea Gaudenzi (45)         | S         | 6–3, 7–5                           | Terra rossa   |
| 36  | 16-01-1995 | Australian Open         | Grande Slam  | 1T    | Pete Sampras      | Gianluca Pozzi (95)          | S         | 6–3, 6–2, 6–0                      | Cemento       |
| 37  | 31-03-1995 | Coppa Davis             | Coppa Davis  | R1    | Pete Sampras      | Renzo Furlan (67)            | S         | 7–6(3), 6–3, 6–0                   | Terra rossa   |
| 38  | 02-04-1995 | Coppa Davis             | Coppa Davis  | R4    | Pete Sampras      | Andrea Gaudenzi (19)         | S         | 6–3, 1–6, 6–3                      | Terra rossa   |
| 39  | 11-08-1995 | Cincinnati              | Masters 1000 | QF    | Andre Agassi      | Renzo Furlan (50)            | S         | 6–3, 6–4                           | Cemento       |
| 40  | 14-04-1996 | Estoril                 | ATP 250      | F     | Thomas Muster     | Andrea Gaudenzi (36)         | S         | 7–6(4), 6–4                        | Terra rossa   |
| 41  | 21-01-1998 | Australian Open         | Grande Slam  | 2T    | Pete Sampras      | Davide Sanguinetti (94)      | S         | 6–2, 6–1, 6–2                      | Cemento       |
| 42  | 25-02-1998 | Filadelfia              | ATP 500      | 2T    | Pete Sampras      | Andrea Gaudenzi (59)         | S         | 7–6(6), 6–3                        | Cemento (i)   |
| 43  | 30-04-1998 | Atlanta                 | ATP 250      | 2T    | Pete Sampras      | Davide Sanguinetti (83)      | S         | 6–3, 5–7, 7–5                      | Terra verde   |
| 44  | 05-08-1998 | Toronto                 | Masters 1000 | 2T    | Pete Sampras      | Gianluca Pozzi (62)          | S         | 6–1, 6–2                           | Cemento       |
| 45  | 20-03-1999 | Key Biscayne            | Masters 1000 | 2T    | Carlos Moyá       | Davide Sanguinetti (46)      | S         | 6–3, 4–6, 6–1                      | Cemento       |
| 46  | 15-06-2000 | Queen's                 | ATP 250      | 3T    | Andre Agassi      | Gianluca Pozzi (76)          | V         | 4–6, 3–2, rit.                     | Erba          |
| 47  | 07-08-2002 | Cincinnati              | Masters 1000 | 2T    | Lleyton Hewitt    | Davide Sanguinetti (53)      | S         | 5–0, rit.                          | Cemento       |
| 48  | 10-07-2004 | Gstaad                  | ATP 250      | SF    | Roger Federer     | Potito Starace (145, Q)      | S         | 6–3, 3–6, 6–3                      | Terra rossa   |
| 49  | 10-05-2006 | Internazionali d'Italia | Masters 1000 | 2T    | Roger Federer     | Potito Starace (81)          | S         | 6–3, 7–6(2)                        | Terra rossa   |
| 50  | 28-02-2007 | Dubai                   | ATP 500      | 2T    | Roger Federer     | Daniele Bracciali (88)       | S         | 7–5, 6–3                           | Cemento       |
| 51  | 17-04-2007 | Monte Carlo             | Masters 1000 | 2T    | Roger Federer     | Andreas Seppi (101, Q)       | S         | 7–6(4), 7–6(6)                     | Terra rossa   |
| 52  | 10-05-2007 | Internazionali d'Italia | Masters 1000 | 3T    | Roger Federer     | Filippo Volandri (53, WC)    | V         | 6–3, 6–4                           | Terra rossa   |
| 53  | 01-06-2007 | Roland Garros           | Grande Slam  | 3T    | Roger Federer     | Potito Starace (57)          | S         | 6–2, 6–3, 6–0                      | Terra rossa   |
| 54  | 09-08-2007 | Montréal                | Masters 1000 | 3T    | Roger Federer     | Fabio Fognini (139, Q)       | S         | 6–1, 6–1                           | Cemento       |
| 55  | 17-05-2008 | Amburgo                 | Masters 1000 | SF    | Roger Federer     | Andreas Seppi (43)           | S         | 6–3, 6–1                           | Terra rossa   |
| 56  | 11-02-2009 | Rotterdam               | ATP 500      | 1T    | Rafael Nadal      | Simone Bolelli (37)          | S         | 4–6, 6–2, 7–5                      | Cemento (i)   |
| 57  | 29-04-2009 | Internazionali d'Italia | Masters 1000 | 2T    | Rafael Nadal      | Andreas Seppi (37)           | S         | 6–2, 6–3                           | Terra rossa   |
| 58  | 18-09-2009 | Coppa Davis             | Coppa Davis  | R2    | Roger Federer     | Simone Bolelli (64)          | S         | 6–3, 6–4, 6–1                      | Terra rossa   |
| 59  | 20-09-2009 | Coppa Davis             | Coppa Davis  | R4    | Roger Federer     | Potito Starace (57)          | S         | 6–3, 6–0, 6–4                      | Terra rossa   |
| 60  | 04-11-2009 | Basilea                 | ATP 500      | 2T    | Roger Federer     | Andreas Seppi (51)           | S         | 6–3, 6–3                           | Cemento (i)   |
| 61  | 10-05-2011 | Internazionali d'Italia | Masters 1000 | 2T    | Rafael Nadal      | Paolo Lorenzi (148, Q)       | S         | 6(5)–7, 6–4, 6–0                   | Terra rossa   |
| 62  | 17-01-2012 | Australian Open         | Grande Slam  | 1T    | Novak Đoković     | Paolo Lorenzi (109)          | S         | 6–2, 6–0, 6–0                      | Cemento       |
| 63  | 18-04-2012 | Monte Carlo             | Masters 1000 | 2T    | Novak Đoković     | Andreas Seppi (44)           | S         | 6–1, 6–4                           | Terra rossa   |
| 64  | 28-05-2012 | Roland Garros           | Grande Slam  | 1T    | Novak Đoković     | Potito Starace (97)          | S         | 7–6(3),6–3, 6–1                    | Terra rossa   |
| 65  | 03-06-2012 | Roland Garros           | Grande Slam  | 4T    | Novak Đoković     | Andreas Seppi (25)           | S         | 4–6, 6(5)–7, 6–3, 7–5, 6–3         | Terra rossa   |
| 66  | 28-02-2013 | Dubai                   | ATP 500      | QF    | Novak Đoković     | Andreas Seppi (25)           | S         | 6–0, 6–3                           | Cemento       |
| 67  | 10-03-2013 | Indian Wells            | Masters 1000 | 2T    | Novak Đoković     | Fabio Fognini (36)           | S         | 6–0, 5–7, 6–2                      | Cemento       |
| 68  | 20-04-2013 | Monte Carlo             | Masters 1000 | SF    | Novak Đoković     | Fabio Fognini (32)           | S         | 6–2, 6–1                           | Terra rossa   |
| 69  | 26-03-2014 | Miami                   | Masters 1000 | 4T    | Rafael Nadal      | Fabio Fognini (14)           | S         | 6–2, 6–2                           | Cemento       |
| 70  | 17-04-2014 | Monte Carlo             | Masters 1000 | 3T    | Rafael Nadal      | Andreas Seppi (35)           | S         | 6–1, 6–3                           | Terra rossa   |
| 71  | 04-09-2015 | US Open                 | Grande Slam  | 3T    | Novak Đoković     | Andreas Seppi (25)           | S         | 6–3, 7–5, 7–5                      | Cemento       |
| 72  | 06-10-2015 | Pechino                 | ATP 500      | 1T    | Novak Đoković     | Simone Bolelli (59)          | S         | 6–1, 6–1                           | Cemento       |
| 73  | 22-01-2016 | Australian Open         | Grande Slam  | 3T    | Novak Đoković     | Andreas Seppi (29)           | S         | 6–1, 7–5, 7–6(6)                   | Cemento       |
| 74  | 11-10-2016 | Shanghai                | Masters 1000 | 2T    | Novak Đoković     | Fabio Fognini (50)           | S         | 6–3, 6–3                           | Cemento       |
| 75  | 16-05-2017 | Internazionali d'Italia | Masters 1000 | 2T    | Andy Murray       | Fabio Fognini (29)           | V         | 6–2, 6–4                           | Terra rossa   |
| 76  | 07-07-2017 | Wimbledon               | Grande Slam  | 3T    | Andy Murray       | Fabio Fognini (29)           | S         | 6–2, 4–6, 6–1, 7–5                 | Erba          |
| 77  | 12-10-2017 | Shanghai                | Masters 1000 | 3T    | Rafael Nadal      | Fabio Fognini (28)           | S         | 6–3, 6–1                           | Cemento       |
| 78  | 29-05-2018 | Roland Garros           | Grande Slam  | 1T    | Rafael Nadal      | Simone Bolelli (129, LL)     | S         | 6–4, 6–3, 7–6(9)                   | Terra rossa   |
| 79  | 01-06-2019 | Roland Garros           | Grande Slam  | 3T    | Novak Đoković     | Salvatore Caruso (147, Q)    | S         | 6–3, 6–3, 6–2                      | Terra rossa   |
| 80  | 16-09-2020 | Internazionali d'Italia | Masters 1000 | 2T    | Novak Đoković     | Salvatore Caruso (87, WC)    | S         | 6–3, 6–2                           | Terra rossa   |
| 81  | 30-10-2020 | Vienna                  | ATP 500      | QF    | Novak Đoković     | Lorenzo Sonego (42, LL)      | V         | 6–2, 6–1                           | Cemento (i)   |
| 82  | 14-04-2021 | Monte Carlo             | Masters 1000 | 2T    | Novak Đoković     | Jannik Sinner (22)           | S         | 6–4, 6–2                           | Terra rossa   |
| 83  | 15-05-2021 | Internazionali d'Italia | Masters 1000 | SF    | Novak Đoković     | Lorenzo Sonego (33)          | S         | 6–3, 6(5)–7, 6–2                   | Terra rossa   |
| 84  | 07-06-2021 | Roland Garros           | Grande Slam  | 4T    | Novak Đoković     | Lorenzo Musetti (76)         | S         | 6(7)–7, 6(2)–7, 6–1, 6–0, 4–0 rit. | Terra rossa   |
| 85  | 09-06-2021 | Roland Garros           | Grande Slam  | QF    | Novak Đoković     | Matteo Berrettini (9)        | S         | 6–3, 6–2, 6(5)–7, 7–5              | Terra rossa   |
| 86  | 11-07-2021 | Wimbledon               | Grande Slam  | F     | Novak Đoković     | Matteo Berrettini (9)        | S         | 6(4)–7, 6–4, 6–4, 6–3              | Erba          |
| 87  | 09-09-2021 | US Open                 | Grande Slam  | QF    | Novak Đoković     | Matteo Berrettini (8)        | S         | 5–7, 6–2, 6–2, 6–3                 | Cemento       |
| 88  | 21-02-2022 | Dubai                   | ATP 500      | 1T    | Novak Đoković     | Lorenzo Musetti (58)         | S         | 6–3, 6–3                           | Cemento       |
| 89  | 31-03-2023 | Miami                   | Masters 1000 | SF    | Carlos Alcaraz    | Jannik Sinner (11, tds 10)   | V         | 6(4)–7, 6–4, 6–2                   | Cemento       |
| 90  | 13-04-2023 | Monte Carlo             | Masters 1000 | 3T    | Novak Đoković (2) | Lorenzo Musetti (21, tds 16) | V         | 4–6, 7–5, 6–4                      | Terra rossa   |
| 91  | 29-05-2023 | Roland Garros           | Grande Slam  | 1T    | Carlos Alcaraz    | Flavio Cobolli (159, Q)      | S         | 6–0, 6–2, 7–5                      | Terra rossa   |
| 92  | 04-06-2023 | Roland Garros           | Grande Slam  | 4T    | Carlos Alcaraz    | Lorenzo Musetti (18)         | S         | 6–3, 6–2, 6–2                      | Terra rossa   |
| 93  | 10-07-2023 | Wimbledon               | Grande Slam  | 4T    | Carlos Alcaraz    | Matteo Berrettini (38)       | S         | 3–6, 6–3, 6–3, 6–3                 | Erba          |
| 94  | 04-09-2023 | US Open                 | Grande Slam  | 4T    | Carlos Alcaraz    | Matteo Arnaldi (61)          | S         | 6–3, 6–3, 6–4                      | Cemento       |
| 95  | 14-11-2023 | ATP Finals              | ATP Finals   | RR    | Novak Đoković (3) | Jannik Sinner (4, tds 4)     | V         | 7–5, 6(5)–7, 7–6(2)                | Cemento (i)   |
| 96  | 19-11-2023 | ATP Finals              | ATP Finals   | F     | Novak Đoković     | Jannik Sinner (4)            | S         | 6–3, 6–3                           | Cemento (i)   |
| 97  | 25-11-2023 | Coppa Davis             | Coppa Davis  | SF    | Novak Đoković (4) | Jannik Sinner (4)            | V         | 6–2, 2–6, 7–5                      | Cemento (i)   |
| 98  | 26-01-2024 | Australian Open         | Grande Slam  | SF    | Novak Đoković (5) | Jannik Sinner (4, tds 4)     | V         | 6–1, 6–2, 6(6)–7, 6–3              | Cemento       |
| 99  | 11-03-2024 | Indian Wells            | Masters 1000 | 3T    | Novak Đoković (6) | Luca Nardi (123, LL)         | V         | 6–4, 3–6, 6–3                      | Cemento       |
| 100 | 11-04-2024 | Monte Carlo             | Masters 1000 | 3T    | Novak Đoković     | Lorenzo Musetti (24)         | S         | 7–5, 6–3                           | Terra rossa   |
| 101 | 01-06-2024 | Roland Garros           | Grande Slam  | 3T    | Novak Đoković     | Lorenzo Musetti (30)         | S         | 7–5, 6(6)–7, 2–6, 6–3, 6–0         | Terra rossa   |
| 102 | 03-07-2024 | Wimbledon               | Grande Slam  | 2T    | Jannik Sinner     | Matteo Berrettini (59)       | S         | 7–6(3), 7–6(4), 2–6, 7–6(4)        | Erba          |
| 103 | 01-07-2025 | Wimbledon               | Grande Slam  | 1T    | Jannik Sinner     | Luca Nardi (95)              | S         | 6–4, 6–3, 6–0                      | Erba          |

## Masters/ATP Finals
In grassetto le vittorie 
| Turno              |
| ------------------ |
| Finale (1–1)       |
| Semifinale (2–0)   |
| Round Robin (8–10) |

| N° | Data       | Sede      | Giocatore italiano (Rank) | Avversario (Rank)      | Risultato | Turno | Superficie    | Punteggio           |
| -- | ---------- | --------- | ------------------------- | ---------------------- | --------- | ----- | ------------- | ------------------- |
| 1  | 30-11-1975 | Stoccolma | Adriano Panatta (14)      | Manuel Orantes (9)     | S         | RR1   | Sintetico (i) | 4–6, 6–7            |
| 2  | 01-12-1975 | Stoccolma | Adriano Panatta (14)      | Arthur Ashe (7)        | S         | RR2   | Sintetico (i) | 6–7, 3–6            |
| 3  | 03-12-1975 | Stoccolma | Adriano Panatta (14)      | Ilie Năstase (8)       | S         | RR3   | Sintetico (i) | 6–7, 6–3, 0–6       |
| 4  | 10-01-1979 | New York  | Corrado Barazzutti (10)   | Eddie Dibbs (6)        | S         | RR1   | Sintetico (i) | 4–6, 4–6            |
| 5  | 11-01-1979 | New York  | Corrado Barazzutti (10)   | Brian Gottfried (7)    | S         | RR2   | Sintetico (i) | 6–7, 4–6            |
| 6  | 12-01-1979 | New York  | Corrado Barazzutti (10)   | Raúl Ramírez (8)       | S         | RR3   | Sintetico (i) | 6–3, 3–6, 4–6       |
| 7  | 10-11-2019 | Londra    | Matteo Berrettini (8)     | Novak Đoković (2)      | S         | RR1   | Cemento (i)   | 2–6, 1–6            |
| 8  | 12-11-2019 | Londra    | Matteo Berrettini (8)     | Roger Federer (3)      | S         | RR2   | Cemento (i)   | 6–7, 3–6            |
| 9  | 14-11-2019 | Londra    | Matteo Berrettini (8)     | Dominic Thiem (5)      | V         | RR3   | Cemento (i)   | 7–6, 6–3            |
| 10 | 14-11-2021 | Torino    | Matteo Berrettini (7)     | Alexander Zverev (3)   | S         | RR1   | Cemento (i)   | 6–7, 0–1 rit.       |
| 11 | 16-11-2021 | Torino    | Jannik Sinner (11)        | Hubert Hurkacz (9)     | V         | RR2   | Cemento (i)   | 6–2, 6–2            |
| 12 | 18-11-2021 | Torino    | Jannik Sinner (11)        | Daniil Medvedev (2)    | S         | RR3   | Cemento (i)   | 0–6, 7–6, 6–7       |
| 13 | 12-11-2023 | Torino    | Jannik Sinner (4)         | Stefanos Tsitsipas (6) | V         | RR1   | Cemento (i)   | 6–4, 6–4            |
| 14 | 14-11-2023 | Torino    | Jannik Sinner (4)         | Novak Đoković (1)      | V         | RR2   | Cemento (i)   | 7–5, 6(5)–7, 7–6(2) |
| 15 | 16-11-2023 | Torino    | Jannik Sinner (4)         | Holger Rune (8)        | V         | RR3   | Cemento (i)   | 6–2, 5–7, 6–4       |
| 16 | 18-11-2023 | Torino    | Jannik Sinner (4)         | Daniil Medvedev (3)    | V         | SF    | Cemento (i)   | 6–3, 6(4)–7, 6–1    |
| 17 | 19-11-2023 | Torino    | Jannik Sinner (4)         | Novak Đoković (1)      | S         | F     | Cemento (i)   | 3–6, 3–6            |
| 18 | 10-11-2024 | Torino    | Jannik Sinner (1)         | Alex de Minaur (9)     | V         | RR1   | Cemento (i)   | 6–3, 6–4            |
| 19 | 12-11-2024 | Torino    | Jannik Sinner (1)         | Taylor Fritz (5)       | V         | RR2   | Cemento (i)   | 6–4, 6–4            |
| 20 | 14-11-2024 | Torino    | Jannik Sinner (1)         | Daniil Medvedev (4)    | V         | RR3   | Cemento (i)   | 6–3, 6–4            |
| 21 | 16-11-2024 | Torino    | Jannik Sinner (1)         | Casper Ruud (7)        | V         | SF    | Cemento (i)   | 6–1, 6–2            |
| 22 | 17-11-2024 | Torino    | Jannik Sinner (1)         | Taylor Fritz (5)       | V         | F     | Cemento (i)   | 6–4, 6–4            |